# La Bouëxière
La Bouëxière est une commune française située dans le département d'Ille-et-Vilaine, en région Bretagne, peuplée de 4 602 habitants.

## Géographie

### Situation
La Bouëxière est l'une des 353 communes d'Ille-et-Vilaine. Située à 19 km au nord-est de Rennes, dans le canton de Liffré, elle est entourée par les forêts de Liffré, au nord, et de Chevré, au sud, cette dernière étant située sur le territoire de la commune.

### Communes limitrophes
Les communes limitrophes sont, dans le sens horaire et en commençant par l'ouest, Liffré, Dourdain, Val-d'Izé, Marpire, Châteaubourg, Servon-sur-Vilaine et Acigné.
La Bouëxière est située au nord-nord-est de la Liffré-Cormier Communauté et à la limite est du pays de Rennes.

### Relief et hydrographie
La vaste commune de La Bouëxière présente un relief assez accidenté : la ligne de crête principale suit un axe reliant la Croix des Chesnots, la Préhaye et la
Gaillardière, atteignant plus de 120 mètres d'altitude au sud du bourg, en lisière nord de la forêt de Chevré (124 mètres au sud du hameau de Préhaye, 123 mètres à Marre Plate, 121 mètres à Malnoë) ; les altitudes s'abaissent jusqu'à 42 mètres à la limite sud-ouest du finage communal, dans la vallée de la Veuvre, à l'endroit où ce cours d'eau quitte la commune. Le bourg est vers une centaine de mètres d'altitude.
Le réseau hydrographique est constitué de plusieurs affluents et sous-affluents de rive droite de la Vilaine :
- La Veuvre est la rivière principale qui traverse la partie nord du territoire communal, puis le longe, séparant La Bouëxière de Liffré ; ses eaux alimentent l'étang de Chevré et l'étang de la Vallée au niveau de la limite avec la commune de Liffré. Plusieurs affluents de la Veuvre coulent dans la partie nord de la commune : l'un d'entre eux limite la commune avec celle de Dourdain, alimentant notamment l'étang de la Teillais ; le Ruisseau du Bois de Ménouvel (il coule à l'est du bourg) ; le Ruisseau de Perousel coule à l'ouest du bourg ; le Ruisseau de Sérigné sert lui aussi de limite communale, mais avec Liffré et alimente notamment l'étang de Sérigné ; au sud-ouest de la commune le Ruisseau du Gué est aussi un affluent de la Veuvre.
- Dans les parties sud et sud-est de la commune, coulent d'autres petits affluents de la Vilaine, les principaux étant le Ruisseau de l'Étang de Forge (qui alimente l'étang éponyme et porte dans sa partie amont le nom de Ruisseau de la Feuillée) et le Ruisseau de la Gaillardière, qui sert de limite avec Châteaubourg (antérieurement avec Broons-sur-Vilaine lorsque cette localité formait une commune indépendante de celle de Châteaubourg).

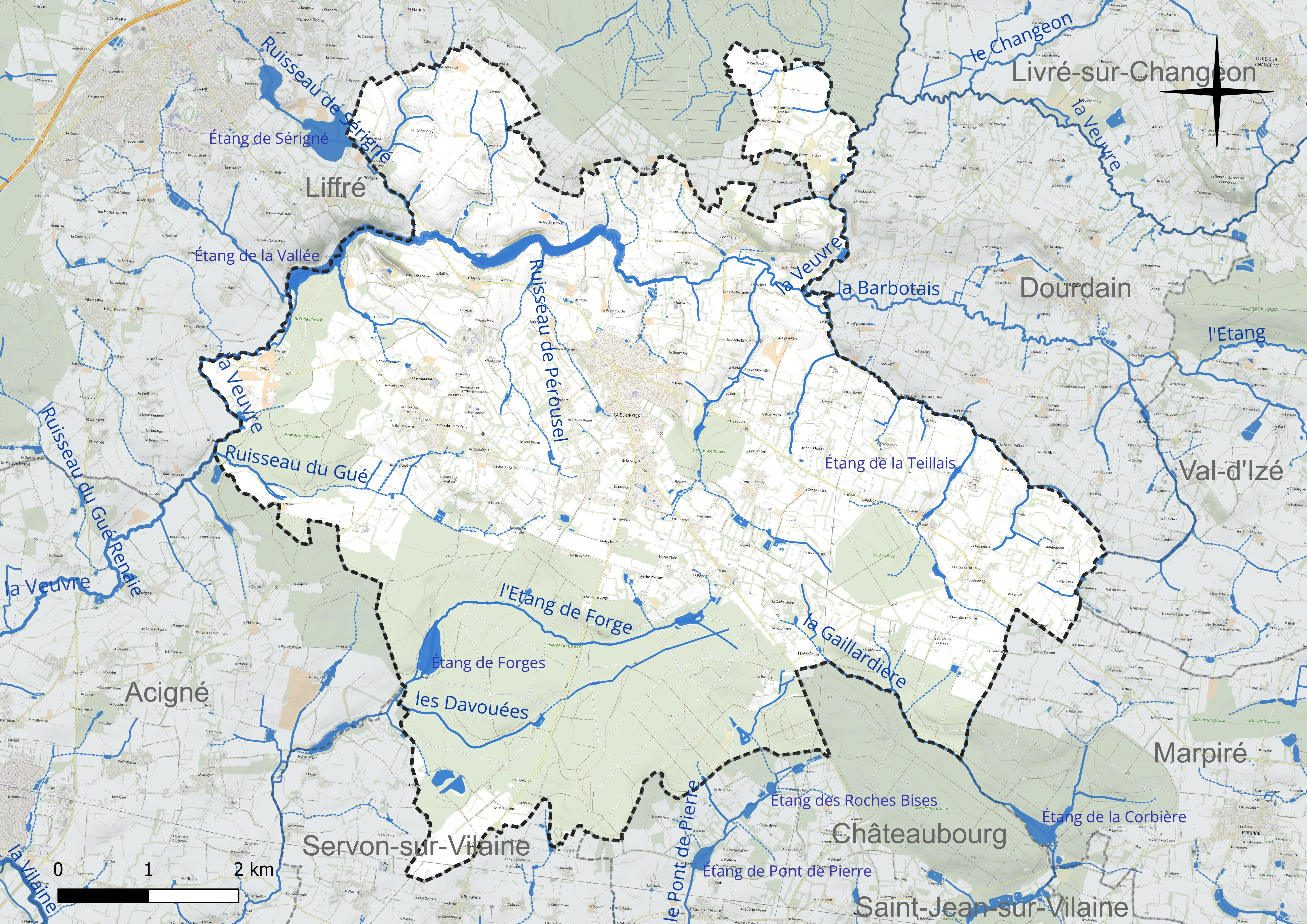
Carte du réseau hydrographique de la commune de La Bouëxière.
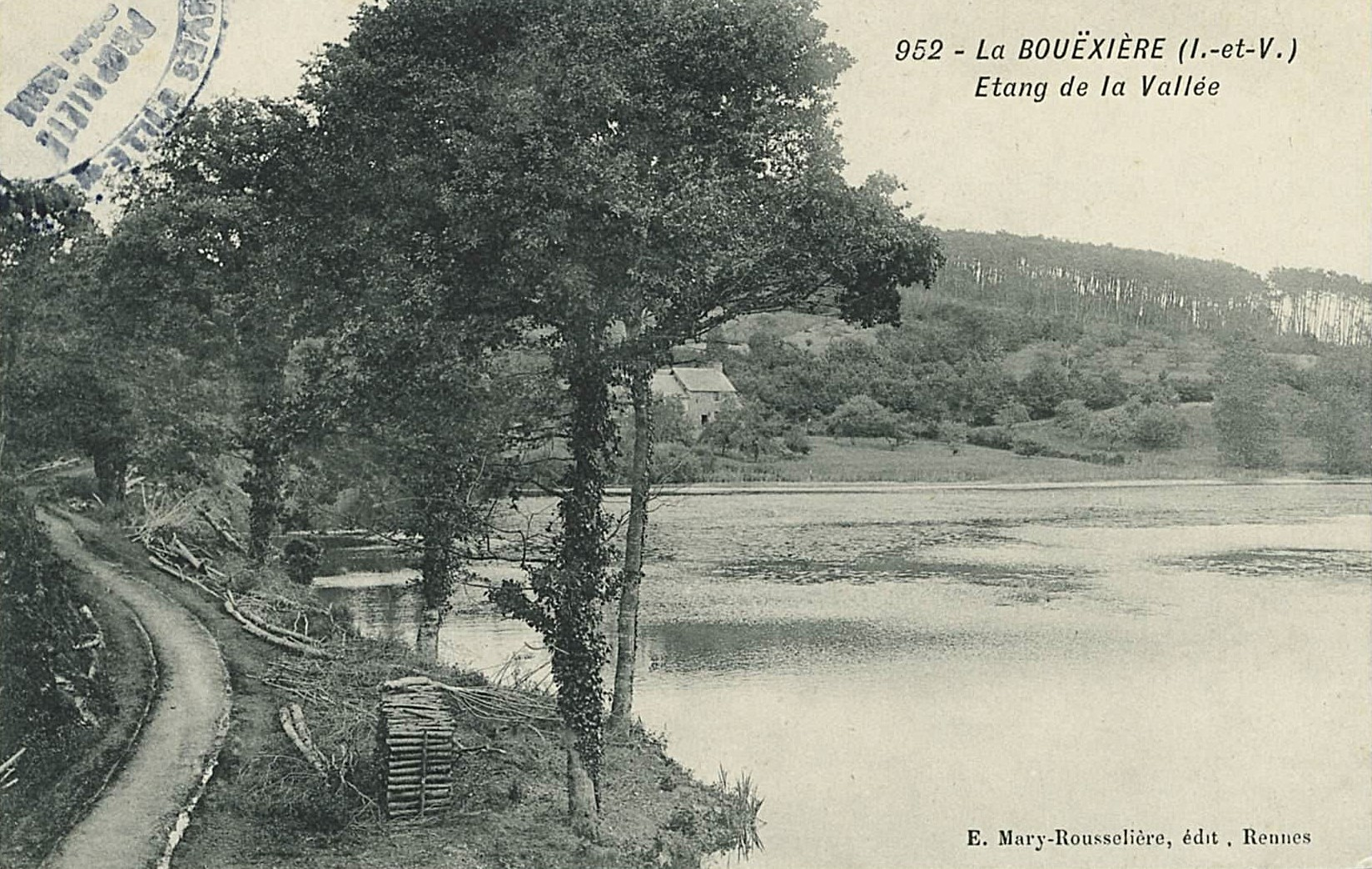
L'étang de la Vallée au début du XXe siècle (carte postale).
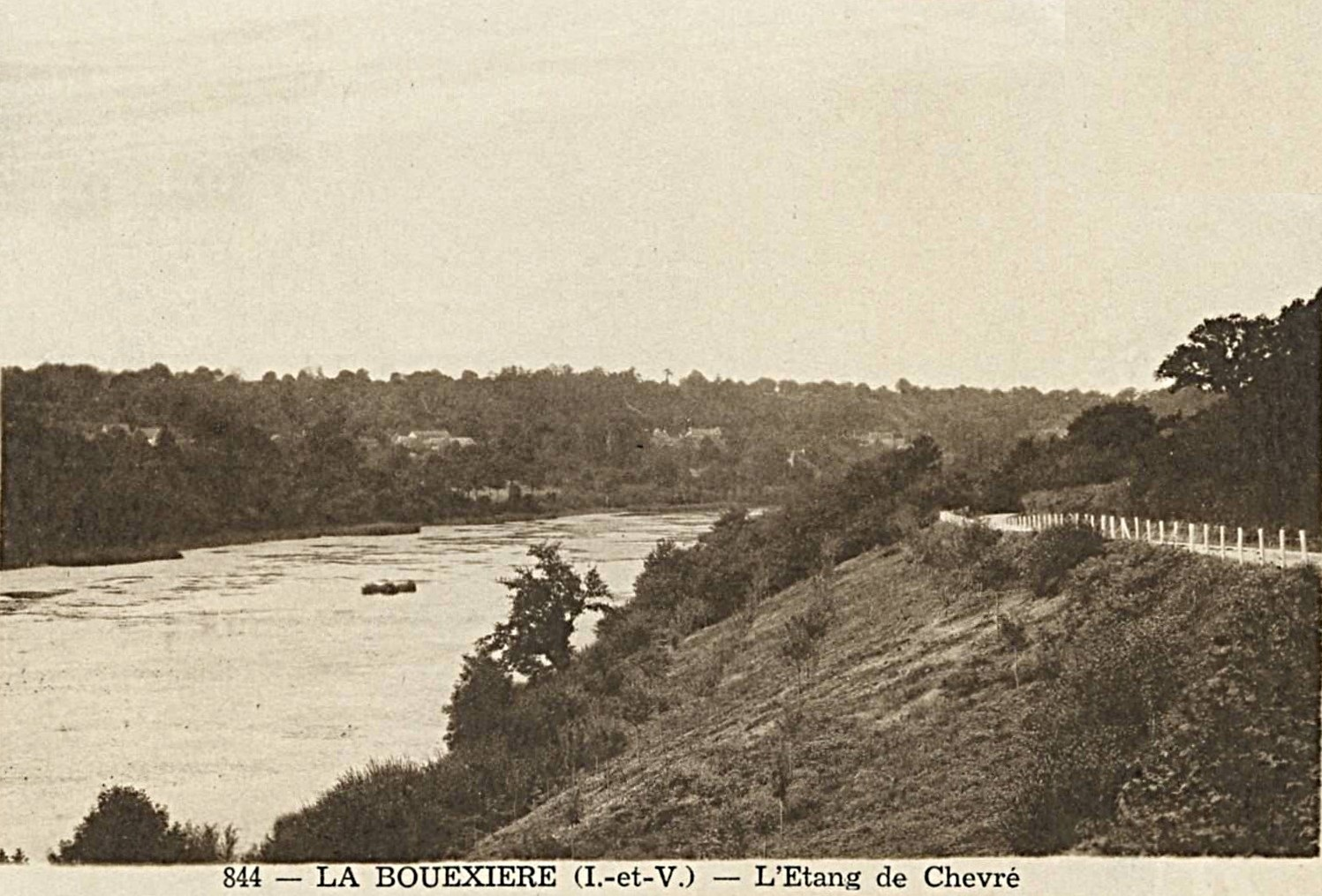
L'étang de Chevré au début du XXe siècle (carte postale).
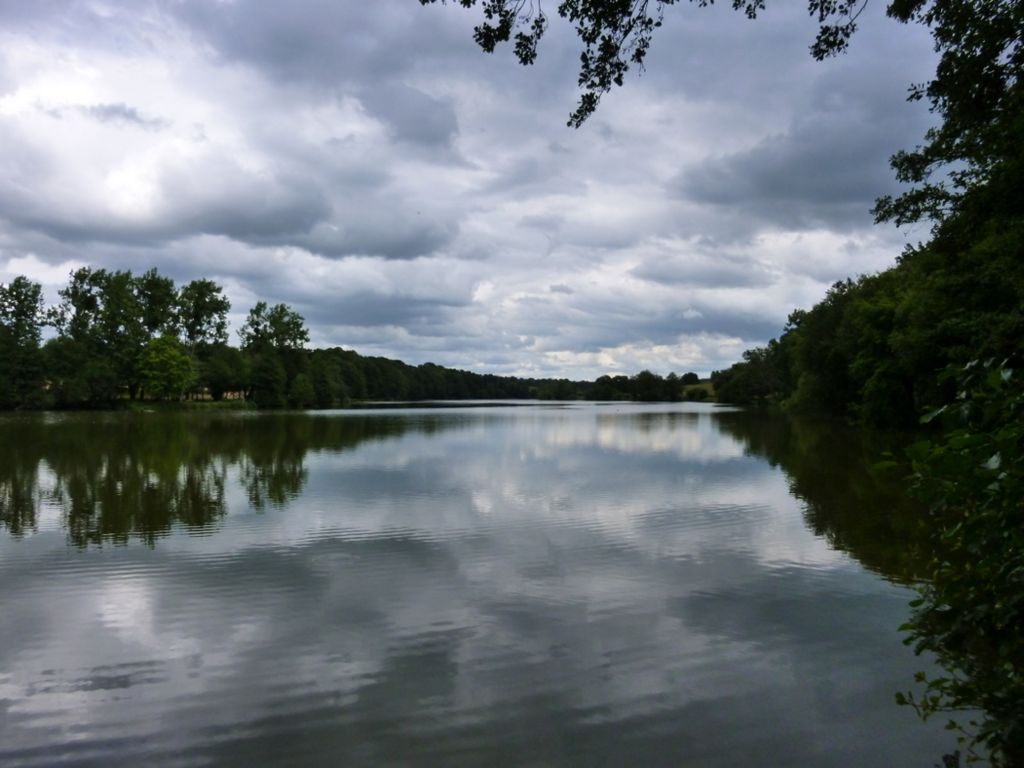
L'étang de Chevré en 2014.

Plusieurs étangs se trouvent dans la commune ou à sa limite communale : les plus connus sont l'étang de Chevré (vaste de 24 ha, réserve faunistique et floristique, longé par un sentier long de 3,2 km qui en fait le tour) et l'étang de la Vallée, mais plusieurs autres parsèment la commune : l'étang des Forges, l'étang de la Pagerie (6 hectares dans un environnement boisé ; il abrite deux espèces végétales protégées, la Drosera intermedia [Rossolis ou Rosée du soleil à feuilles intermédiaires] et la Spiranthes aestivalis [Spiranthe d'été]), les étangs de Tatoux notamment ; l'étang de Sérigné est en Liffré, mais limitrophe pur sa rive orientale de La Bouëxière.
Le territoire est occupé par une alternance de formations schisteuses et gréseuses datant du dévonien. La carrière de Chevré se trouve dans la partie nord-ouest de la commune ; cette ancienne carrière abandonnée du groupe Baglione est devenue depuis juin 2021 une Installation de stockage de déchets inertes (ISDI) de plus de 24 hectares, répondant aux exigences ICPE (Installation classée pour la protection de l'environnement), permettant de réceptionner les déblais et les déchets inertes dits « non valorisables » de la société Sotrav.

### Paysages
La quasi absence de remembrement sur le territoire de la commune a préservé une grande diversité physionomique et écologique où coexistent rivières, zones humides, massifs forestiers et prairies de bocage. Ce bocage se caractérise par des haies avec un maillage dense, diversifiées en espèces avec une dominance de chênes et de châtaigniers, les parcelles étant elles-mêmes souvent plantées de pommiers aux abords des fermes.

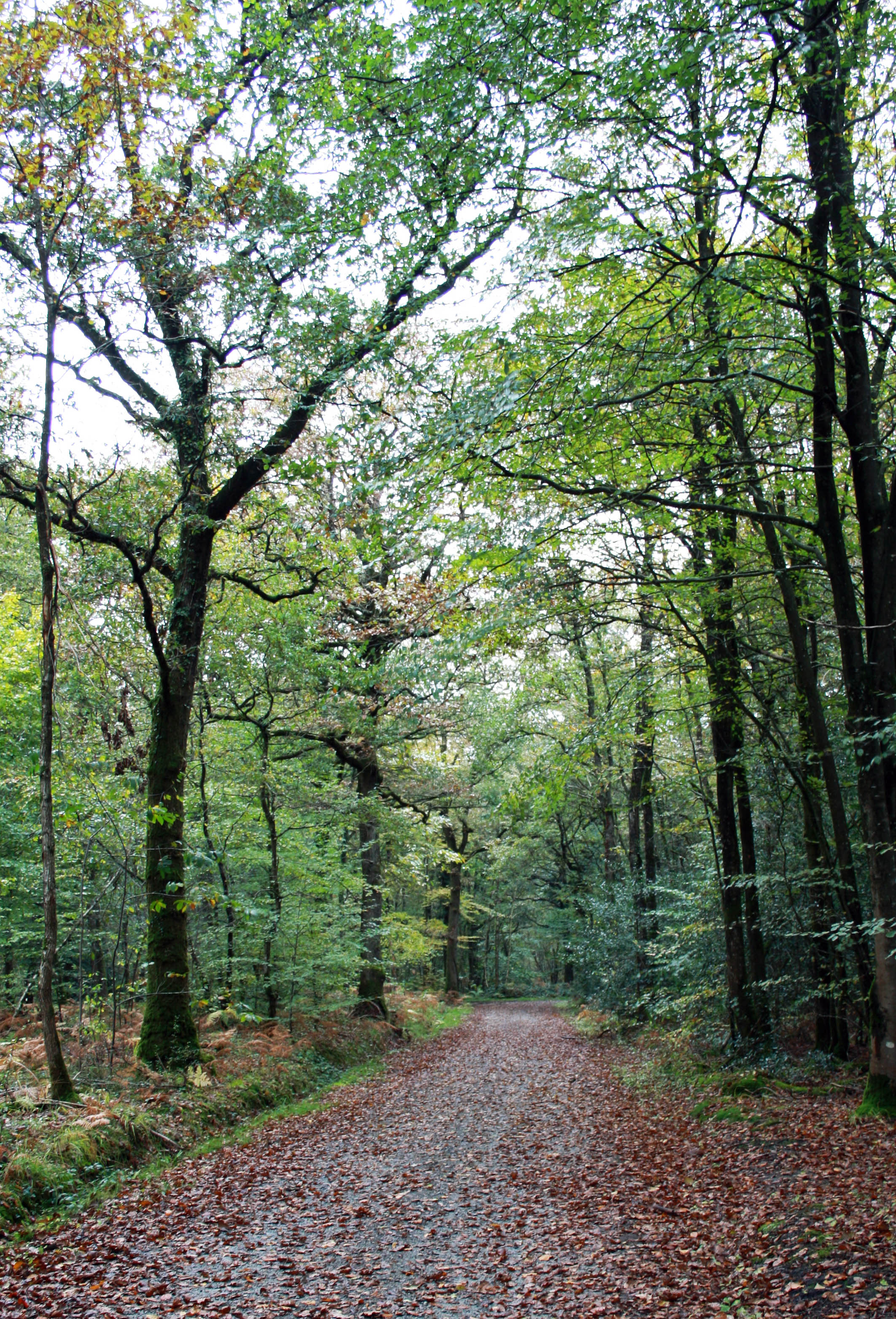
Chemin forestier de la Forêt de Corbière.

Toute la partie sud de la commune est à dominante forestière : la forêt de Chevré principalement, mais aussi ses annexes (côté est la forêt de la Corbière, côté nord-ouest le Bois de la Mancellière) et aussi les bois de Villeray, de Ménouvel et de Chevré.

### Hydrographie
Pour un article plus général, voir Réseau hydrographique d'Ille-et-Vilaine.
La commune est située dans le bassin Loire-Bretagne. Elle est drainée par la Veuvre, le ruisseau de Sérigné, la Barbotais, la Gaillardière, l'Étang de Forge, le Pont de Pierre, le ruisseau de la Fontaine de la cibonnière, le ruisseau de Pérousel, le ruisseau du Bois beau et le ruisseau du Gué,les Davouées et un autre petit cours d'eau,.
La Veuvre, d'une longueur de 43 km, prend sa source dans la commune de Saint-Christophe-des-Bois et se jette  dans la Vilaine à Noyal-sur-Vilaine, après avoir traversé neuf communes. Les caractéristiques hydrologiques de la Veuvre [le Chevré] sont données par la station hydrologique située dans la commune. Le débit moyen mensuel est de 1,2 m3/s. Le débit moyen journalier maximum est de 50,6 m3/s, atteint lors de la crue du 16 novembre 1974. Le débit instantané maximal est quant à lui de 57 m3/s, atteint le même jour.
La Barbotais, d'une longueur de 13 km, prend sa source dans la commune de Val-d'Izé et se jette  dans la Veuvre sur la commune, après avoir traversé trois communes. 

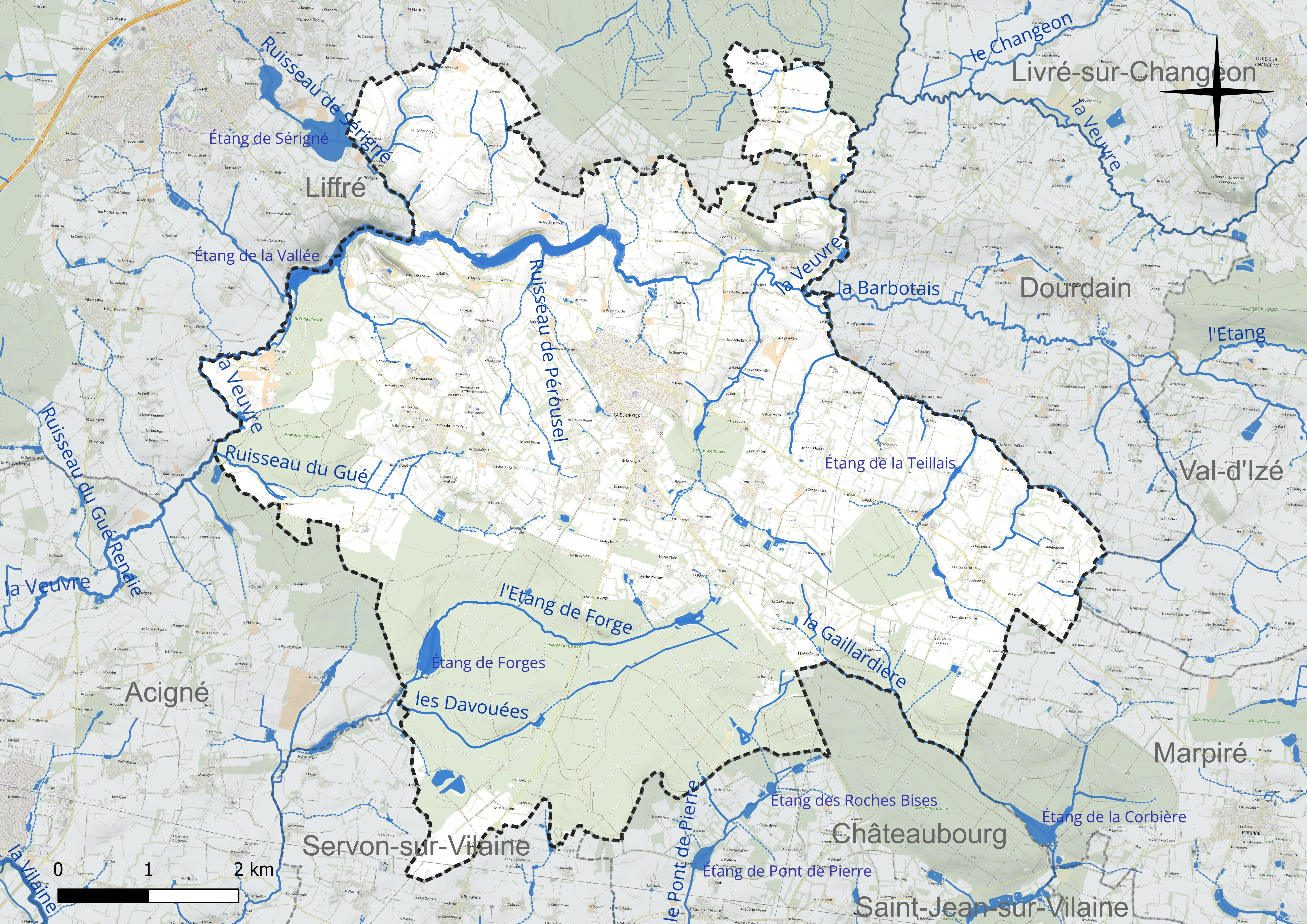
Réseau hydrographique de la Bouëxière.

Cinq plans d'eau complètent le réseau hydrographique : l'étang de Chevré (17,66 ha), l'étang de Forges (9,41 ha), l'étang de la Teillais (0,83 ha), l'étang de la Vallée, d'une superficie totale de 11,2 ha (8,91 ha sur la commune) et l'étang de Sérigné, d'une superficie totale de 19,3 ha (0 ha sur la commune),.

### Climat
Pour des articles plus généraux, voir Climat de la Bretagne et Climat d'Ille-et-Vilaine.
En 2010, le climat de la commune est de type climat océanique franc, selon une étude du CNRS s'appuyant sur une série de données couvrant la période 1971-2000. En 2020, Météo-France publie une typologie des climats de la France métropolitaine dans laquelle la commune est exposée à un climat océanique et est dans la région climatique  Bretagne orientale et méridionale, Pays nantais, Vendée, caractérisée par une faible pluviométrie en été et une bonne insolation. Parallèlement l'observatoire de l'environnement en Bretagne publie en 2020 un zonage climatique de la région Bretagne, s'appuyant sur des données de Météo-France de 2009. La commune est, selon ce zonage, dans la zone « Sud Est », avec des étés relativement chauds et ensoleillés.
Pour la période 1971-2000, la température annuelle moyenne est de 11,2 °C, avec une amplitude thermique annuelle de 13,3 °C. Le cumul annuel moyen de précipitations est de 816 mm, avec 12,9 jours de précipitations en janvier et 7,5 jours en juillet. Pour la période 1991-2020, la température moyenne annuelle observée sur la station météorologique la plus proche, située sur la commune de Feins à 22 km à vol d'oiseau, est de 11,9 °C et le cumul annuel moyen de précipitations est de 816,2 mm,. Pour l'avenir, les paramètres climatiques de la commune estimés pour 2050 selon différents scénarios d'émission de gaz à effet de serre sont consultables sur un site dédié publié par Météo-France en novembre 2022.

### Transports
Plusieurs routes départementales convergent vers le bourg de La Bouëxière : la D 95 vient côté sud-est de Châteaubourg, la D 100 côté nord de Saint-Aubin-du-Cormier, la D 201 côté sud de Servon-sur-Vilaine, la D 106 côté est de Marpiré et côté ouest de Liffré.
Par ailleurs la D 528, qui vient côté est de Dourdain, traverse la partie nord de la commune, passant par Chevré et rejoint le SD 106 côté ouest avent d'atteindre Liffré.

## Urbanisme

### Typologie
Au 1er janvier 2024, La Bouëxière est catégorisée bourg rural, selon la nouvelle grille communale de densité à sept niveaux définie par l'Insee en 2022.
Elle appartient à l'unité urbaine de La Bouëxière, une unité urbaine monocommunale constituant une ville isolée,. Par ailleurs la commune fait partie de l'aire d'attraction de Rennes, dont elle est une commune de la couronne,. Cette aire, qui regroupe 183 communes, est catégorisée dans les aires de 700 000 habitants ou plus (hors Paris),.

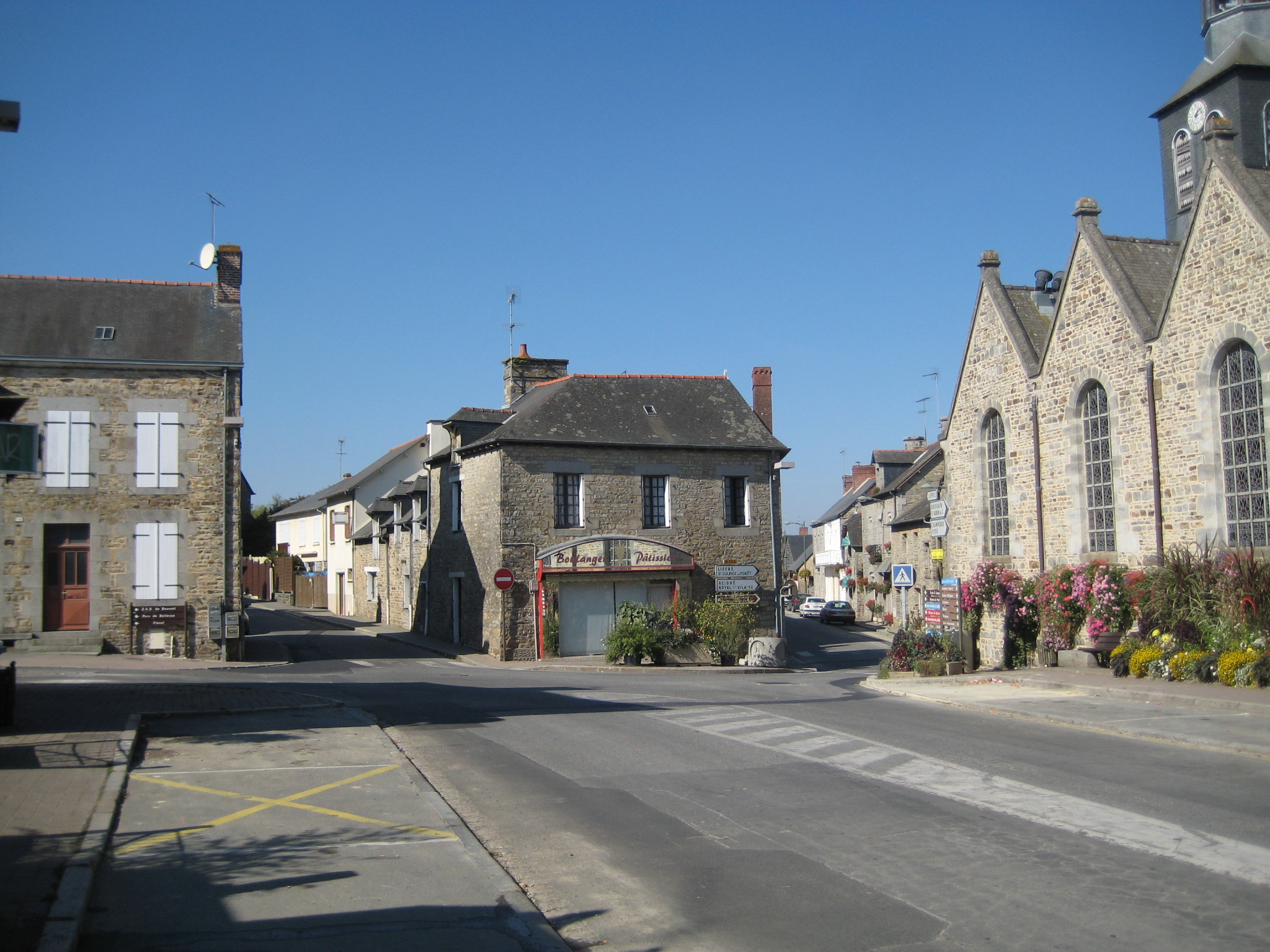
La rue principale du bourg de La Bouëxière.
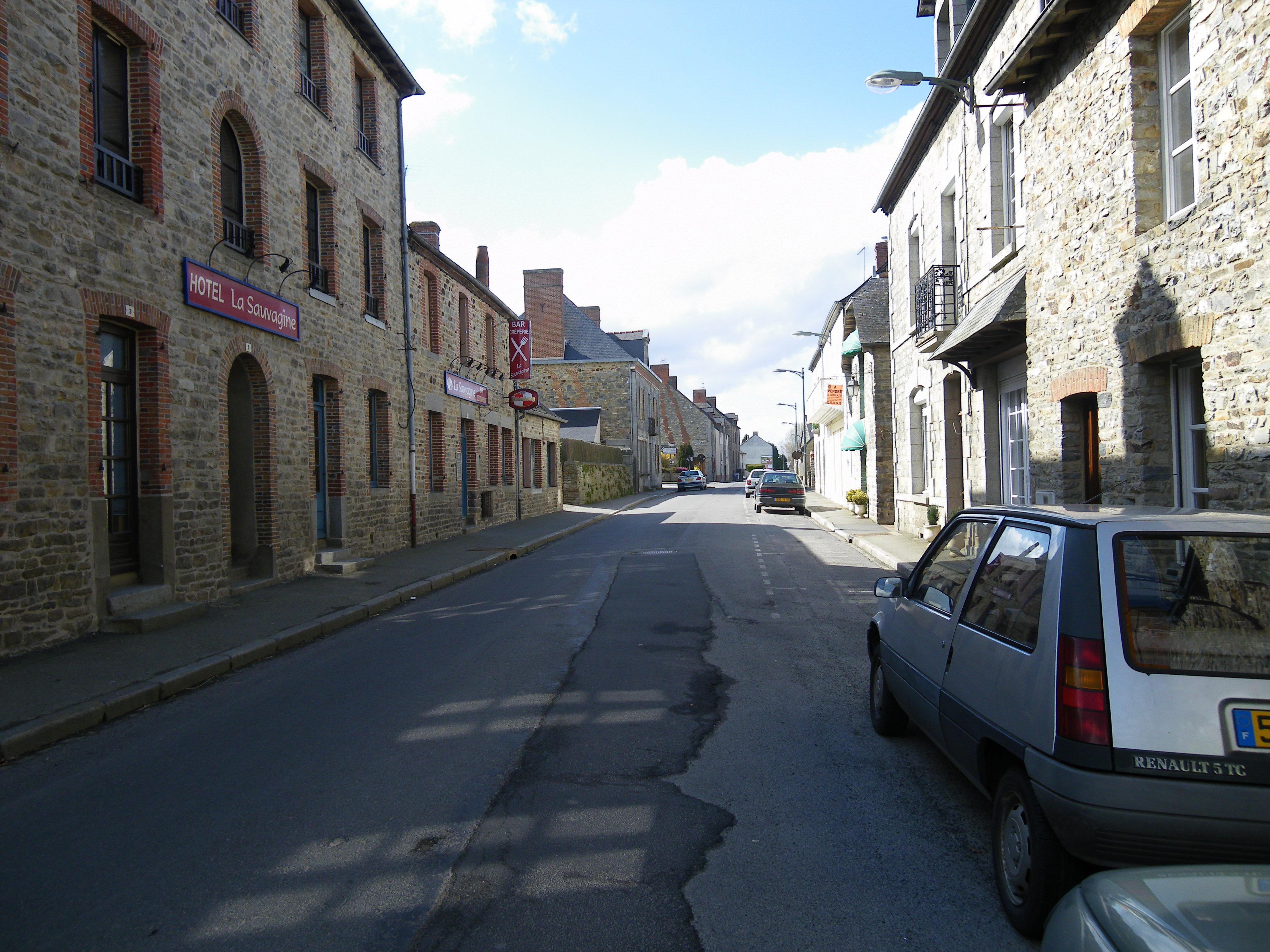
Une rue de La Bouëxière.

### Occupation des sols
L'occupation des sols de la commune, telle qu'elle ressort de la base de données européenne d'occupation biophysique des sols Corine Land Cover (CLC), est marquée par l'importance des territoires agricoles (64,2 % en 2018), en diminution par rapport à 1990 (65,2 %). La répartition détaillée en 2018 est la suivante : 
forêts (31 %), prairies (24,8 %), zones agricoles hétérogènes (20,3 %), terres arables (19 %), zones urbanisées (3,6 %), milieux à végétation arbustive et/ou herbacée (0,6 %), eaux continentales (0,6 %). L'évolution de l'occupation des sols de la commune et de ses infrastructures peut être observée sur les différentes représentations cartographiques du territoire : la carte de Cassini (XVIIIe siècle), la carte d'état-major (1820-1866) et les cartes ou photos aériennes de l'IGN pour la période actuelle (1950 à aujourd'hui).

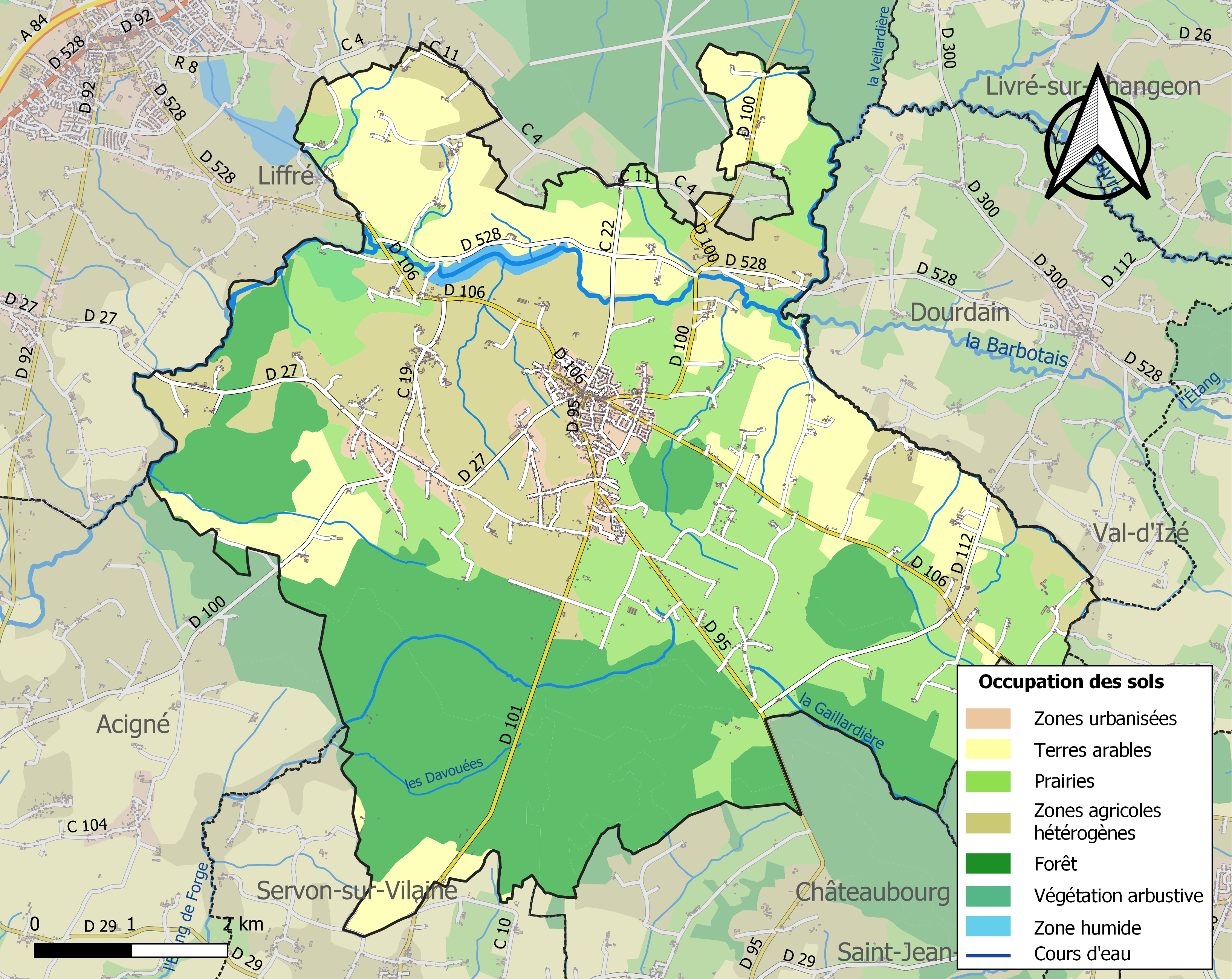
Carte des infrastructures et de l'occupation des sols de la commune en 2018 (CLC).

La Bouëxière possède deux zones d'activités économiques, la zone du Bouvrot et celle de Bellevue. Le nombre des exploitations agricoles est passé de 166 en 1988 à 82 en 2000 et 28 en 2010.

## Toponymie
Le nom de la commune a une origine gallo-romaine, bien qu'aucun texte ancien et aucun reste de l'époque gallo-romaine n'ait été  identifié à la Bouëxière, traversé toutefois par une voie romaine : tous les lieux qui portent des noms comme La Bouëxière, Bussière, Boissière, Bouexic, etc.. remontent à cette époque car les Romains cultivaient beaucoup le buis ; après la chute de l'Empire romain poussèrent de véritables bois de buis laissés à l'abandon qu'on appela des bouëxières. 
Le nom de la localité est attesté sous les formes ecclesia de Buxeria en 1165, Busseria en 1173, Buxeria en 1516.
Il s'agit d'une formation toponymique médiévale en -ière, précédée du mot buis sous sa forme locale bus, bous. Le graphe x note à l'origine le double s. Le sens global est donc celui de « lieu où pousse du buis » ou « lieu planté de buis ».
En gallo, langue traditionnelle des habitants de La Bouëxière, la commune est appelée La Bouéçierr.
En 1943, Théophile Jeusset crée un premier nom de la localité en breton : Beuzeg Roazon. La forme bretonne proposée actuellement par l'Office public de la langue bretonne est Beuzid-ar-C'hoadoù.

### Villages, hameaux, écarts et lieux-dits
Les hameaux sont essentiellement localisés sur le plateau agricole et situés dans la partie nord de la commune.

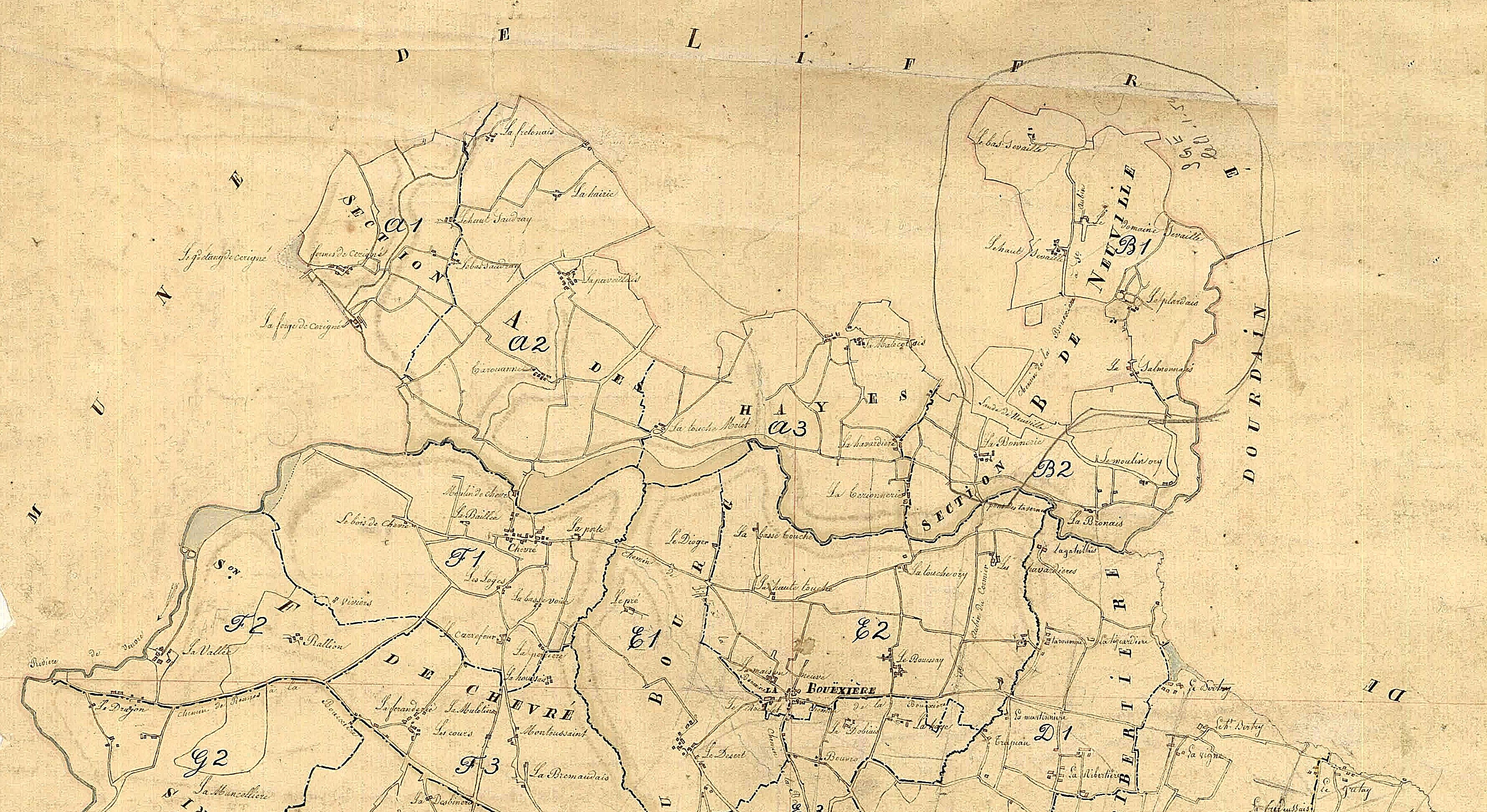
La Bouëxière ː plan cadastral datant de 1826 (tableau d'assemblage, partie nord de la commune).

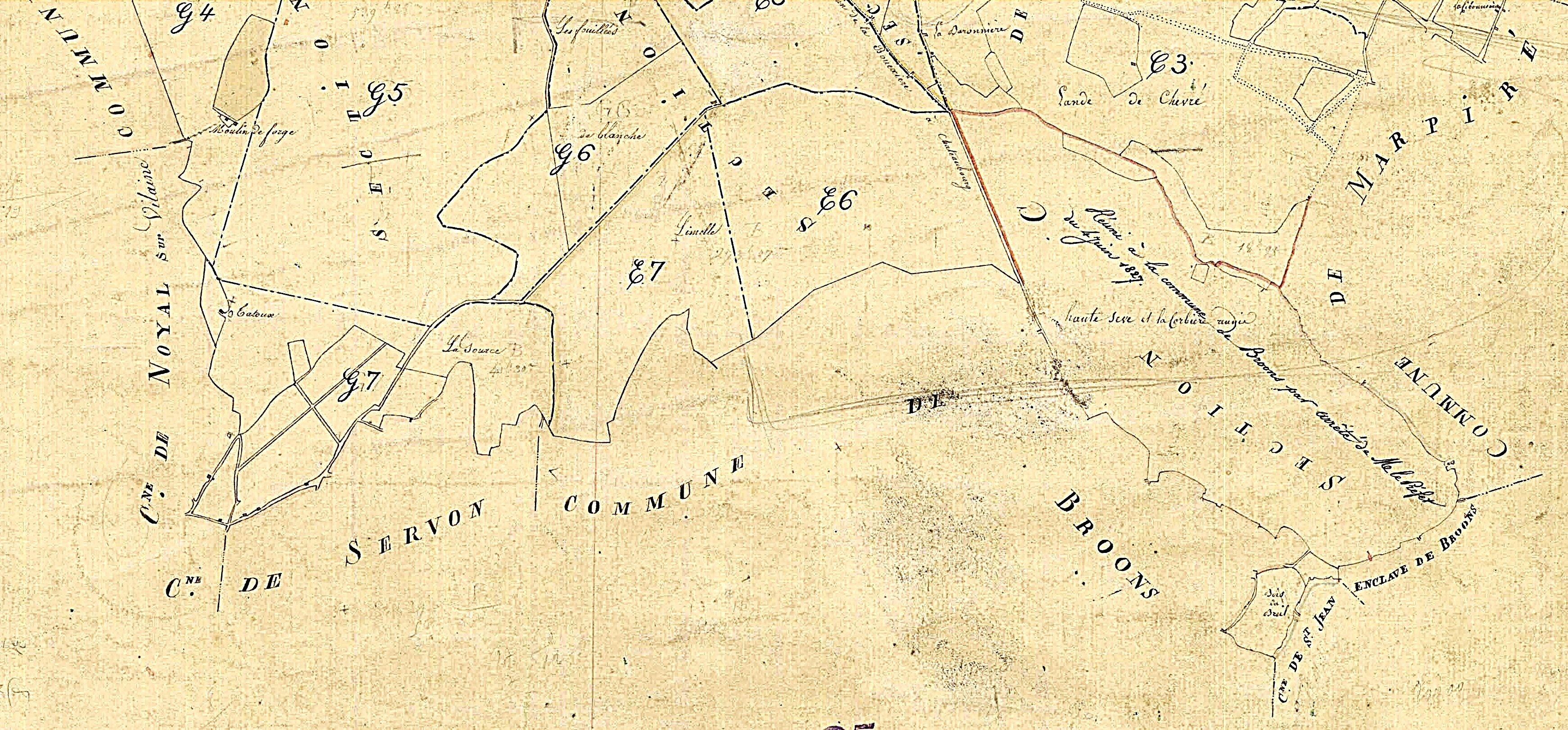
La Bouëxière ː plan cadastral datant de 1826 (tableau d'assemblage, partie sud de la commune).

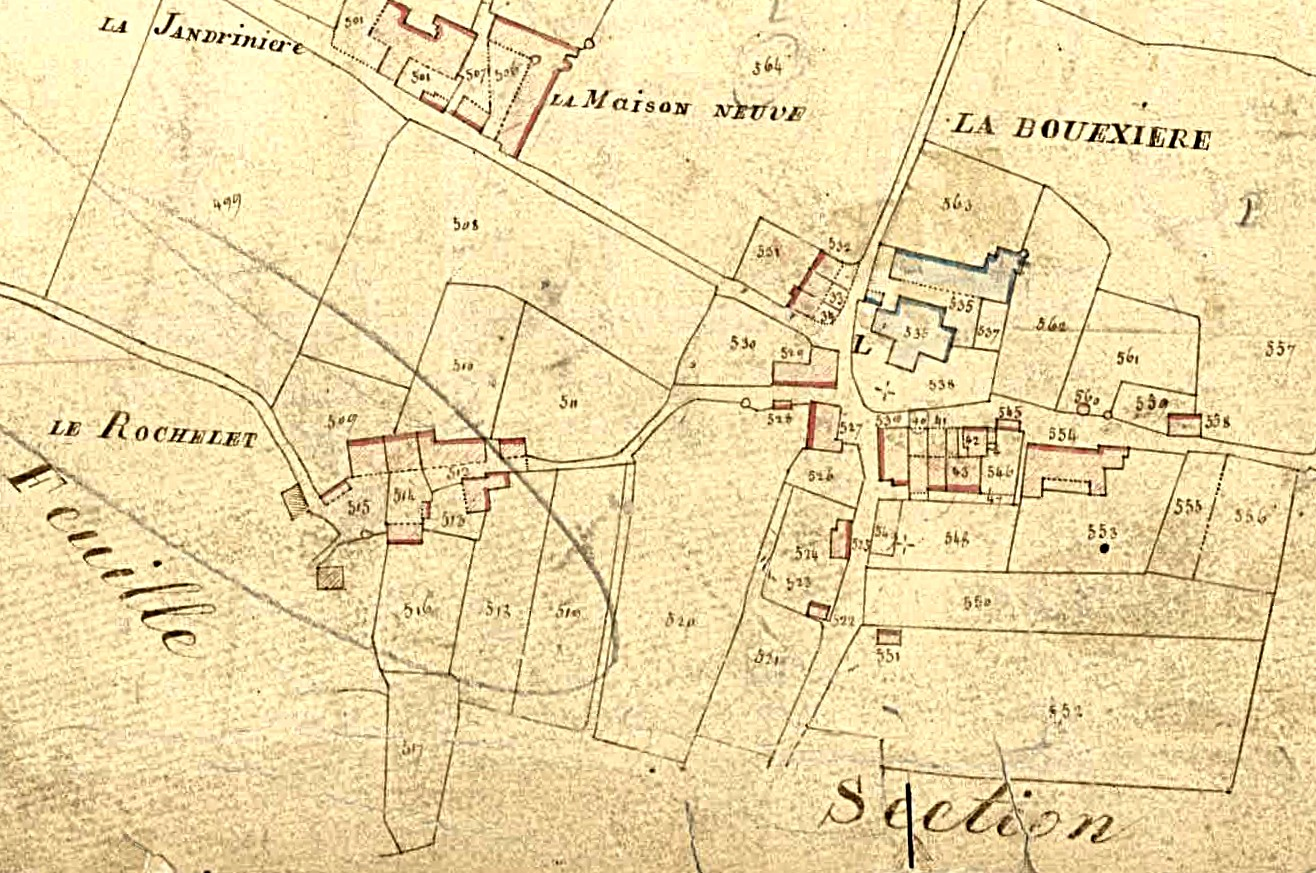
La Bouëxière ː le bourg sur le cadastre de 1826, un bourg d'importance modeste.

La liste des villages : la Baillée – la Baillée Olivier - la Baronnière - Le Bas-Sevailles - la Basse-Voix - la Basse-Plardais - Beau-Chêne - Bel Air - Bellevue - la Berthelière - la Blandinière - la Bonnerie - le Bouessay - le Bois de Chevré - le Bois du Gué - le Bouessay -  le Bout du Bois - la Brémaudais - la Bronais - la Brosse - le Buisson - la Butte aux Sangliers - la Chagaudière - le Carrefour - le Champ des Pruniers - le Châtaignier - le Chêne de la Vierge -  Chevré - le Clos du Désert -  la Coulée du Buisson -  les Cours -  le Creux de l'Écuelle - la Croix du Loup Pendu - la Croix Jallu - le Cueillerais ou le Ceuillerais - le Domaine de Sevailles - le Désert - le Dioger - le Drugeon - le Grand Drugeon - le Petit Drugeon - l'Épine Rouge - l'Étang de la Chaîne - la Féranderie - la Fontenelle - Forges - les Forges de Sérigné - la Fredeussais  ou la Fordeussais - la Frelonnais - la Gaillardière - Gasnier - la Gâteillais - la Giraudais - la Grande Fontaine - le Grétay - le Gué de la Ragée ou le Gué de la Rangée - la Hairie - le Haut-Champ - le Haut de la Lande - le Haut-Bertry - le Haut-Sevailles - le Haut du Taillis - la Haute Touche - la Havardière - la Haye - les Loges - la Malécotais - la Marre Noire - la Marre Plate - la Martinière - les Métairies de Sérigné - Mi-Forêt - la Millerais - Montoussaint - le Moulin de Trapeau - le Moulin de Bertry - Monbouvon - le Moulin Ory - la Pagerie - la Paveillais - la Perrière - le Petit-Drugeon - le Petit-Gasnier - la Petite-Brémaudais - le Plan - le Pré - le Pré Guérin - la Provostais - la Plardais -Rallion - la Ribertière - le Rochelet - les Rochers - la Rosière - le Saudray - Sevailles - la Talotière - la Tannerie -  Tarouanne - Tatoux - la Térionerie - la Tigeardière - la Touche Melet - la Touche Ory - la Touche-Ronde - la Vallée - la Vieille-Tarouanne - la Vigne - Villeray - Villory.
De nombreux villages et écarts présentent un intérêt patrimonial.
La comparaison entre le cadastre de 1826 et le cadastre actuel montre un développement urbain important du bourg au cours des deux derniers siècles et notamment dans les dernières décennies du XXe siècle et le début du XXIe siècle (aménagement de plusieurs lotissements : le Clos Raphaël, la résidence du stade, le lotissement Bellevue, le lotissement de Maisonneuve, le lotissement l'Orée des bois, etc..

### Transport
La commune est desservie par les cars du réseau interurbain BreizhGo :
- ligne 9b Rennes ↔ Liffré ↔ La Bouëxière.

## Histoire

### Préhistoire
La présence sur le territoire de la commune de monuments mégalithiques atteste d'une occupation ancienne. Dans son Inventaire des monuments mégalithiques d'Ille-et-Vilaine de 1883, P. Bézier mentionne un premier ensemble, désormais disparu, de trois menhirs situés le long de la rivière de la Chèvre, en amont de l'étang de Chevré. Un second ensemble, les menhirs de la Mancellière, est toujours visible mais sa compréhension est rendue difficile par la configuration boisée des lieux.

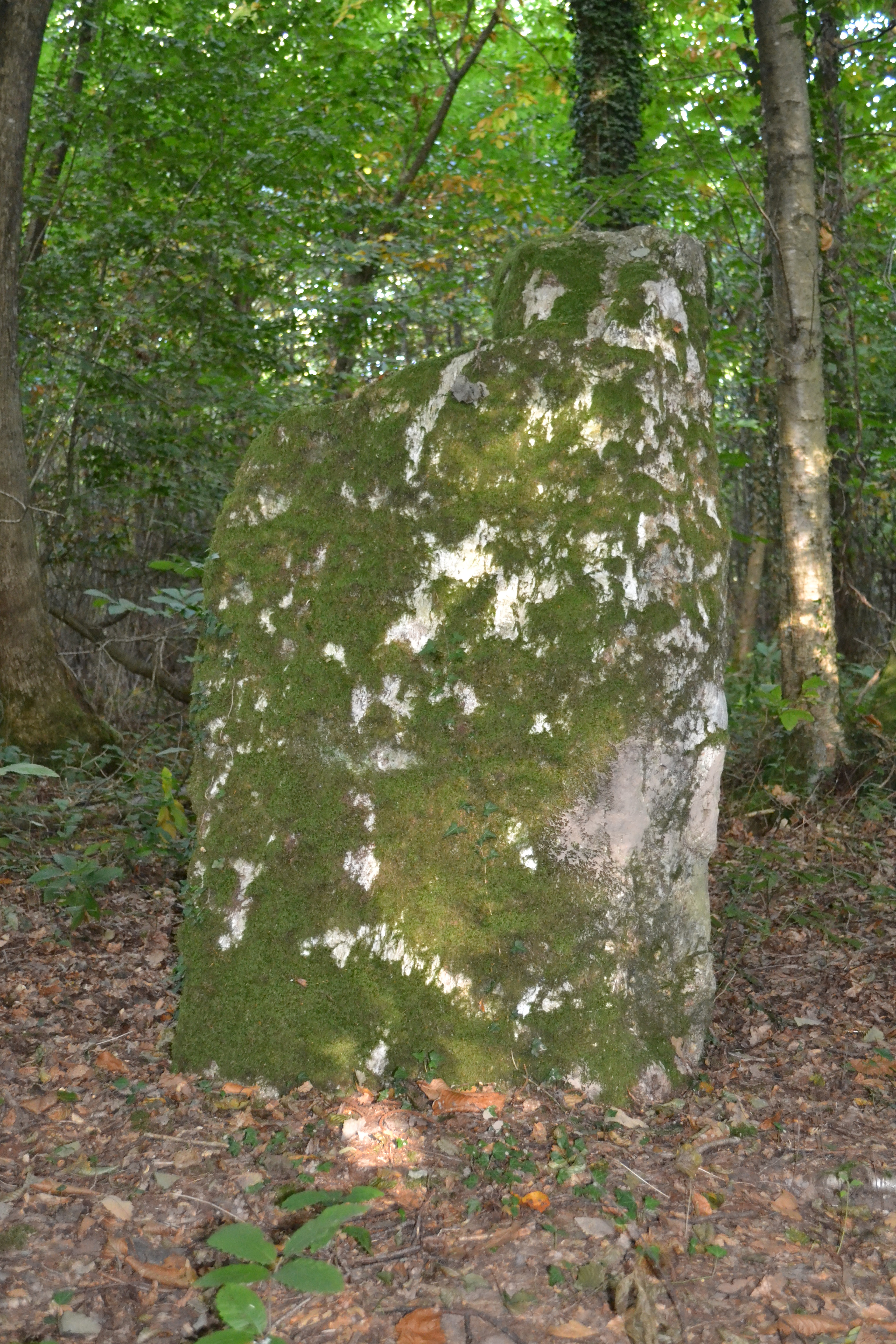
Un des menhirs de la Mancellière.
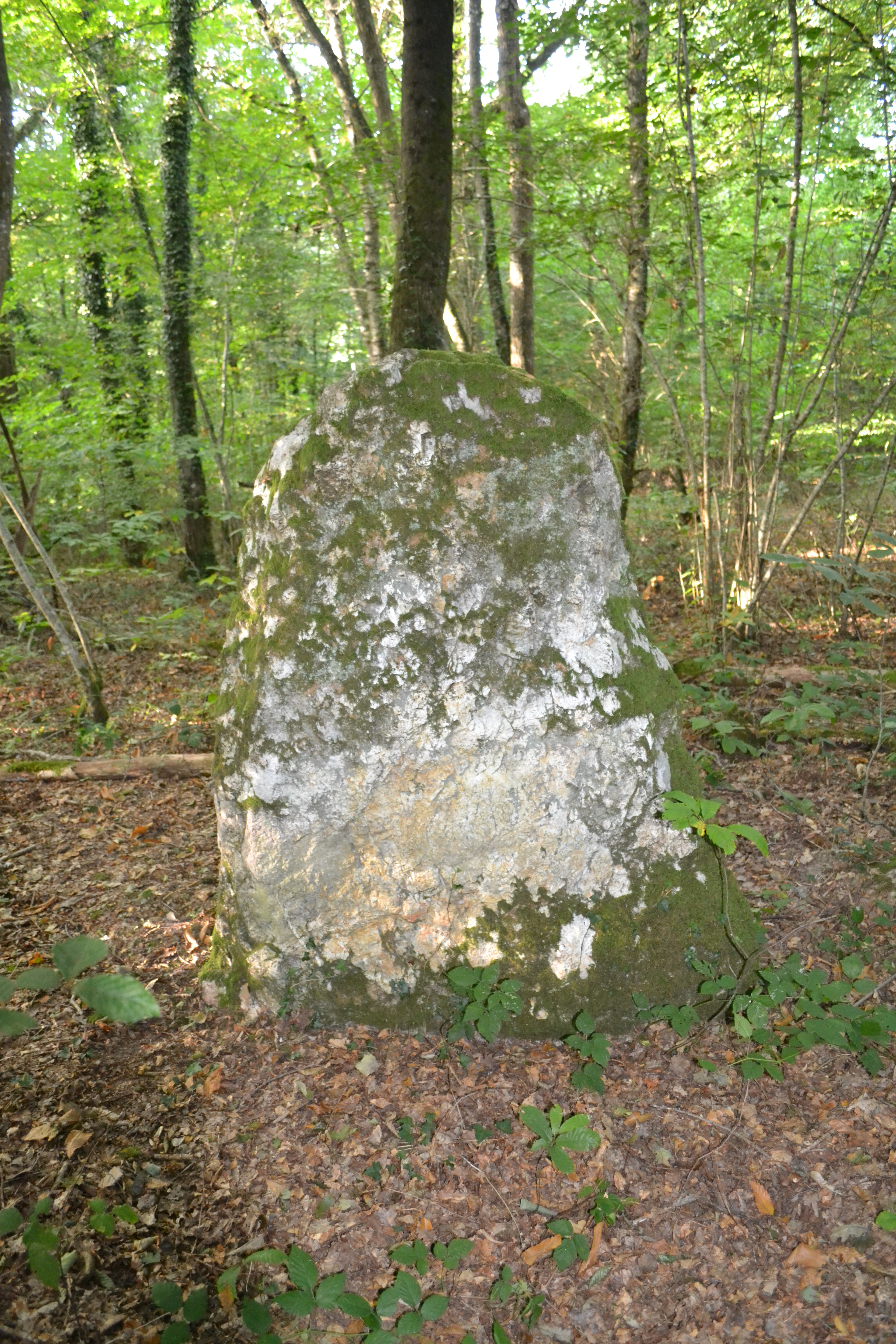
Un des menhirs de la Mancellière.
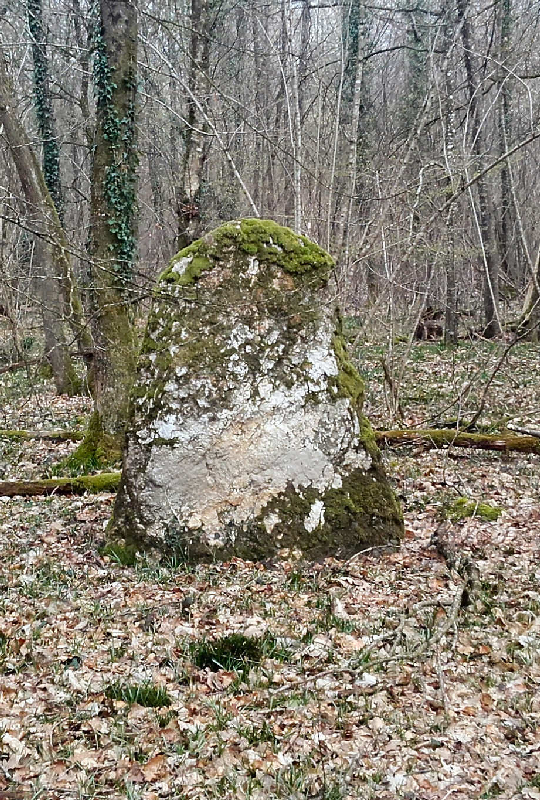
Un des menhirs de la Mancellière.

### Antiquité

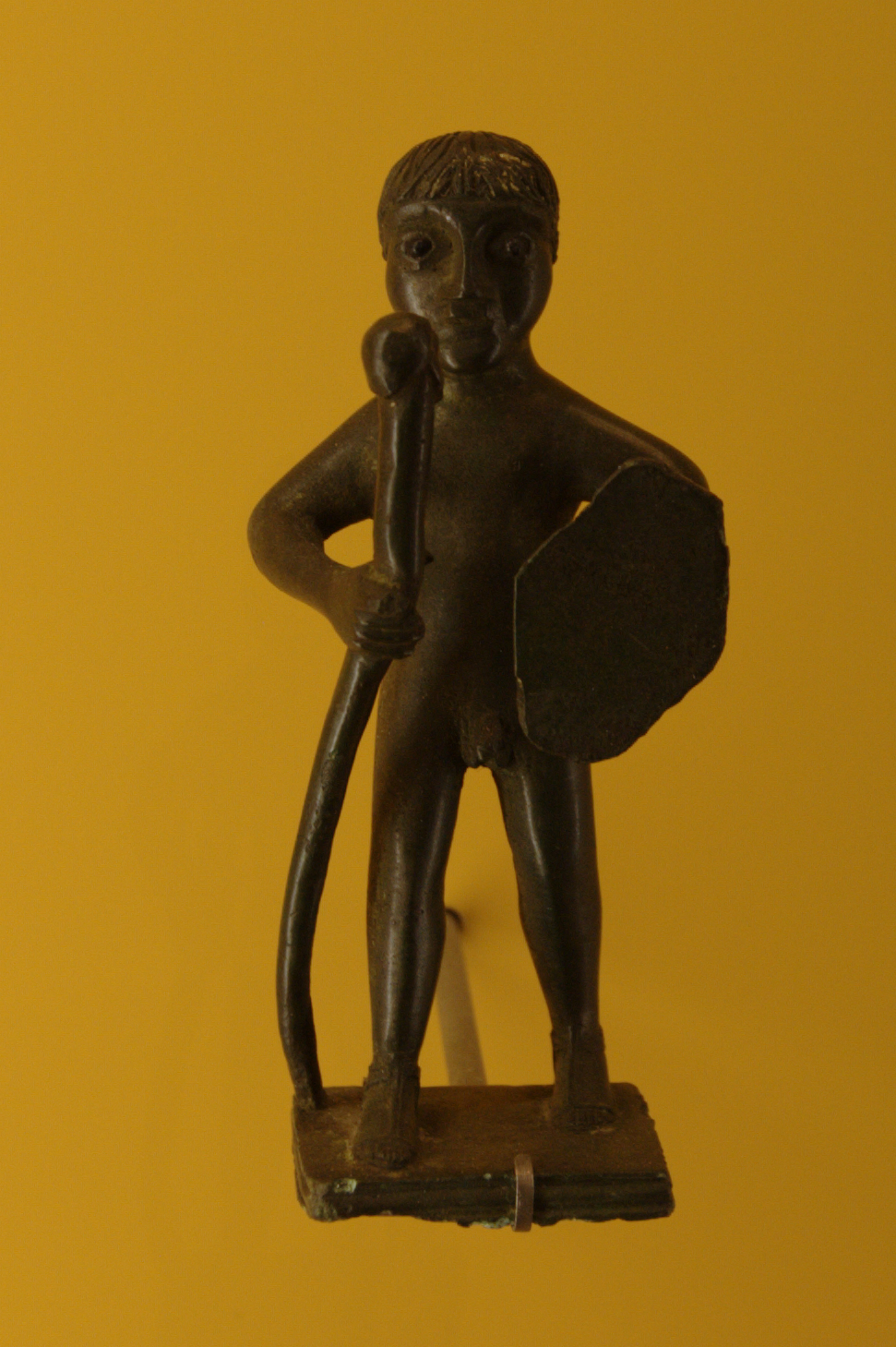
Statuette de guerrier (entre -100 et 100), bronze, Rennes, musée de Bretagne. Découverte en 1930 à la Lande de Villeray, sa tête présente des traits caractéristiques de l'art gallo-romain.

La présence à l'époque romaine est attestée par des toponymes, notamment celui de la commune actuelle. La voie romaine de Civitas Cenomanorum (Le Mans) à Condate Riedonum (Rennes) passait par Buxeria juxta Chevreium ("La Bouëxière près de Chevré") ; on suit aisément son tracé sur les cartes récentes. Toutefois la voie romaine principale passait plus au sud, par Acigné et Servon-sur-Vilaine, suivant notamment le tracé de la D 29. Une légende affirme que Chevré serait situé à l'emplacement de l'ancienne ville gallo-romaine de Gannes (laquelle aurait eu plusieurs milliers, voire dizaines de milliers d'habitants, mais cette affirmation est quelque peu légendaire), sur la voie romaine de Condate Riedonum (Rennes) à Augustodurum (Bayeux), bien qu'aucun élément concret ne vienne soutenir cette affirmation. Le lieu-dit "Le Paveillais" fait probablement référence au pavage de la voie romaine.

### Moyen-Âge

#### Haut Moyen-Âge
Pour Adolphe Orain, La Bouëxière tire son origine du prieuré d'Allion (il dépendait de l'abbaye de Gastines), à Rallion (ou d'Allion, ou d'Alliou), fondé vers 595 pour commémorer la victoire des Bretons de Waroch sur les Francs de Childebert II à cet endroit en 594, sur les bords de la Noironde. Des toponymes comme "Champ de l'assaut", "Ruisseau du sang", "Champ des tombeaux" encore en usage à la fin du XIXe siècle évoquaient encore ces événements.
Bertrand d'Argentré dit, qu'en 599, Hoël III, souverain de Bretagne, livra une sanglante bataille aux Français dans un endroit appelé Noironde, sur les bords d'un petit ruisseau , et que, depuis ce temps, ce lieu s'appelle le "champ de bataille". Hoël, vainqueur de ses ennemis, fonda le prieuré d'Aillon, dans l'endroit même où il avait taillé ses ennemis en pièces et enjoignit aux moines qui y furent placés de prier Dieu pour ceux qui étaient morts en défendant la Patrie. Cet écrivain ajoute qu'on a trouvé  beaucoup de tombes de pierres, de toutes couleurs, lesquelles étaient pleines d'ossements. Quelques sarcophages mérovingiens ou carolingiens furent découverts à Rallion en 1935.
On connaît la présence en 1160 d'un ermite prêtre à Saint-Pierre d'Allion. Le prieuré d'Aillon est riche, mais on n'y voit plus de moines, écrit Jean-Baptiste Ogée en 1778.

#### La seigneurie de Chevré

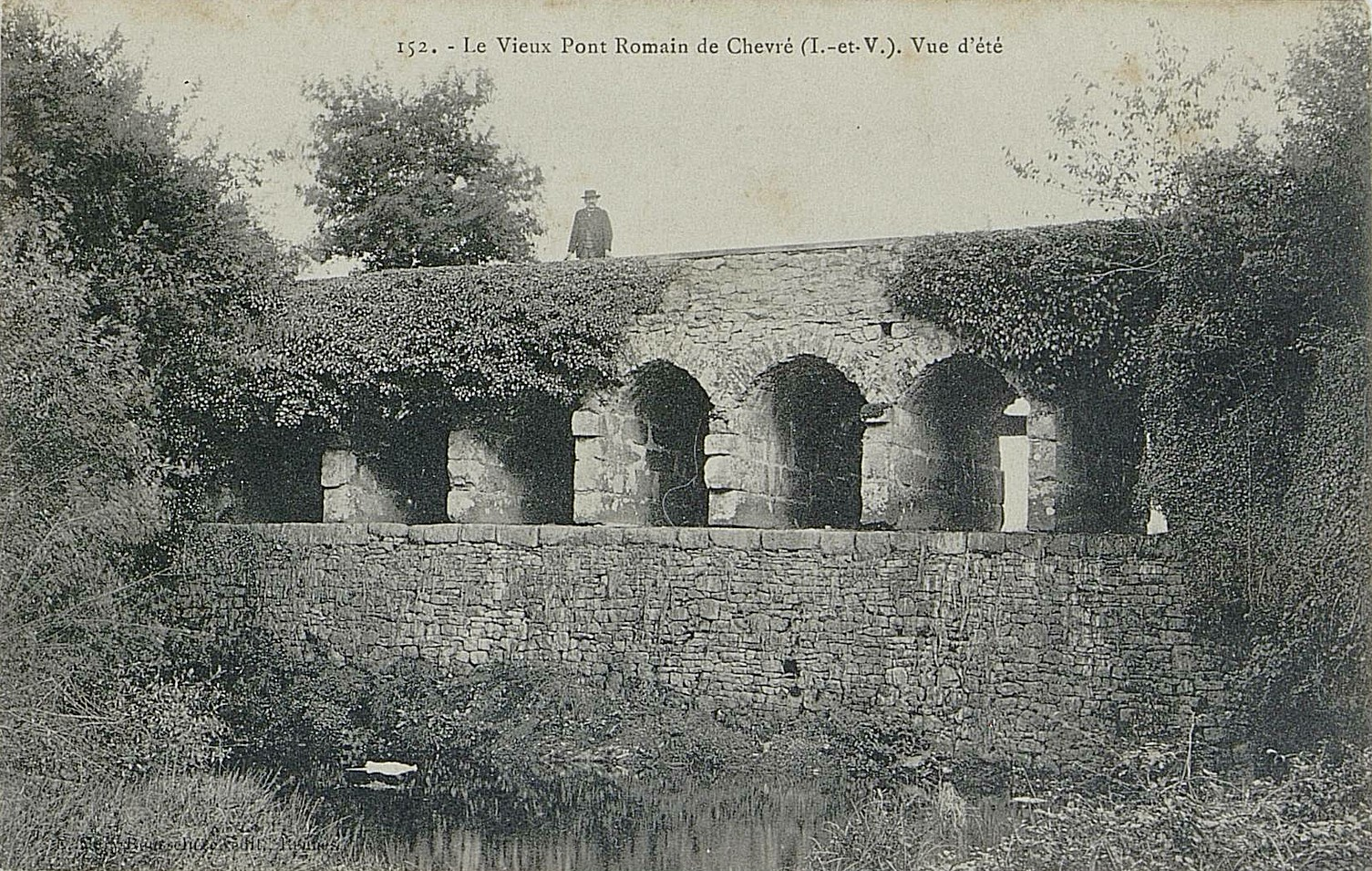
Le vieux pont de Chevré au début du XXe siècle (carte postale).

La fondation de la chapelle Saint-André et la construction d'une motte castrale (avec probablement une tour en bois) en 1151 par Robert III de Vitré, de la famille de Vitré, pour faire face à ses ennemis de la famille des Goranton-Hervé qui en avait fait construire une non loin à Sérigné (une motte féodale se trouve aussi à Sérigné), sont à l'origine de la place forte de Chevré.
Sur la paroisse de La Bouëxière est une belle et ancienne seigneurie baillée en partage au sire de Vitré par un duc de Bretagne, « en tous droits de chastellenie, bois, estangs, moulins et forests qui peuvent composer et décorer une belle terre ». La baronnie de Vitré, créée au XIe siècle par Geoffroy Ier, pour Riwallon, semble avoir possédé la seigneurie de Chevré dès sa création. Un bourg castral et un ensemble fortifié sont construits, avec un donjon, notamment par André III de Vitré dans la première moitié du XIIIe siècle ; Chevré est alors le lieu d'un important marché.
La châtellenie de Chevré s'étendait sur La Bouëxière et Chevré, Broons-sur-Vilaine, Servon, Noyal-sur-Vilaine, et partie d'Izé, Marpiré, Saint-Jean-sur-Vilaine, Acigné et Dourdain.

#### La deuxième moitié du Moyen-Âge
Entre 1141 et 1156, Alain Ier donne la chapelle de la Motte de Sevailles qu'il possède aux moines cisterciens de l'abbaye de Savigny.
Au milieu du XIIe siècle, la paroisse est donnée par l'évêque de Rennes Étienne de La Rouchefoucauld (1157-1166) à l'abbaye de Saint-Sulpice-des-Bois, qui y établit un prieuré de Condonats et de moniales. Située au confluent des zones d'influence des comtes de Rennes, des ducs de Bretagne et des seigneurs de Vitré, elle voit à cette époque se dérouler plusieurs conflits, et la construction des mottes de Sérigné et de Chevré.
En 1173, l'évêque Étienne de Fougères et son archidiacre Pierre confirment la donation de l'église de la Bouëxière aux religieux. Les frères condonats de Saint-Sulpice-des-Bois, bénédictins, gouvernent la paroisse à partir de cet acte et prennent le titre de prieur de La Bouëxière. C'est l'abbesse de Saint-Sulpice qui a le droit de présenter le prieur-recteur. Elle conservera ce droit jusqu'à la Révolution, pour les réguliers comme pour les séculiers. Des prêtres séculiers ne dirigèrent la paroisse que vers la fin du XVIe siècle seulement.
Jean-Baptiste Ogée cité comme maisons nobles en 1390  la Bouexière, à Geoffroy de Cacé ; la Dobiaye, à Guy de Taillé ; le manoir de Bertry, à Jean Bourdon ; la Villeraye, à la Dame de Laval ; le Ganeschier, à Bertrand de Beaumont ; la Houffaye, à Jean de Benast ; et la métairie de Sévigné, au sire de Matignon.
Dans la seconde moitié du XVe siècle Peer, fils d'un seigneur de Vitré, se retira dans l'abbaye de Rallion. À la suite d'une vision, il aurait quitté l'abbaye pour vivre en ermite dans la forêt de Chevré, choisissant comme endroit une butte alors déserte, nommée par le suite "Butte aux sangliers", près de l'étang des Forges,vivant de légumes et passant son temps à prier (la chapelle Saint-Peer a été construite à l'emplacement de son ermitage). Selon la tradition la statue du saint aurait été volée plusieurs fois, mais serait revenue d'elle-même à sa place habituelle ; un paysan l'aurait prise pour lester sa charrue, mais celui-ci, pris de colère, aurait fini par briser la statue, laquelle se retrouve intacte le lendemain dans la chapelle et le paysan serait mort subitement.

### Temps modernes

#### XVIesiècle-XVIIesiècles
L'église paroissiale était dédiée à saint Martin ; elle possédait 3 chapelles dédiées au Rosaire, à la Sainte-Famille et à saint Pierre, cette dernière construite en 1563 ; son chevet droit fut reconstruit vers 1590 ; la chapellenie de Saint-Étienne, fondée en 1225 par François de Montbourcher, seigneur du Plessis-Pillet (en Dourdain), y était fondée de deux messes par semaine ; une confrérie du Rosaire existait dans l'église en 1664. Cette église, qui datait du Haut Moyen-Âge, fut remplacée par l'église actuelle entre 1844 et 1846.
Deux seigneurs se disputaient les prééminences d'église après celles, supérieures, du baron de Vitré : le seigneur du Bertry, qui possédait la terre de la Dobiais, appelée aussi la Bouëxière, et le seigneur de la Tellaye, qui possédait le fief du bourg ; leurs prétentions respectives nécessitèrent en 1596 un procès-verbal où chacun des deux seigneurs avança ses preuves ; il semble que le seigneur du Bertry l'emporta finalement et fut reconnu comme seigneur fondateur. Vers le fin du XVIIIe siècle les deux seigneuries rivales furent finalement réunies : le 24 octobre 1775 Paul-Tobie-François de la Belinaye, seigneur de la Tellaye, la Bouëxière, le Bertry, etc.., seigneur fondateur, fut inhumé dans l'enfeu seigneurial de l'église paroissiale.
Amédée Guillotin de Corson cite l'existence de 9 chapelles dans la paroisse :  saint Pierre d'Allion (dépendant du prieuré du même nom) ; saint André de Chevré (peut-être une ancienne église ; chapelle d'une ancienne et importante frairie) ; les deux chapelles de Sévailles (l'une est celle d'un ancien ermitage, l'autre chapelle privée du manoir de Sévailles) ; Saint-Père (Saint-Peer) ; Beauchesne (existence incertaine) ; Bertry (chapelle privée du château ; disparue) ; la Tellaye (chapelle privée du château)  et du Domaine (chapelle privée du manoir du Domaine ; abandonnée au XIXe siècle).

#### LeXVIIIesiècle
Jean-Baptiste Ogée décrit ainsi La Bouëxière en 1778 :

« La Bouexière : à 4 lieues et demie à l'Est-Nord-Est de Rennes, son évêché ; et à 1 lieue et demie de Saint-Aubin-du-Cormier, sa subdélégation et son ressort. Le Roi est le seigneur supérieur de cette paroisse, où l'on compte 1 600 communiants. La cure a été présentée par l'Abbesse de Saint-Sulpice. La haute justice de la Bouexière, et la moyenne justice de la Teillaye, appartiennent à M. de la Teillaye. Ce territoire, couvert de bois et d'arbres fruitiers, est plat et uni. On y voit de bonnes terres, des prairies, les bois taillis de Chevré, de Viloriet, et de la Mancelière, et des landes, dont le sol excellent nous a paru bien digne des soins du cultivateur. »

Le même auteur décrit aussi la paroisse de Chevré-en-La-Bouexière en 1778 :

« Chevré-en-La-Bouexière, à peu de distance de la rivière de Vouvre ;  à 4 lieues à l'Est-Nord-Est de Rennes, son évêché ; et à 1 lieue trois quarts de Saint-Aubin-du-Cormier, sa subdélégation. Il s'y exerce une haute justice qui ressort au Siège Royal de Saint-Aubin-du-Cormier, et qui appartient à M. le Duc de la Trimouille, seigneur du lieu. On y compte 1 700 communiants, y compris ceux de la Bouexiere. La collation de la cure appartient à l'Abbesse de Saint-Sulpice. La plus grande partie de ce territoire est occupée par des bois et par des landes. On y voit la forêt du Prince et du bois de Sevailles, et les bois de Chevré & de Villeroi. »

Sous l'Ancien Régime, le territoire de la commune est partagé entre de nombreuses seigneuries, dont les biens furent vendus au titre de biens nationaux sous la Révolution.
L'ancien prieuré de Rallion est attribué en 1782 au Petit séminaire de Rennes.
Le prieur-recteur Joachim Nivet déclare le 29 décembre 1790 que le bénéfice de sa paroisse lui procure 1 500 livres de rente ; la municipalité minore la somme à 1 340 livres. Le détail de ce compte est précisé : presbytère et pourpris : 80 livres ; grosses et menues dîmes : 1 100 livres ; dîmes novales : 160 livres. Les charges par ailleurs s'élèvent à : la pension du vicaire, 140 livres de décimes et pour entretenir les bâtiments 72 livres.
Dans le même temps, la fabrique de la paroisse possède pour 81 livres et 815 sols de rente, la bourse des défunts se monte à 108 livres et 8 sols.

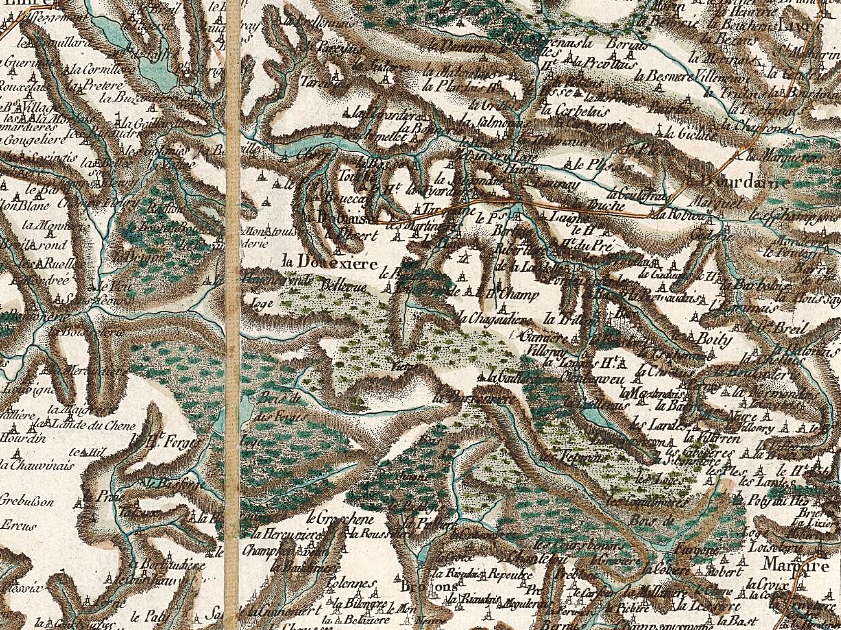
Carte de Cassini de La Bouëxière et de ses environs (1803).

Ambroise-Gervais-René Gougeon de la Thébaudière fonda à la Vallée en La Bouëxière des hauts-fourneaux qu'il dirigea jusqu'à sa mort en 1818.

### Révolution française
L'assemblée électorale des paroissiens de La Bouëxière en vue de la préparation des États généraux de 1789 se tint le 3 avril 1789 sous la présidence de Jean-Pierre Parcheminier, avocat au Parlement, sénéchal de la baronnie de Vitré, au siège de Chevré, en présence de 29 paroissiens ; Paul-Joseph Montigné et Julien-Marie Hévin furent choisis pour représenter la paroisse à l'assemblée du tiers-état de la sénéchaussée (mais ils ne s'y rendirent pas) ;
un cahier de doléances fut rédigé : il reprend pour l'essentiel celui de la partie campagne de la paroisse Saint-Aubin de Rennes ; ils demandent notamment que la dîme prélevée au onzième de la récolte ne le soit qu'au seizième, qu'il soit permis à  chacun « d'aller au moulin qu'il voudra » (et non obligatoirement au moulin seigneurial de Chevré), qu'il leur soit permis de pacager [envoyer leurs bestiaux] dans les forêts du Roi et celles de la châtellenie, etc..
En octobre 1795 une troupe de 18 chouans commandés par Joseph du Boishamon fut surprise dans une ferme de la commune d'Izé par des gardes territoriaux de Dourdain et La Bouëxière au nombre d'une cinquantaine ; les Chouans firent feu pour sortir de la ferme et tuèrent deux gardes territoriaux, ce qui provoqua la fuite des autres alors qu'ils étaient bien supérieurs en nombre ; « les contingents territoriaux fournis par les paroisses de Livré, Dourdain, La Bouëxière, Mecé, Châteaubourg étaient fort mauvais pour les combats en rase campagne, mais ils surprenaient quelques royalistes isolés, se livraient à de fréquents pillages et tenaient dans de perpétuelles inquiétudes la portion de l'arrondissement de Vitré dans laquelle s'exerçait le commandement de Henri du Boishamon ».

### LeXIXesiècle

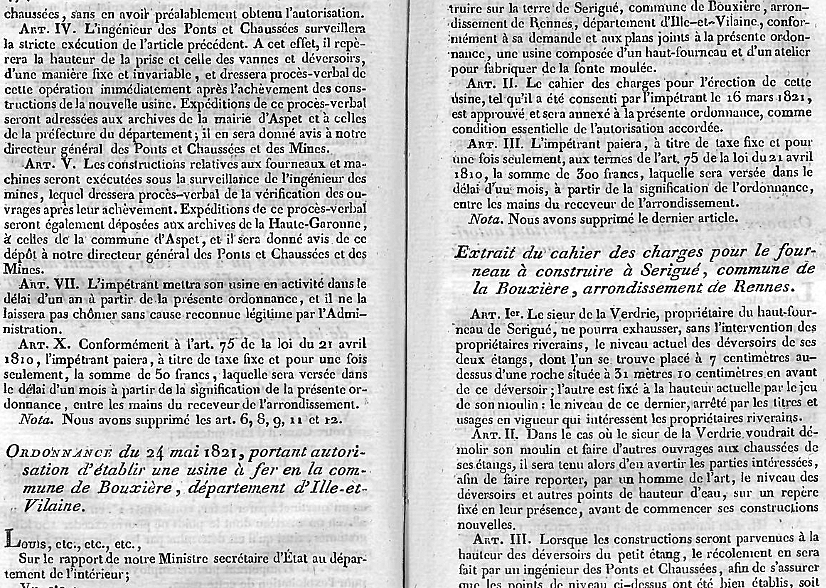
Ordonnance royale du 24 mai 1821 portant autorisation d'ouverture des forges de Sérigné (extrait).

Le 24 mai 1821 Pierre Brisou et André de la Verdie, obtiennent par ordonnance royale l'autorisation de construire et exploiter les forges de Serigné (un haut fourneau pour la fusion du minerai de fer et un atelier pour la fabrication de la fonte moulée) ; le minerai de fer est extrait des landes de Beaugé en Liffré et le charbon de bois est produit dans les forêts avoisinantes.
Jean Parcheminier, qui avait acheté le 16 mai 1791 les deux fermes de Rallion vendues comme bien national (l'une des fermes était l'ancien manoir prioral, l'autre l'ancienne métairie du prieuré, l'ancienne chapelle servant de grange aux deux fermes), y créa en 1822 deux écoles, une de filles (tenue par les Filles du Saint-Esprit) et une de garçons (dirigée par les Frères Lamennais).
A. Marteville et P. Varin, continuateurs d'Ogée, décrivent ainsi La Bouëxière en 1843 :

« La Bouexière (sous l'invocation de saint Martin) : commune formée de l'ancienne paroisse de ce nom, plus Chevré qu'elle a absorbé ; aujourd'hui succursale. (..) Superficie totale 4 967 hectares 61 ares, dont (..) terres labourables 1 963 ha, prés et pâturages 419 ha, bois 1 291 ha, vergers et jardins 56 ha, landes et incultes 1 065 ha (..) Moulins 6 (de Chevré, de Trapest, de Bertry, de la Tellaye, de Forge, à eau ; usines 2 (Hauts-fourneaux de Sérigné et de la Vallée). (..) Le sol de cette commune est généralement accidenté, surtout aux alentours de la jolie petite rivière de Chèvre, qui alimente l'usine de la Vallée, un des plus beaux hauts-fourneaux de Bretagne. L'étang de Chevré est le principal de la commune : la chaussée retient les eaux beaucoup au-dessus du cours de la rivière, à laquelle il donne naissance ; aussi forme-t-elle une chute de plusieurs mètres, ou petite cascade; qui mérite d'être vue. Une autre belle usine à fer, celle de Sérigné, est alimentée par l'étang de ce nom, dont les eaux vont se réunir à la Chèvre, ou Vœuvre, au-dessus de l'usine de la Vallée. Plusieurs grands bois alimentent ces deux hauts-fourneaux : ce sont ceux de Chevré, de la Marcellière, de Villeray et de Menouvel. Il y a foire le 30 novembre. Géologie : schiste argileux. On parle le français [en fait le gallo]. »

L'église actuelle de La Bouëxière est construite entre 1844 et 1846 ; seul le chevet de l'ancienne église a été conservé.
En 1851, le journal La Presse écrit :

« Les loups commencent à s'agiter dans les forêts enclavées entre les bourgs de La Bouëxière, Servon, Dourdain, Marpiré, Broons et Saint-Jean-sur-Vilaine, et la gendarmerie de Châteaubourg a déjà eu à constater de graves dégâts. Ces redoutables animaux paraissent jusqu'à présent sortir plus particulièrement de la forêt de la Corbière. Le 31 décembre [1850], un cheval et un poulain ont été dévorés sur le territoire de Saint-Jean, et une génisse sur celui de Broons. Les loups doivent être nombreux, car on entend beaucoup de hurlements dans les campagnes. On a rencontré, dans la commune de Broons, une louve et quatre louveteaux. »

Adolphe Joanne indique qu'en 1878 Dourdain, La Bouëxière et Livré ont des fabriques de vannerie.
Au XIXe siècle, des carrières et les forges du Drugeon et de Sérigné sont ouvertes, ce qui favorise un accroissement de la population de La Bouëxière, qui profite également de sa situation sur l'axe Liffré - Vitré pour développer ses activités agricoles et commerciales, bien que le marché de Chevré périclite à cette époque.
« La chapelle Saint-Peer se trouve au milieu d'un bois dans la commune de La Bouëxière. Elle a été de tout temps un lieu de pèlerinages, les uns pour obtenir un temps favorable aux biens de la terre, les autres pour obtenir la guérison de la fièvre intermittente, de douleurs rhumatismales et de la goutte. Aussi de nombreux sentiers, au plus épais des bois, aboutissent tous à l'oratoire. Pendant les chaleurs excessives de l'été 1893 les habitants des paroisses environnantes, au nombre de sept à huit cents, venaient à pied, conduits par leurs prêtres, croix et bannières en tête, invoquer saint Peer pour avoir de la pluie ». « Pour être guéri de la fièvre, il faut faire trois fois le tour de la chapelle » précise un article paru dans la Revue des traditions populaires.
Le 20 janvier 1896 une cérémonie patriotique fut organisée à La Bouëxière en mémoire du soldat Constant Travers, originaire de la commune, mort pour la patrie à Madagascar.

### LeXXesiècle

#### La Belle Époque
En 1901 un soldat de la commune, Jean Lay, trouva la mort à Saïgon dans le cadre de la colonisation de l'Indochine.
Le 20 septembre 1903 des incidents se produisirent à La Bouëxière à l'occasion de la prise de possession de l'école libre par le liquidateur des biens des congrégations (en vertu de la loi sur les congrégations) ; 
le curé, l'abbé Porée, protesta contre l'envahissement d'une propriété privée ; il fut expulsé, de même que le propriétaire M. Gouttepagnon ; le traitement du curé fut suspendu par le gouvernement Combes car l'abbé Porée avait fait sonner le tocsin pour alerter les fidèles de la paroisse lors de l'apposition des scellés sur l'école jusque-là tenue par les Frères de l'instruction chrétienne. Une nouvelle école libre, avec pensionnat, ouvrit en 1907.
Les Forges de Sérigné, non desservies par le réseau ferroviaire et qui connaissent plusieurs mouvements sociaux, périclitent ; en 1908 Charles Brisou ouvre une fonderie à Servon, desservie par le rail ; les Forges de Sérigné ferment en 1922.

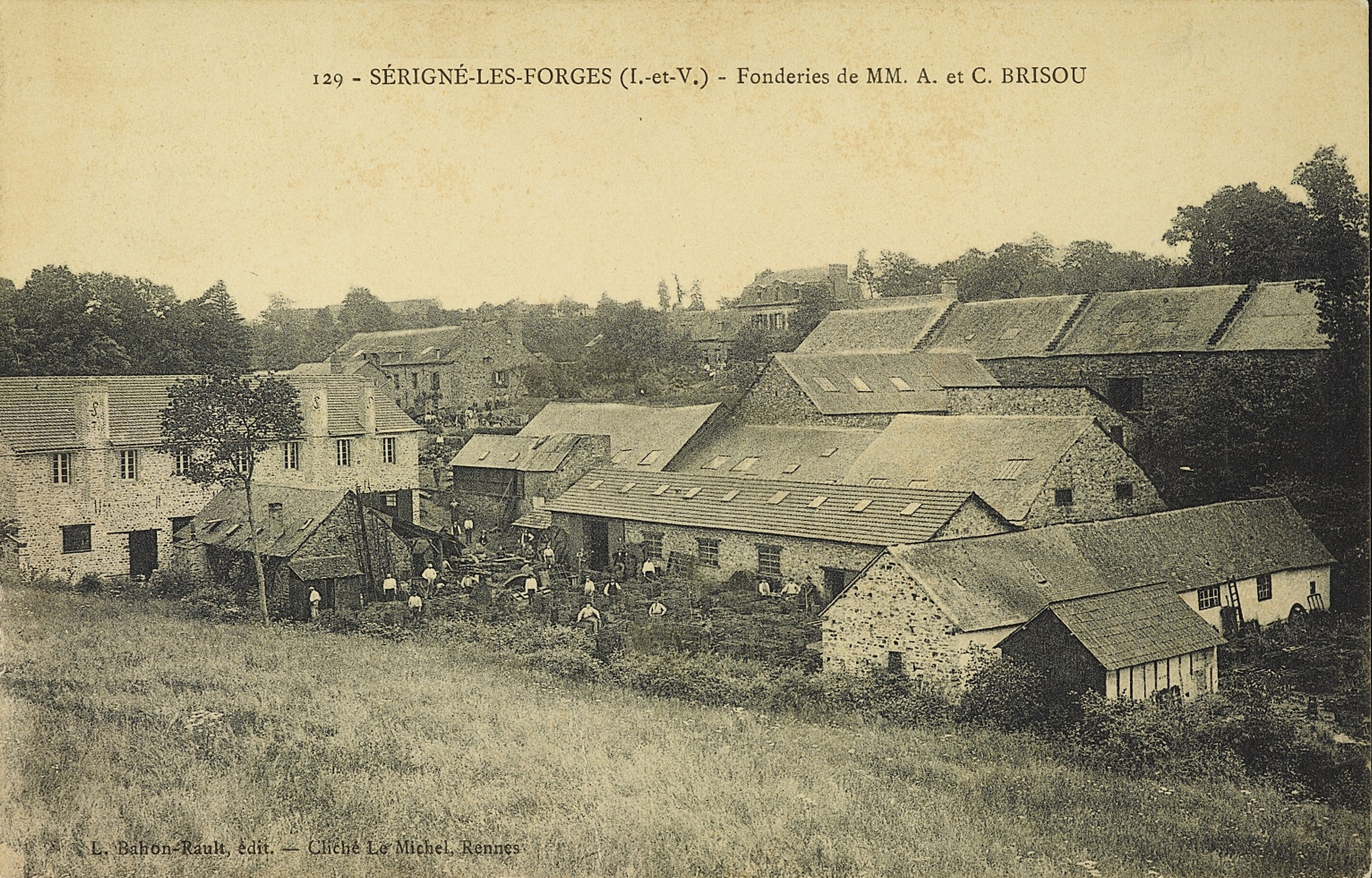
Les forges de Sérigné au début du XXe siècle (carte postale).
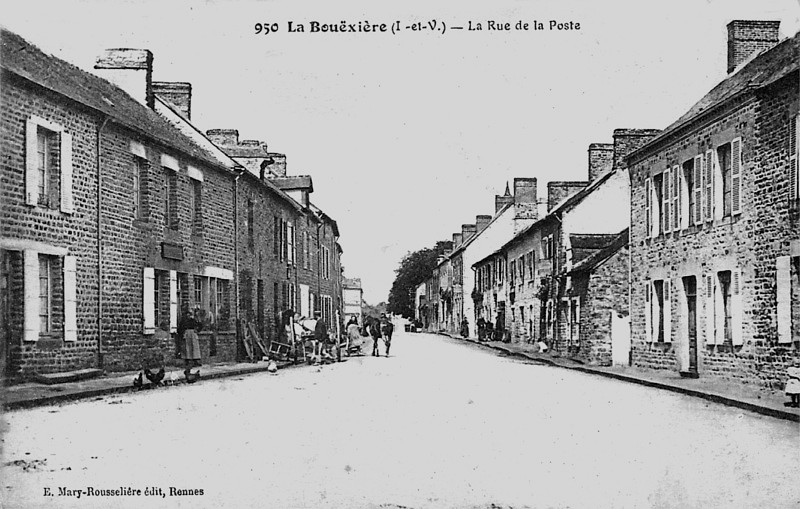
La rue de la Poste au début du XXe siècle (carte postale).
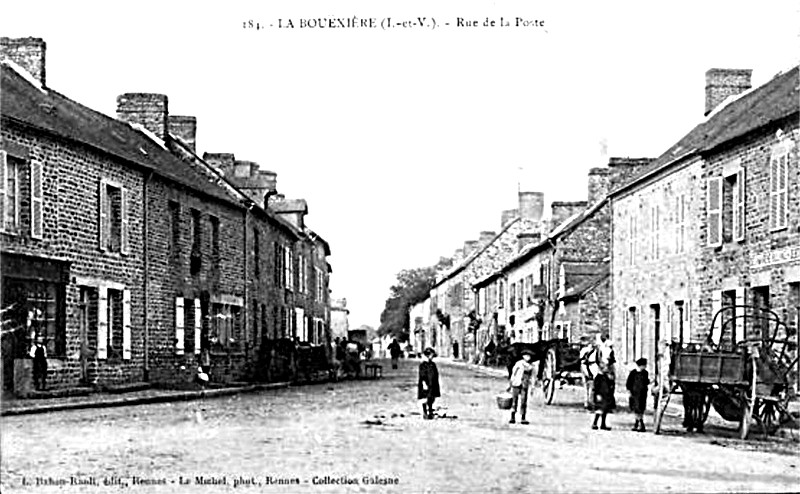
La rue de la Poste au début du XXe siècle (carte postale).
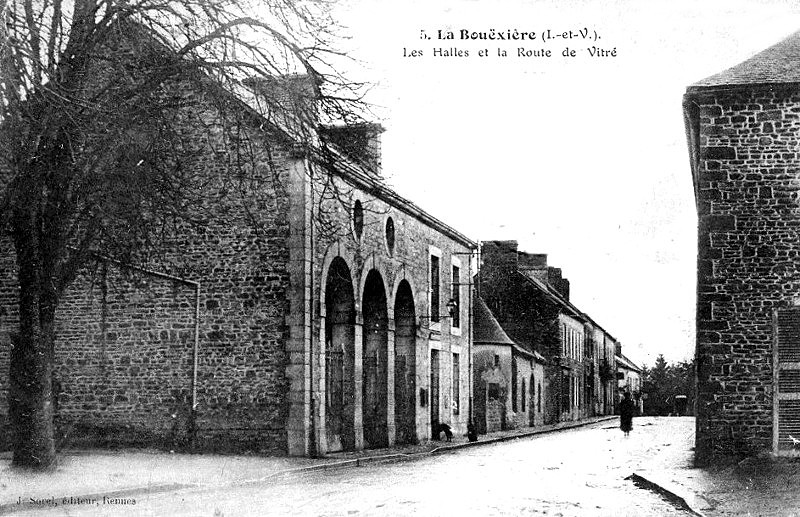
Les halles et la route de Vitré au début du XXe siècle (carte postale).
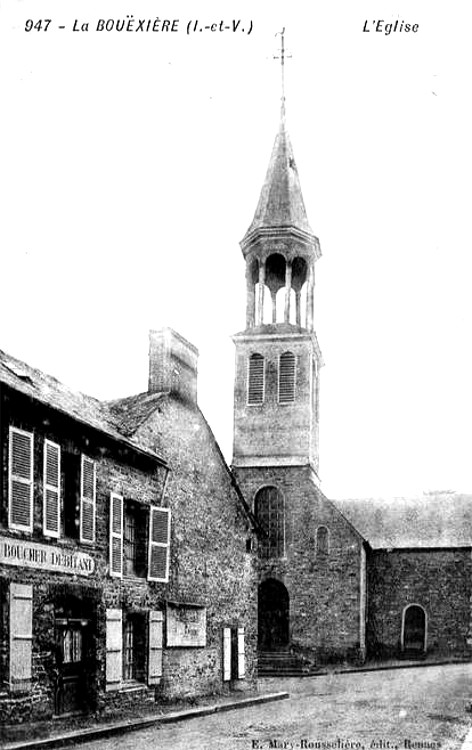
L'église paroissiale au début du XXe siècle (carte postale).
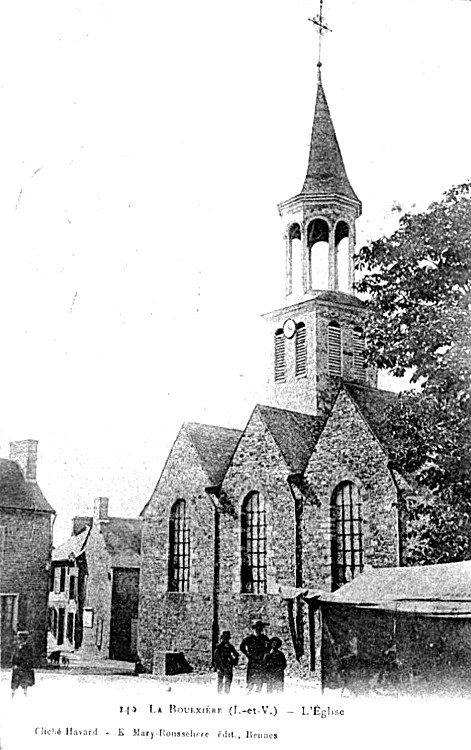
L'église paroissiale au début du XXe siècle (carte postale).
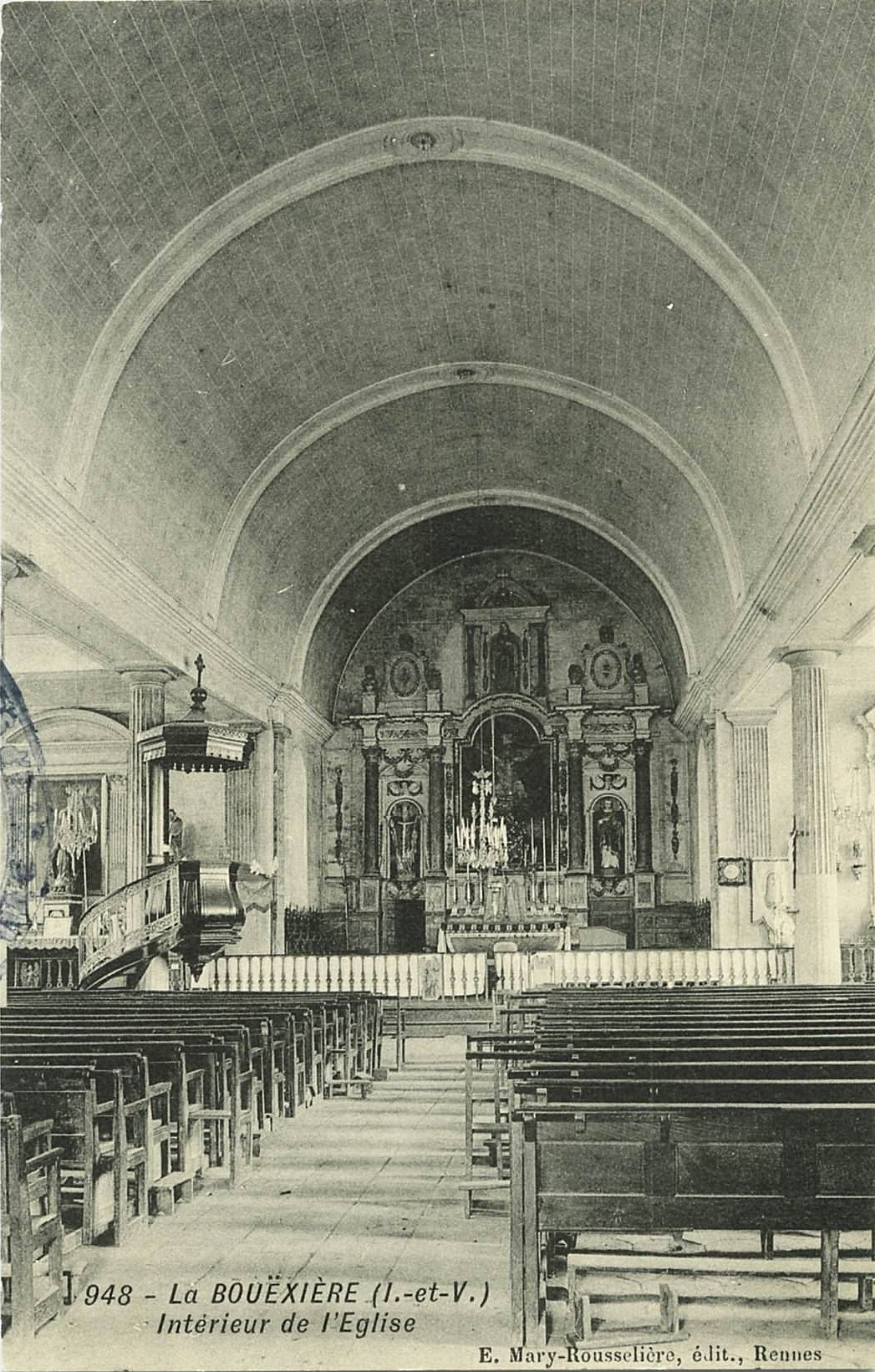
Vue intérieure de l'église paroissiale au début du XXe siècle (carte postale).
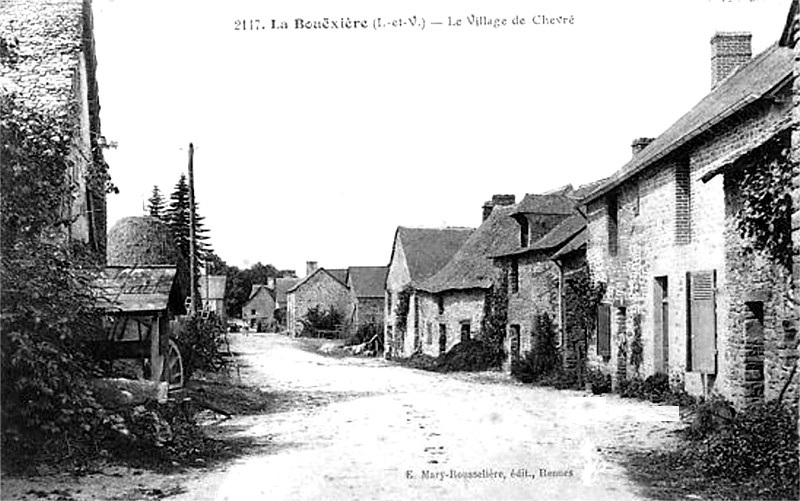
Le village de Chevré au début du XXe siècle (carte postale).
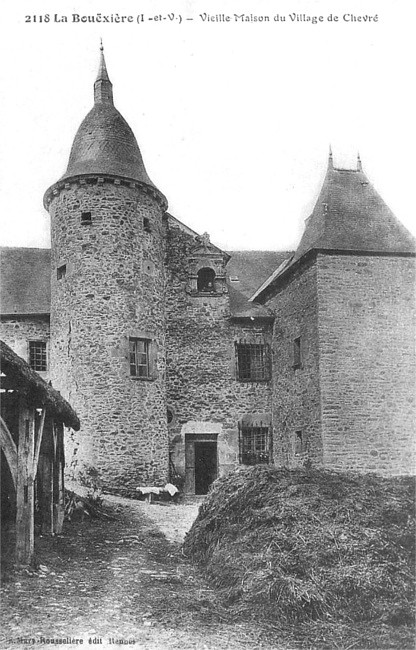
Vieille maison du village de Chevré (manoir de la Colinière) au début du XXe siècle (carte postale).
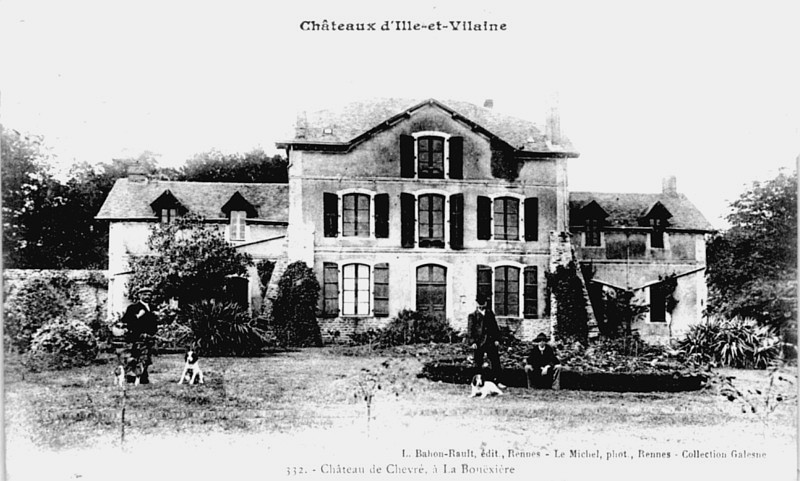
Le château récent de Chevré au début du XXe siècle (carte postale).

Des fêtes communales étaient organisées chaque année au mois de juillet.

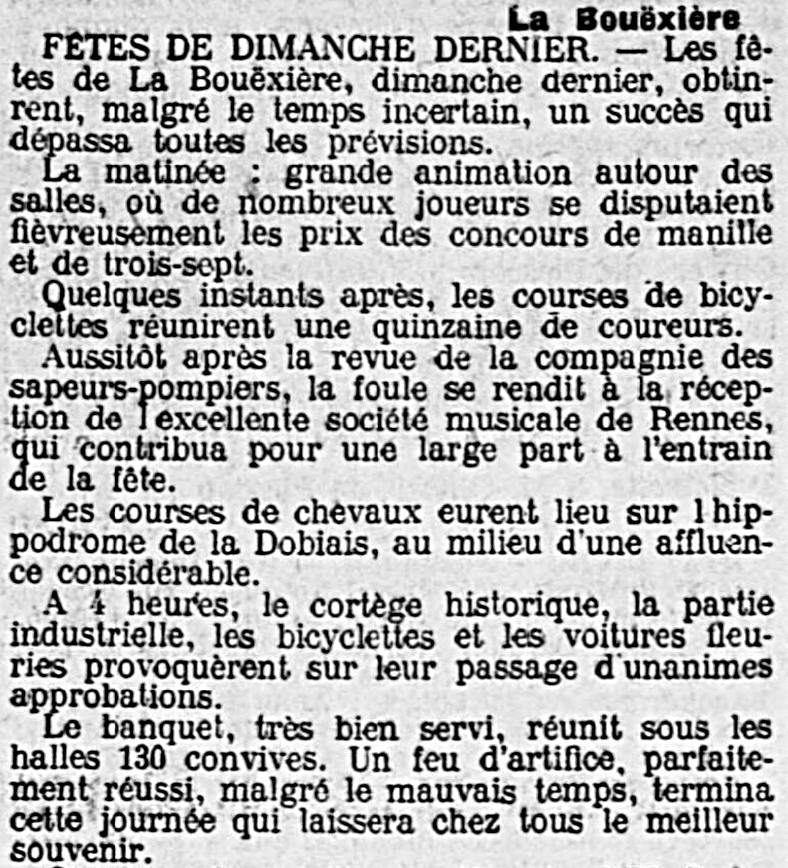
Les fêtes communales de juillet 1910 (journal L'Ouest-Éclair).

#### La Première Guerre mondiale

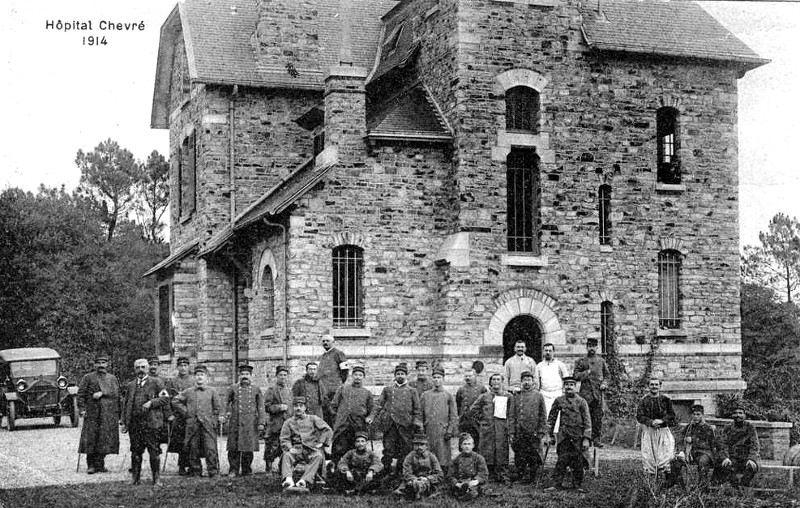
La Bouëxière ː l'"hôpital Chevré" pour blessés de guerre en 1914 (en fait une maison de convalescence, annexe de l'hôpital de Vitré, situé en pleine forêt de Chevré au lieu-dit "la Rosière").

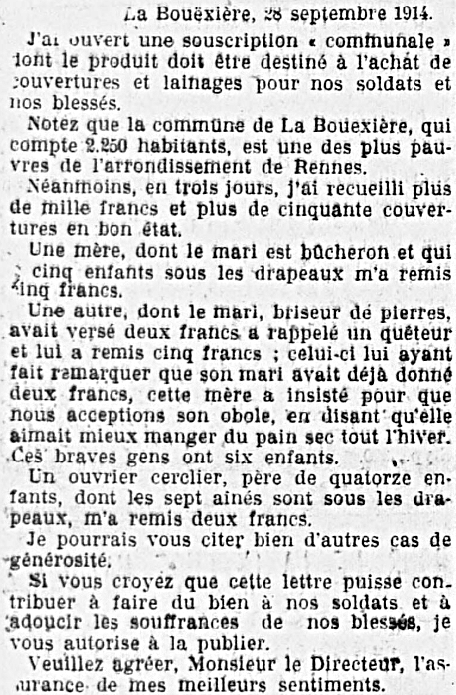
Lettre du maire de La Bouëxière à propos d'une souscription pour les soldats de sa commune en date du 28 septembre 1914 (Journal L'Ouest-Éclair du 5 octobre 1914).

Le monument aux morts de La Bouëxière porte les noms de 124 soldats morts pour la France pendant la Première Guerre mondiale ; parmi eux 6 sont morts en Belgique (dont 3 [Pierre Bouvier, Jean Comment et Francis Paillard, tous les trois soldats du 1er régiment d'infanterie de marine] dès le 22 août 1914 à Rossignol) ; deux sont morts de maladie dans les Balkans ( Pierre Henry en Grèce le 28 juillet 1916 et Étienne Monnier, marsouin au 1er régiment d'infanterie coloniale, en Serbie le 18 novembre 1918, donc après l'armistice) ; François Pinault le 21 octobre 1914, Honoré Goupil le 4 février 1916 et Eugène Guy le 5 novembre 1918 sont morts de maladie alors qu'ils étaient en captivité en Allemagne ; la plupart des autres dont morts sur le sol français.

#### L'Entre-deux-guerres
Le monument aux morts de La Bouëxière est inauguré le 25 juillet 1920 au milieu d'une assistance considérable.
En 1921, Alexis Rey fait don du château du Carrefour à la Société des colonies de vacances des écoles publiques de Rennes, alors dirigée par Oscar Leroux. La Société aménage alors le bâtiment pour en faire un centre de vacances pour les « fillettes chétives pour lesquelles l'air de la mer était contre-indiqué ». En 1929, Oscar Leroux exprime le souhait d'adjoindre, à côté de la colonie de vacances, un préventorium ainsi qu'une école de plein air, afin de pouvoir accueillir des enfants toutes l'année. Le préventorium Rey ouvre donc en 1931 (il est inauguré le 11 juillet 1931 par le ministre des P.T.T.). Il porte aujourd'hui le nom de Centre Rey-Leroux.

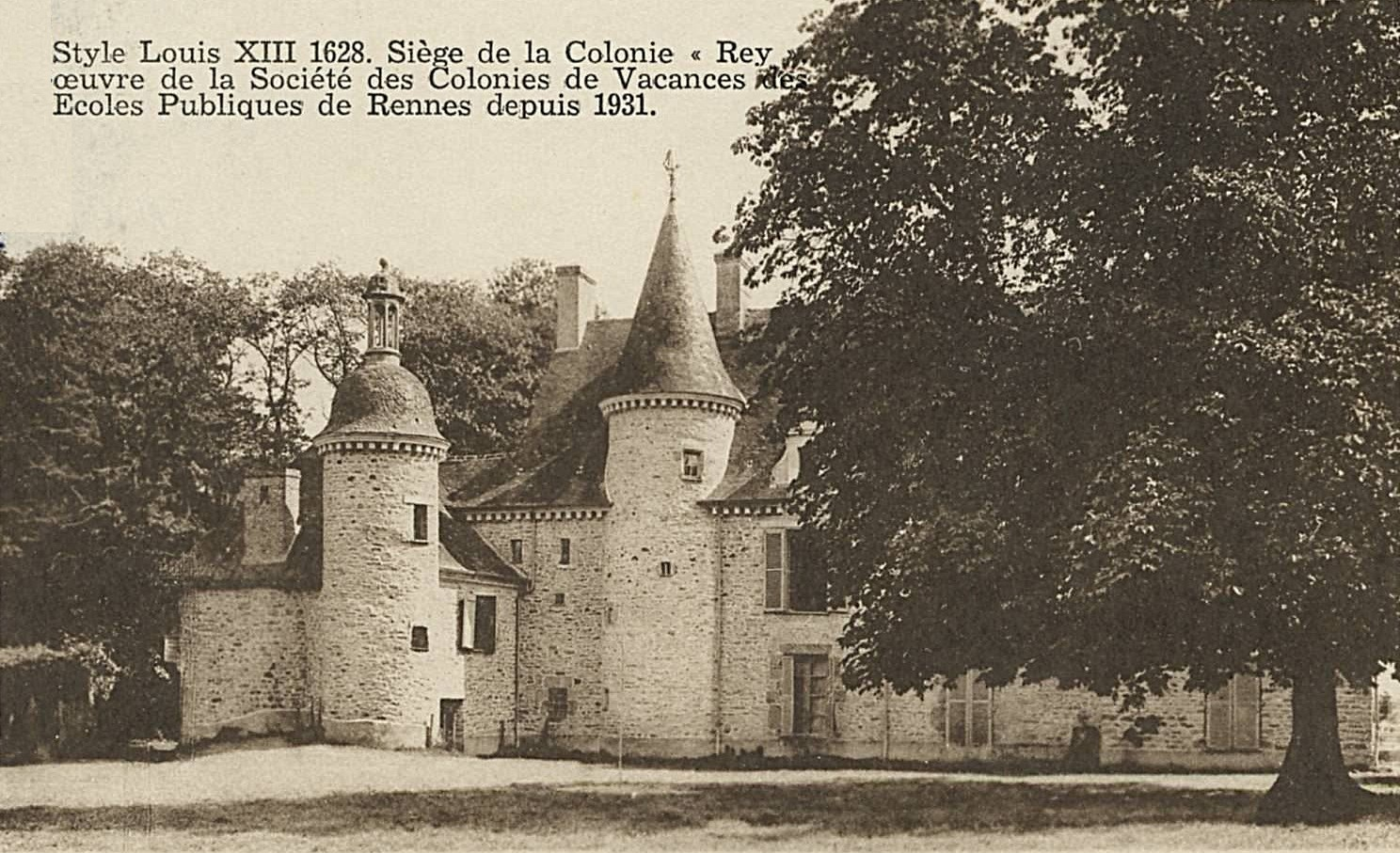
Le château du Carrefour, siège de la colonie Rey, vers 1932 (carte postale).
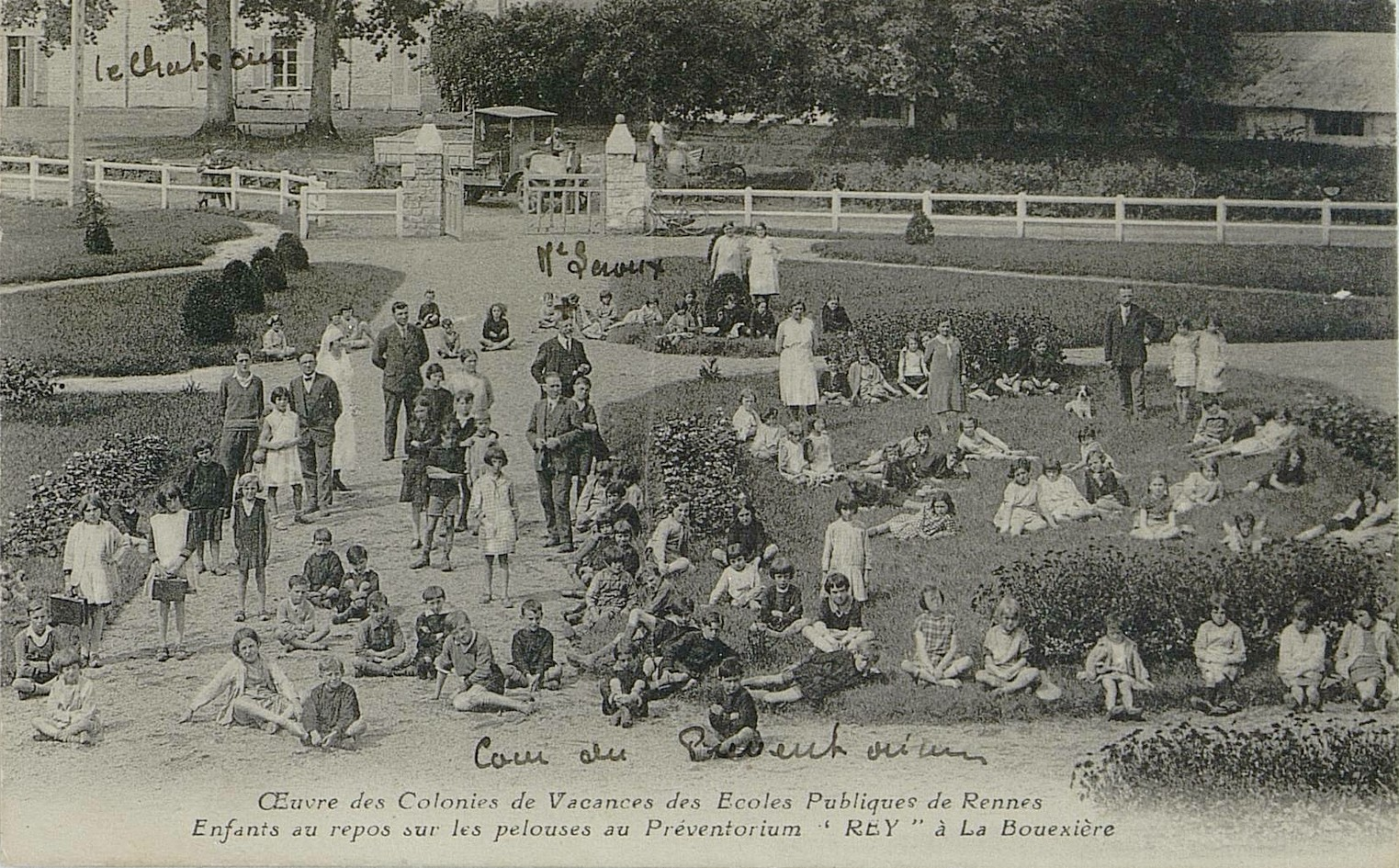
Préventorium Rey : enfants au repos dans le jardin.
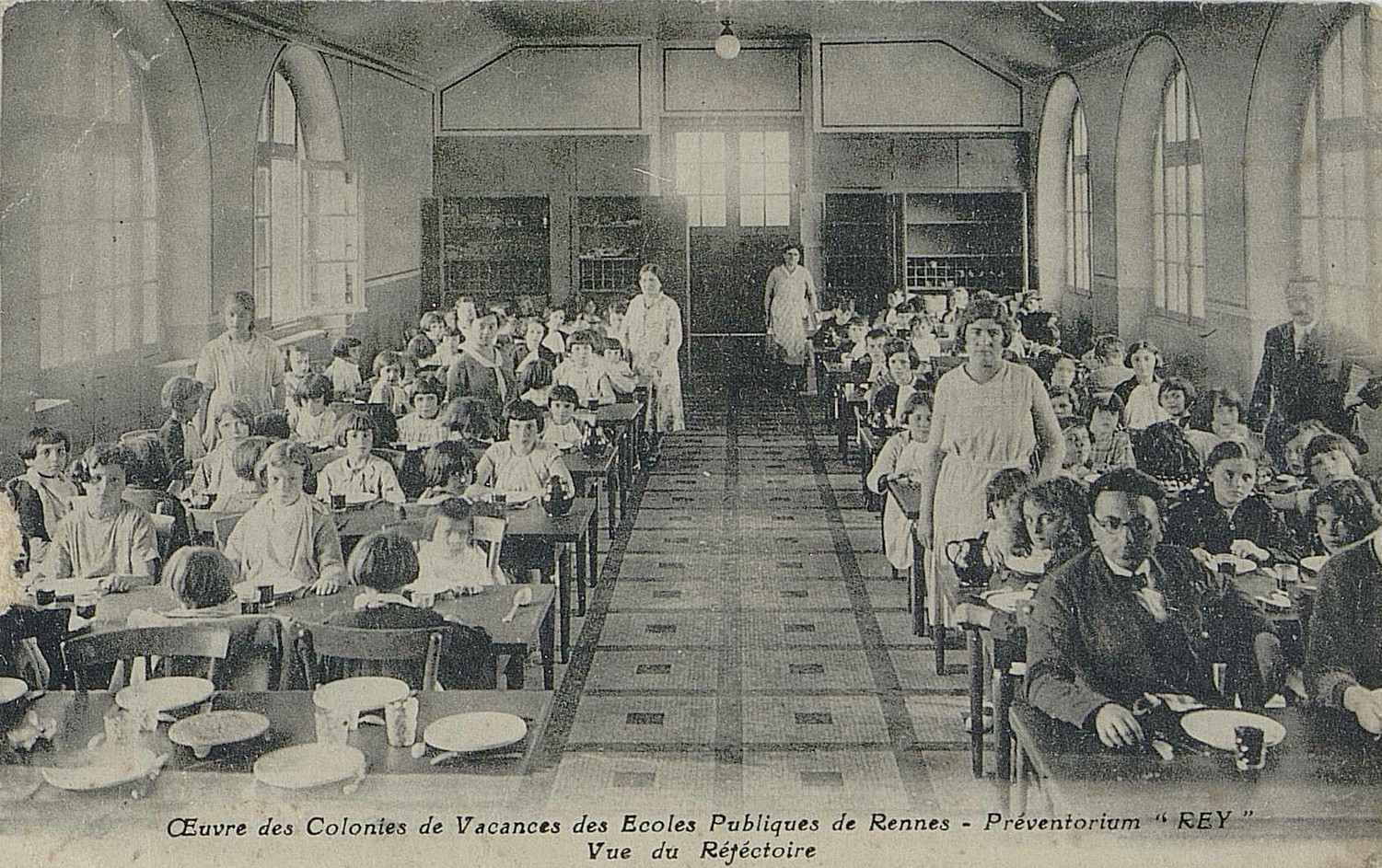
Préventorium Rey : le réfectoire.
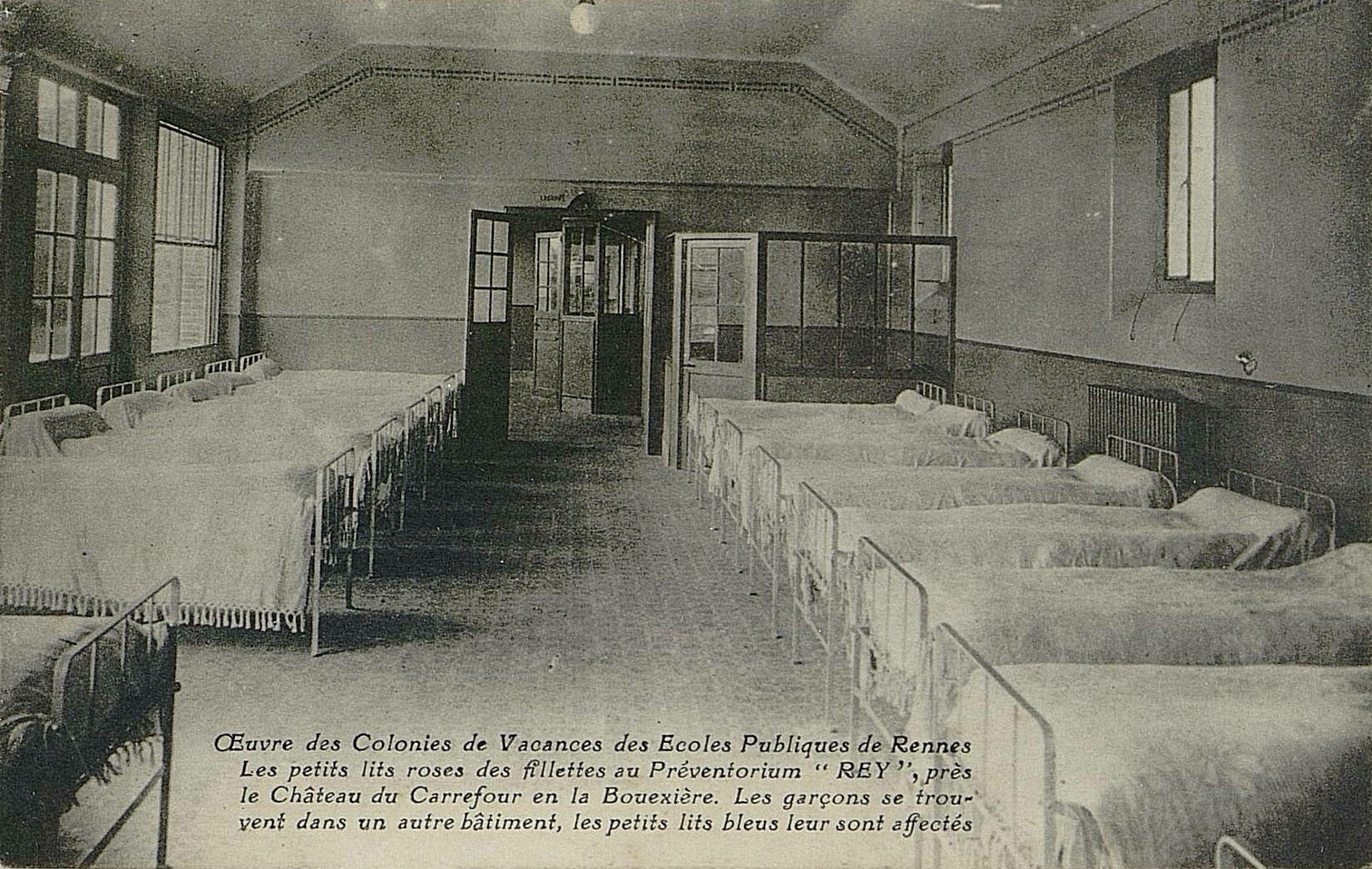
Préventorium Rey : le dortoir des filles.

Deux soldats du 4e régiment de tirailleurs sénégalais (Louis Adam et Marcel Bouvet) originaires de La Bouëxière ont été tués le même jour dans un combat à Nedoha (Grand Liban) le 16 mars 1926 lors de la Révolte druze de 1925-1927, appelée aussi Grande révolte syrienne.

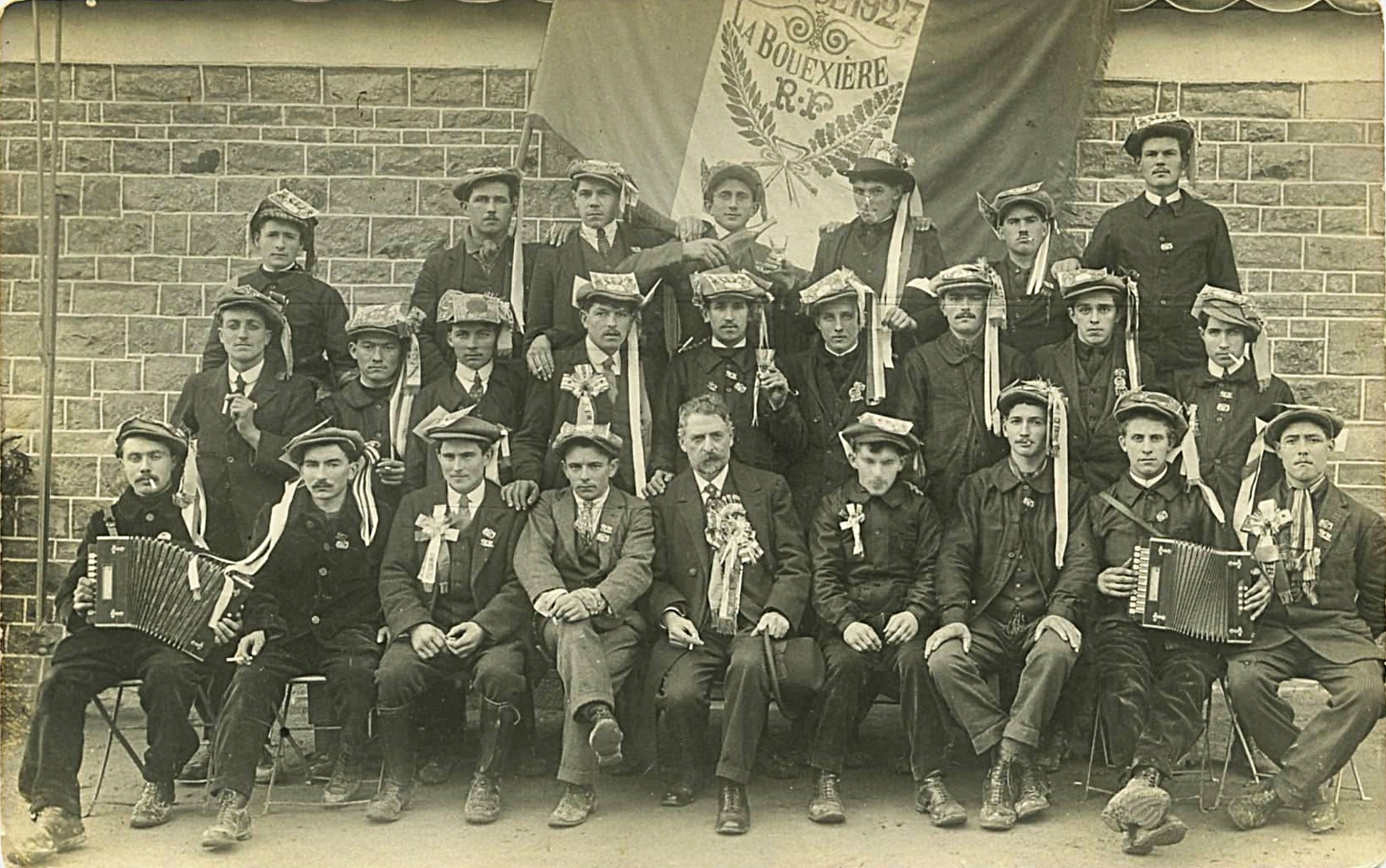
La Bouëxière ː groupe de conscrits de la classe 1927.
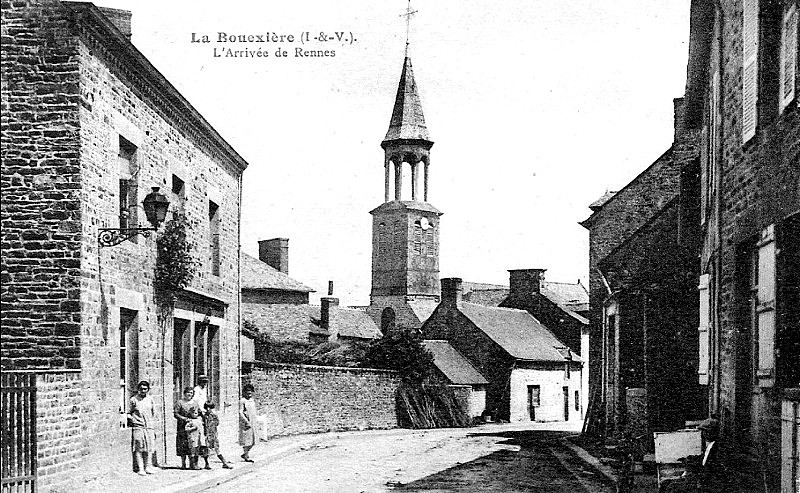
Le bourg vu depuis la route de Rennes vers 1930 (carte postale).
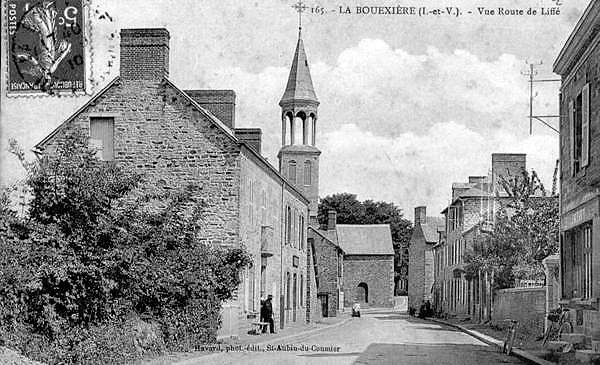
Le bourg vu depuis la route de Liffré vers 1930 (carte postale).
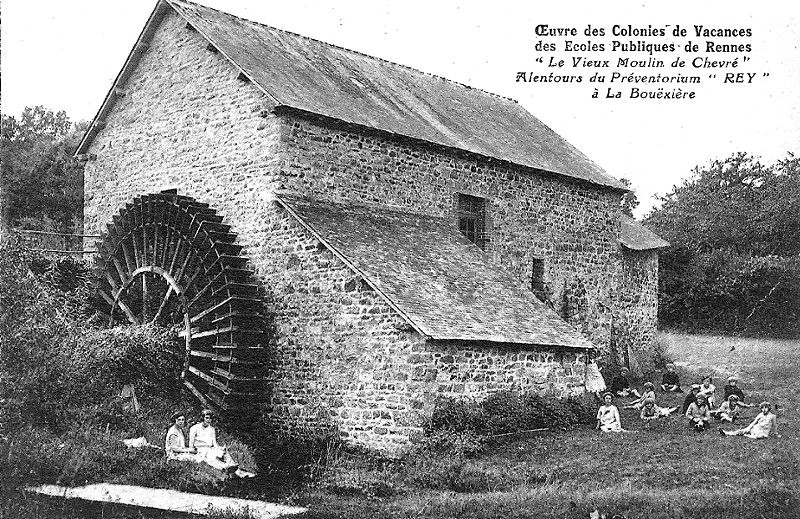
L'ancien moulin de Chevré vers 1930 (carte postale).

Un congrès eucharistique organisé en octobre 1930 à La Bouëxière, fut suivi par plus de 10 000 personnes malgré le mauvais temps ; le cardinal Charost déclara qu'il n'avait encore jamais vu dans son diocèse un arc de triomphe aussi imposant que le triptyque qui était érigé à l'entrée des routes de Vitré et de Saint-Aubin-du-Cormier. Un autre congrès eucharistique fut organisé en 1934.
Dans la décennie 1930, une ligne d'autobus allant de Liffré à Vitré passait par La Bouëxière, Marpiré et Champeaux.
Les incendies étaient fréquents, par exemple le 12 avril 1933, un grave incendie se déclara en forêt de Chevré ; « les cloches des églises de Broons, Châteaubourg et La Bouëxière ont sonné le tocsin, et toutes les populations avoisinantes, sous la direction des gendarmes et des pompiers des bourgades voisines, ont attaqué le fléau […]. En trois heures, 350 ha de bois et de landes ont été détruits ». En mars 1934 un autre incendie ravagea 150 hectares dans les forêts de la Rosière et de la Vallée. Un autre incendie ravage 200 ha de sous-bois en forêt de la Forge en mars 1938 ; etc..
Des fêtes communales continuaient à être organisées chaque été, par exemple en 1934

#### La Seconde Guerre mondiale
En septembre 1940, face à la pénurie d'énergie en raison de la guerre, des expérimentations de fabrication de charbon de bois sont lancées au préventorium Rey.
Le journal L'Ouest-Éclair publie le 11 septembre 1941 un reportage, illustré par des photographies, des colonies de vacances organisées au château du Carrefour.
Des opérations de parachutage de matériel eurent lieu en mars 1944 dans le bois de Villeray pour préparer l'opération de libération de prisonniers de la prison de Vitré.
Le 2 juillet 1944 31 des 45 évadés de la prison de Vitré trouvèrent refuge à La Bouëxière, et notamment à Chevré où les Allemands, aidés par des hommes de la Milice française, firent une rafle, y prenant en otage la population ; Léon Souhy, né le 20 septembre 1890 au manoir de la Colinière en Chevré, ancien soldat de la Première Guerre mondiale, fut l'une des victimes de la rafle et déporté au camp de concentration de Neuengamme où il mourut le 19 novembre 1944.
Le 7 juillet 1944, 12 résistants furent tués et 16 arrêtés à La Bouëxière par la 2ème unité de marche de la Milice française.
Les Américains libérèrent La Bouëxière le 4 août 1944 ; ils s'installèrent sur les hauteurs de Chevré.
Le monument aux morts de La Bouëxière porte les noms de 12 personnes mortes pour la France pendant la Seconde Guerre mondiale ; parmi elles André Boulanger, résistant, déporté au camp de concentration de Neuengamme, puis au kommando de Wöbbelin, où il meurt le 30 janvier 1945 ; Albert Boulanger, résistant FTP, mort en déportation le 1er mai 1945 alors qu'il était en instance de rapatriement.

#### L'après Seconde Guerre mondiale
Dans les décennies 1950 et 1960 La Bouëxière organisa des critériums cyclistes internationaux : le 3e fut organisé le 3 juin 1962 et le 4e le 22 mai 1966 ; des Fêtes des Fleurs également (la 2e fut organisée en 1958 et la 4e eut lieu les 7 et 8 juin 1976)

### LeXXIesiècle
À la suite de plusieurs incidents et détériorations commis par des groupes d'adolescents, la municipalité a pris des arrêtés dont l'un prévoit un couvre-feu pour les mineurs pendant les vacances de Noël 2024.
Un projet de collège Diwan existe à La Bouëxière ; il devrait ouvrir en septembre 2025.

## Héraldique
| Blason | Blasonnement : D'azur au pont de sept arches d'argent, maçonné de sable, mouvant des flancs, sur une terrasse d'argent et accompagné en pointe d'une tierce ondée du même, le pont sommé d'un chien assis contourné affronté à un lion assis, tous deux d'or, soutenant un écusson d'argent à la croix de sable. |

## Politique et administration

### Administration sous l'Ancien Régime

#### Administration civile
SeigneuriesLes seigneuries du Bertry et de la Teillaye étendent leurs droits sur le territoire de la paroisse de La Bouëxière. La seigneurie de Sérigné, exerçait sa haute justice au bourg jusqu'en 1704 et sera transféré à Ercé-près-Liffré. La paroisse dépendait de l'ancien évêché de Rennes.

#### Administration religieuse
Curés
- 1125 : Robert, prieur-recteur, rencontra à cette date des difficultés avec les religieuses de Saint-Sulpice qui souhaitaient faire de Sérigné une paroisse.
- 1330 : Pierre, prieur-recteur, moine Condonat de Saint-Sulpice, il refusa à cette date de rendre à l'abbesse les comptes de son prieuré de La Bouëxière.
- 1481 : Guillaume de la Piguelaye, prieur-recteur, moine.
- 1522 : Robert Levesque, prieur-recteur, présenté à l'abbesse le 30 mai 1522.
- 1590 : Bertrand Touchais, présenté vers cette date à l'abbesse.
- 1596-1645 : Pierre Gicquel, fut inhumé dans le chœur de l'église où se trouve sa pierre tombale.
- 1647-1661 : Guillaume Malescot, mort le 21 décembre 1662, inhumé dans l'église, sa tombe y est encore visible.
- 1661-1667 : Julien de Servaude.
- 1668-1672 : Julien Primaignier.
- 1672-1706 : Jacques de Mieux, il fit en 1678 une transaction avec dom Georges Louvel, prieur de Notre-Dame de Vitré, au sujet des dîmes de La Bouëxière. En 1696, fonde une messe du jeudi dans son église. Sa tombe est visible dans l'église.
- 1706-1732 : Jean de la Haye, inhumé dans l'église.
- 1733-1782 : Jean-Maturin Beaudouin.
- 1783-1789 : Joachim Nivet.

### Administration après la Révolution

#### Administration religieuse
Curés
- 1803-1806 : François-Yves Le Breton.
- 1806-1812 : Jean-Baptiste Cramoul.
- 1812-1818 : N. Pourial.
- 1818-1823 : Jacques-Marie Buron.
- 1823-1849 : Jean-Baptiste Posson.
- 1849-1851 : Jean Baulieu.
- 1851-1876 : Clément Marchand.
- 1876-? : Pierre Tostivin.

### Liste des maires
| Période                                  | Période                       | Identité                         | Étiquette              | Qualité |
| ---------------------------------------- | ----------------------------- | -------------------------------- | ---------------------- | --- |
| Les données manquantes sont à compléter. |                               |                                  |                        | |
| 1793                                     | 1800                          | Joachim Nivet                    |                        | Ancien recteur de La Bouëxière entre 1783 et 1789, officier public |
| 1800                                     | 1801                          | Julien François Noyallet         |                        | Tisserand, officier public |
| 1801                                     | 1825                          | Jean Vallée                      |                        | Propriétaire |
| 1825                                     | 1830                          | Pierre Vallée                    |                        | Cultivateur |
| 1830                                     | 1840                          | Paul Vallée                      |                        | Cultivateur Fils de Pierre Vallée, maire précédent |
| 1840                                     | 1845                          | Yves Montigné                    |                        | Rentier |
| 1845                                     | 1857                          | Pierre Guillet                   |                        | Agriculteur |
| 1857                                     | 1866                          | Désiré Boullay                   |                        | Notaire |
| 1866                                     | 1866                          | Jean-Marie Legendre              |                        | |
| 1866                                     | 1871                          | Pierre-Marie Douard              |                        | Cultivateur |
| 1871                                     | 1883                          | Eugène Vallée                    |                        | Propriétaire à la Bonnerie |
| 1883                                     | 1888                          | Eugène Delahaye                  | Républicain            | Propriétaire Cousin d'Eugène Vallée, maire précédent |
| 1888                                     | octobre 1895 (décès)          | Jean-Marie Ménager               |                        | Notaire |
| novembre 1895                            | octobre 1911 (décès)          | Jean-Marie Pavy père (1845-1911) | RG                     | Négociant, agriculteur Conseiller général de Liffré (1910 → 1911) Conseiller d'arrondissement (1907 → 1910) |
| décembre 1911                            | mai 1962 (décès)              | Jean-Marie Pavy fils (1877-1962) | URD puis RPF puis CNIP | Négociant, agriculteur Conseiller général de Liffré (1922 → 1940 puis 1945 → 1961) Nommé conseiller départemental en 1943 Officier de la Légion d'honneur et du Mérite civil                                                                                  |
| juillet 1962                             | mars 1971                     | Jean Pavy (1922-1988)            | CNIP puis UDR          | Entrepreneur Conseiller général de Liffré (1965 → 1979) Président du SIVOM du secteur de Liffré (1972 → 1977) Réélu en 1965 |
| mars 1971                                | mars 1989                     | André Louazel (1923-2012)        | DVG                    | Entrepreneur Réélu en 1977 et 1983 |
| mars 1989                                | mars 2001                     | Albert Hay                       | DVD                    | Ingénieur-conseil retraité Réélu en 1995 |
| mars 2001                                | mars 2008                     | Francis Havard                   | UDF-FD                 | Directeur de centre social retraité, ancien adjoint (1989 → 2001) Ancien conseiller général de Liffré (1992 → 1998) Ancien président du SIVOM du secteur de Liffré (1995 → 1998) Suppléant de la députée Marie-Thérèse Boisseau (1993 → 2002) Maire honoraire |
| mars 2008                                | En cours (au 19 janvier 2021) | Stéphane Piquet (1968- )         | DVG                    | Professeur de biologie Président de Liffré-Cormier Communauté (2020 → ) Réélu en 2014 et 2020 |

### Jumelages
- Wingrave (Royaume-Uni) depuis 1985.
- Hambrücken (Allemagne) depuis 1993.

## Démographie
L'évolution du nombre d'habitants est connue à travers les recensements de la population effectués dans la commune depuis 1793. Pour les communes de moins de 10 000 habitants, une enquête de recensement portant sur toute la population est réalisée tous les cinq ans, les populations de référence des années intermédiaires étant quant à elles estimées par interpolation ou extrapolation. Pour la commune, le premier recensement exhaustif entrant dans le cadre du nouveau dispositif a été réalisé en 2004.
En 2022, la commune comptait 4 602 habitants, en évolution de +4,59 % par rapport à 2016 (Ille-et-Vilaine : +5,46 %, France hors Mayotte : +2,11 %).
| 1793  | 1800  | 1806  | 1821  | 1831  | 1836  | 1841  | 1846  | 1851  |
| ----- | ----- | ----- | ----- | ----- | ----- | ----- | ----- | ----- |
| 1 660 | 1 725 | 1 645 | 1 870 | 2 016 | 2 106 | 2 301 | 2 412 | 2 550 |

| 1856  | 1861  | 1866  | 1872  | 1876  | 1881  | 1886  | 1891  | 1896  |
| ----- | ----- | ----- | ----- | ----- | ----- | ----- | ----- | ----- |
| 2 362 | 2 430 | 2 578 | 2 528 | 2 560 | 2 536 | 2 511 | 2 488 | 2 439 |

| 1901  | 1906  | 1911  | 1921  | 1926  | 1931  | 1936  | 1946  | 1954  |
| ----- | ----- | ----- | ----- | ----- | ----- | ----- | ----- | ----- |
| 2 388 | 2 295 | 2 250 | 1 875 | 1 874 | 1 941 | 2 095 | 2 156 | 2 052 |

| 1962  | 1968  | 1975  | 1982  | 1990  | 1999  | 2004  | 2006  | 2009  |
| ----- | ----- | ----- | ----- | ----- | ----- | ----- | ----- | ----- |
| 1 870 | 1 965 | 2 142 | 2 667 | 3 027 | 3 503 | 3 883 | 3 916 | 3 815 |

| 2014  | 2019  | 2022  | - | - | - | - | - | - |
| ----- | ----- | ----- | - | - | - | - | - | - |
| 4 258 | 4 526 | 4 602 | - | - | - | - | - | - |

## Patrimoine

### Lieux et monuments civils
Un seul monument historique protégé se situe sur la commune : les ruines d'un donjon et de la motte féodale de Chevré. Le site, datant des XIIe et XIIIe siècles, et formé par l'ensemble fortifié, la chapelle et le pont est un monument historique inscrit par arrêté du 21 novembre 1995.
« La chapelle, le donjon, la maison du sénéchal, l'ancien manoir de la Colinière et le vieux pont du XIIIe siècle aux sept arches établies sur le déversoir de l'étang, et qui paraît reposer sur des fondations plus anciennes » méritent la visite
.

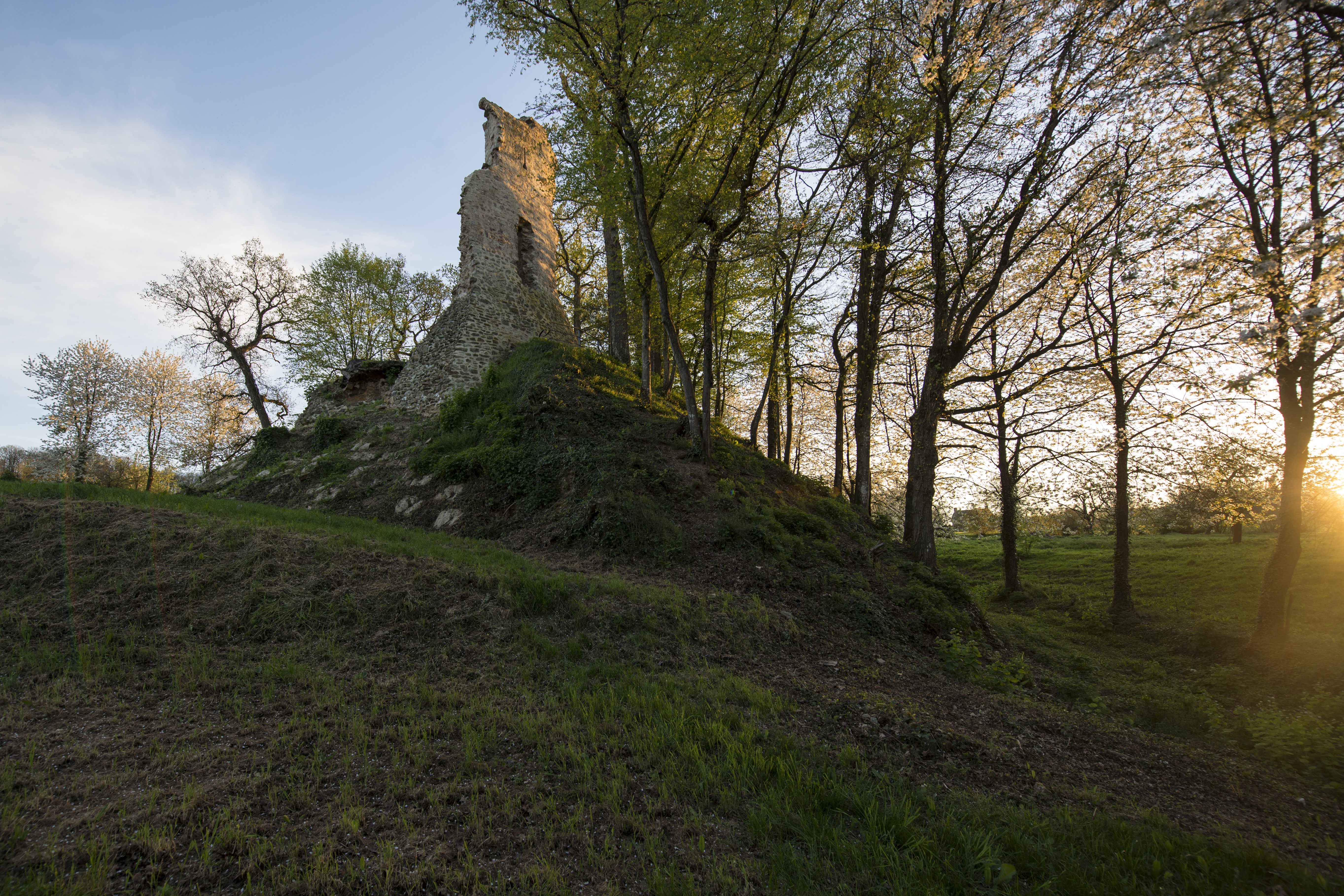
Les ruines du donjon de Chevré en 2017.
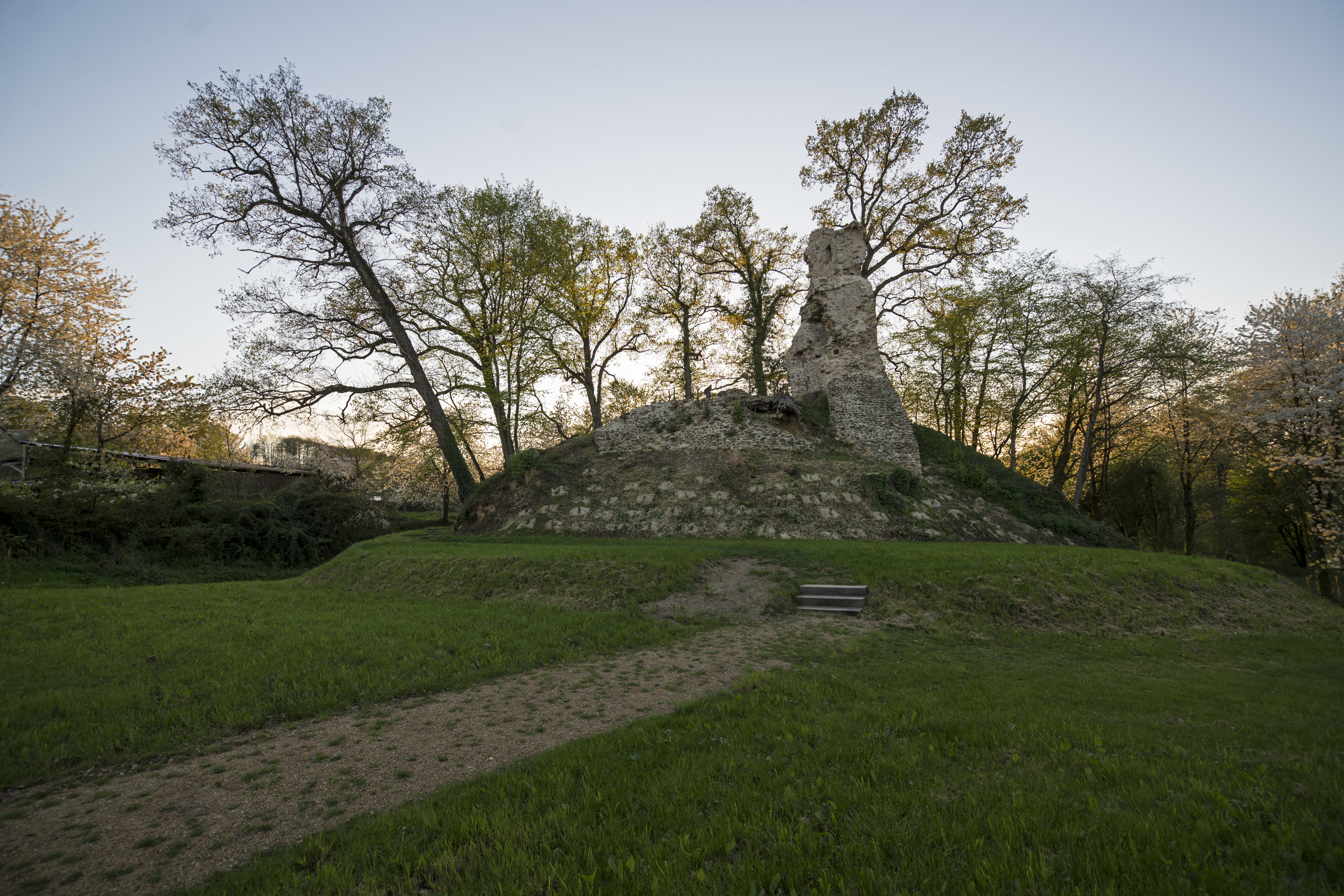
Les ruines du donjon de Chevré en 2017.
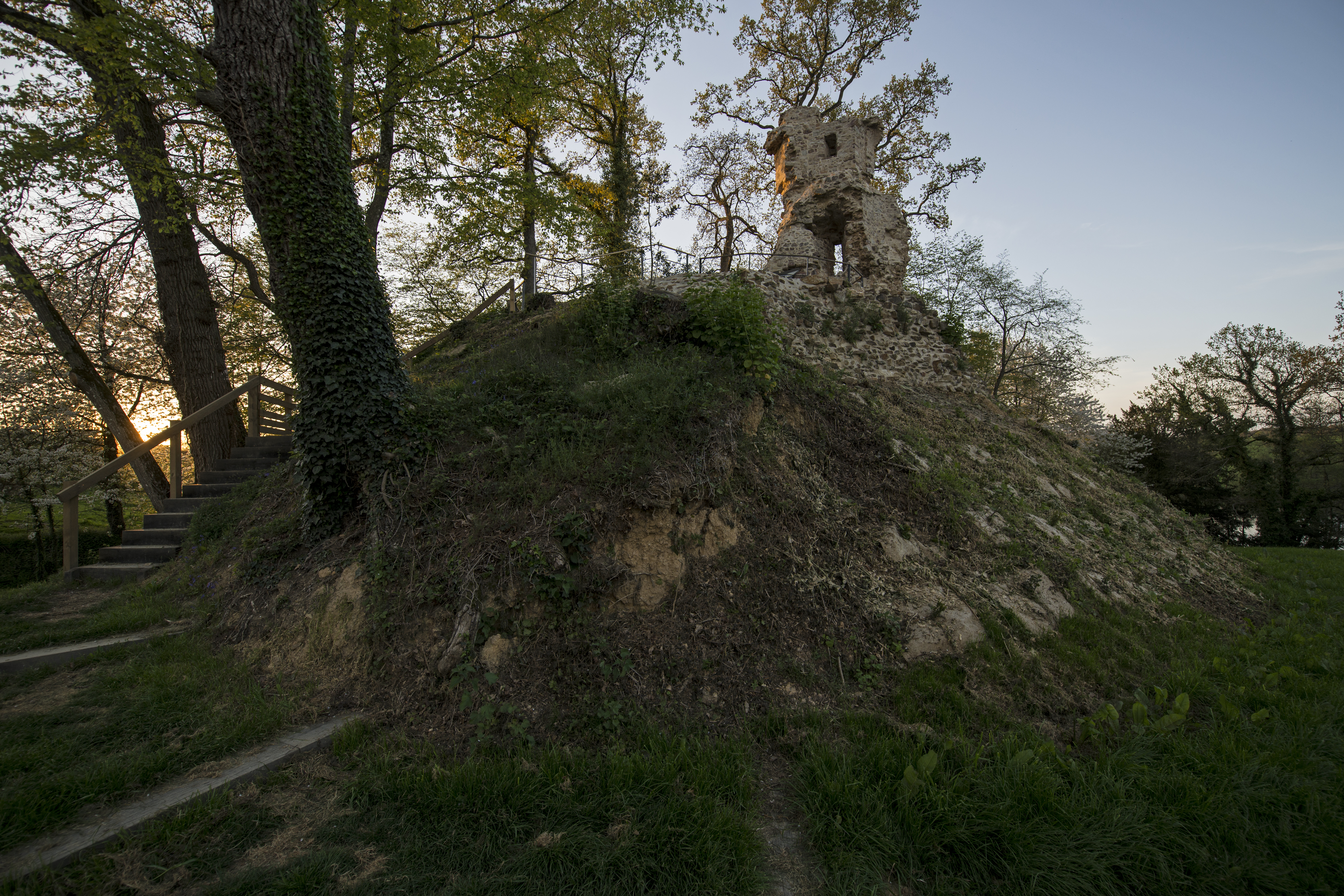
Les ruines du donjon de Chevré et sa motte féodale en 2017 .
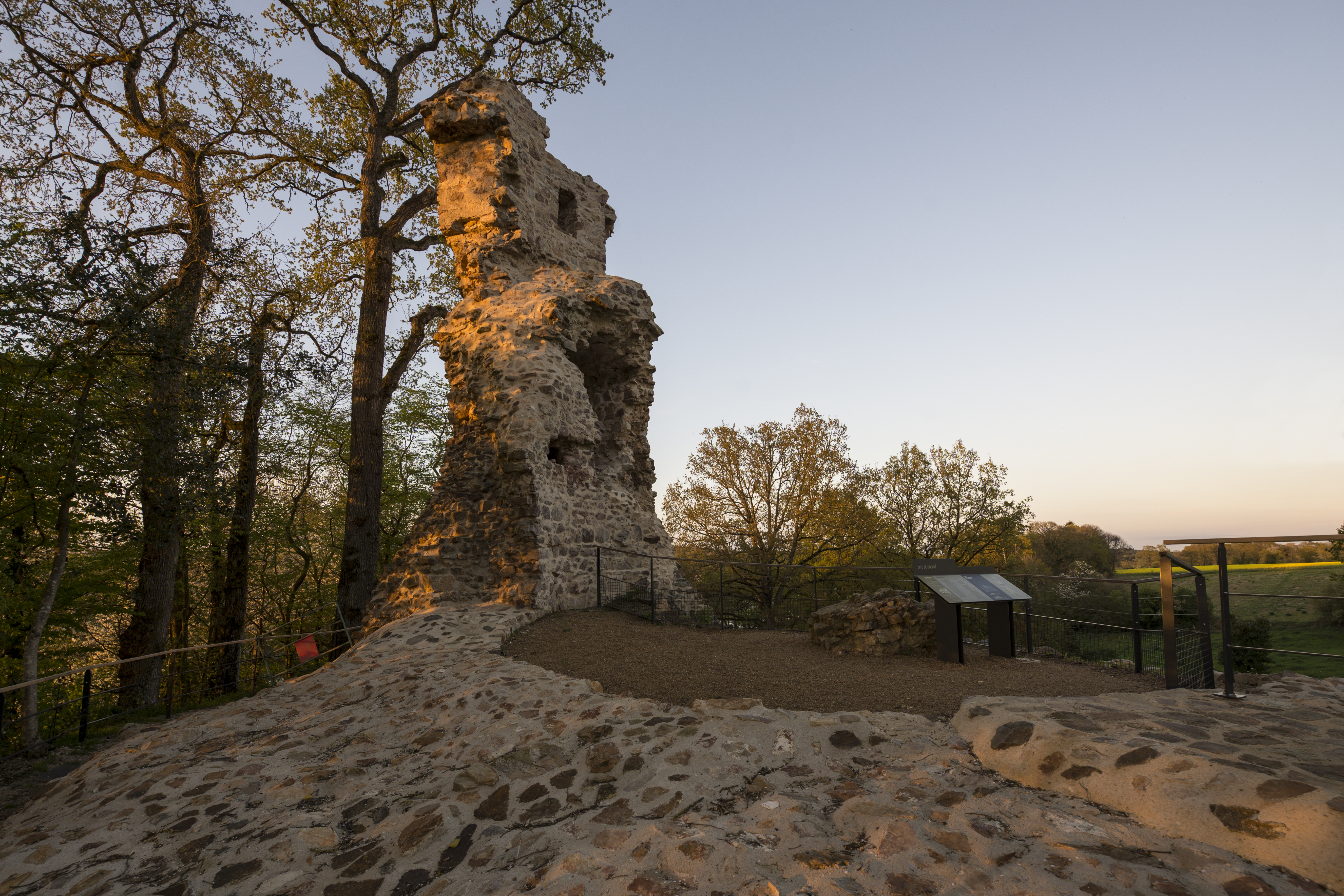
Les ruines du donjon de Chevré en 2017.

.

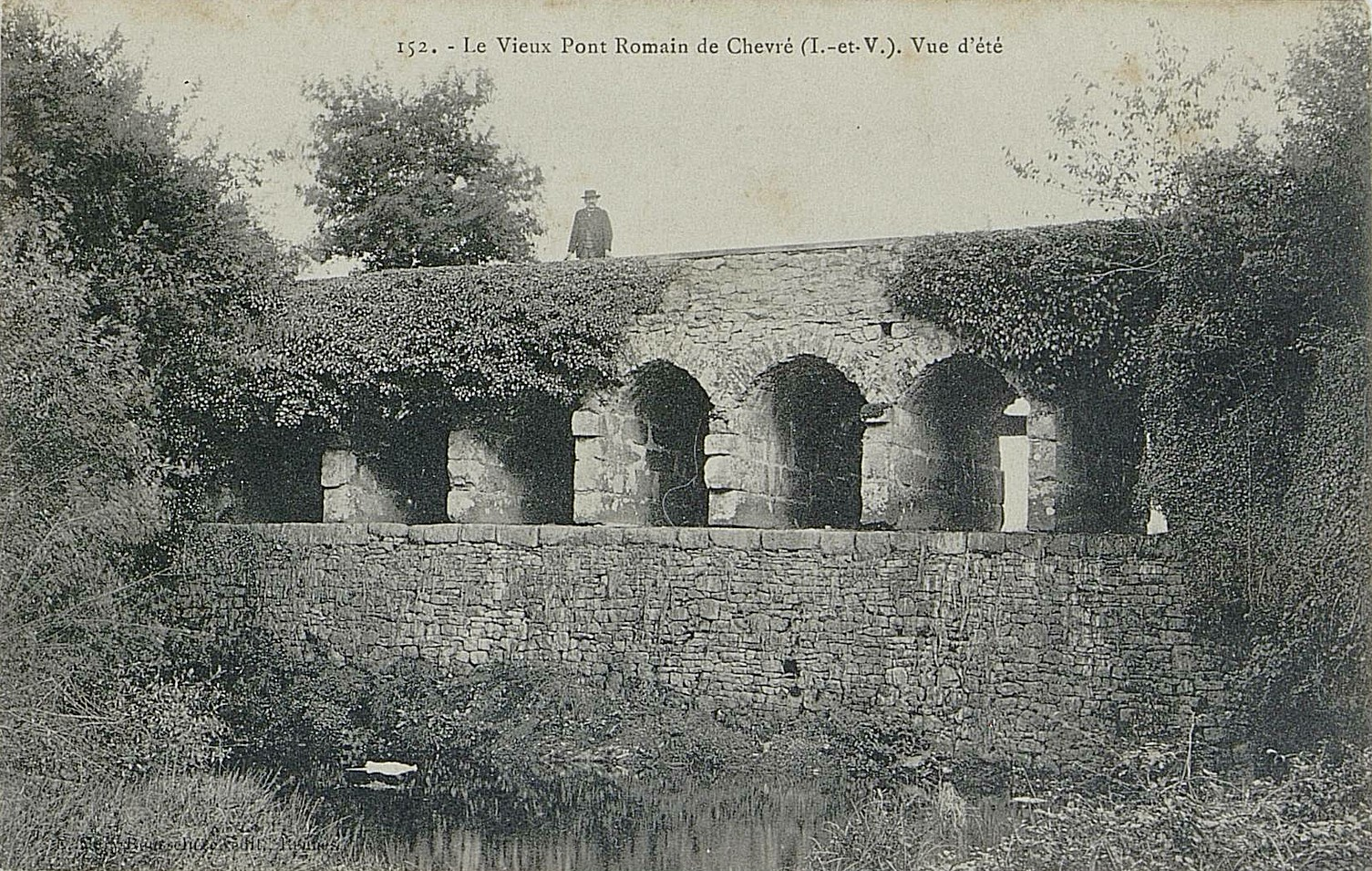
Le pont de Chevré au début du XXe siècle (carte postale).
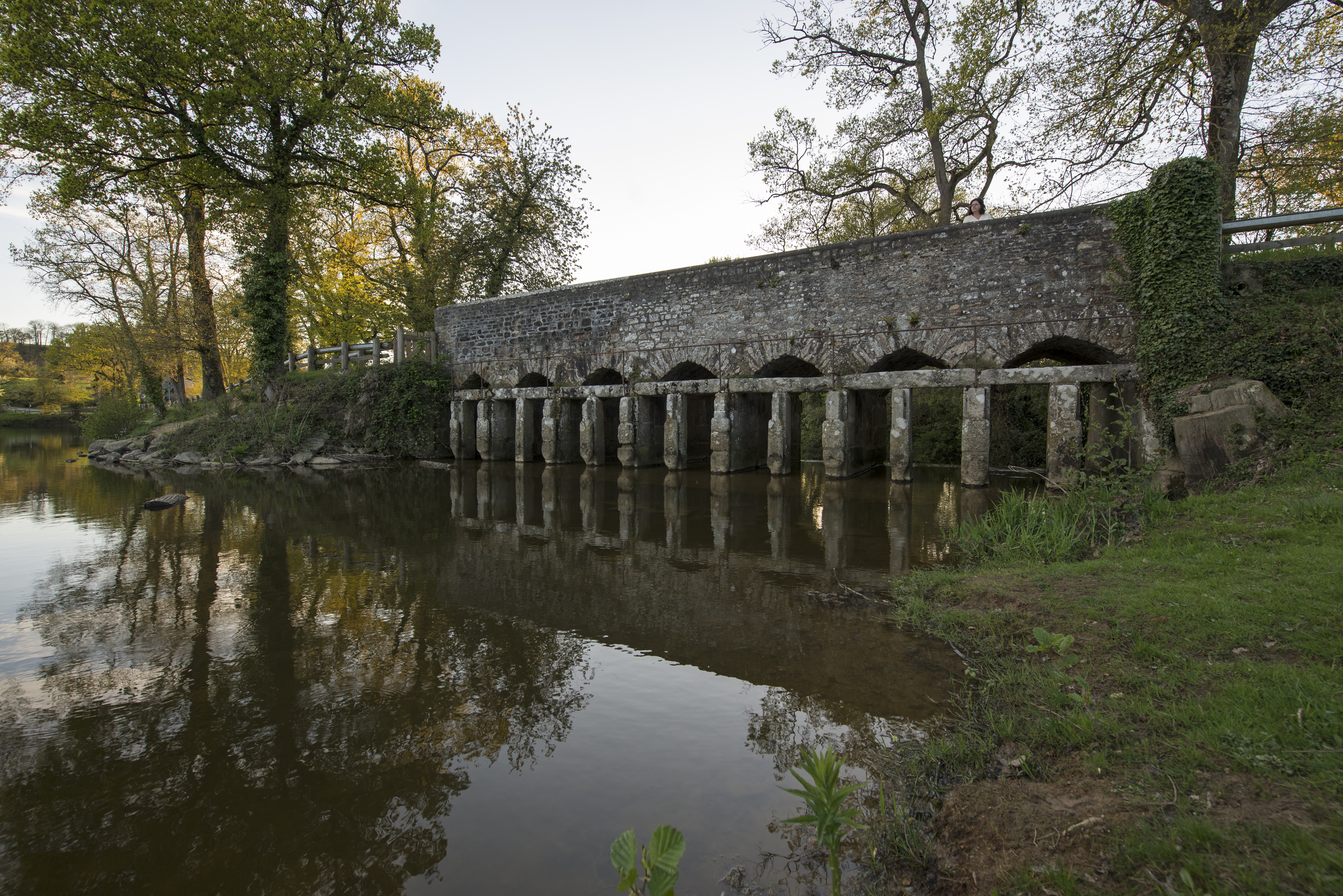
Le pont de Chevré.
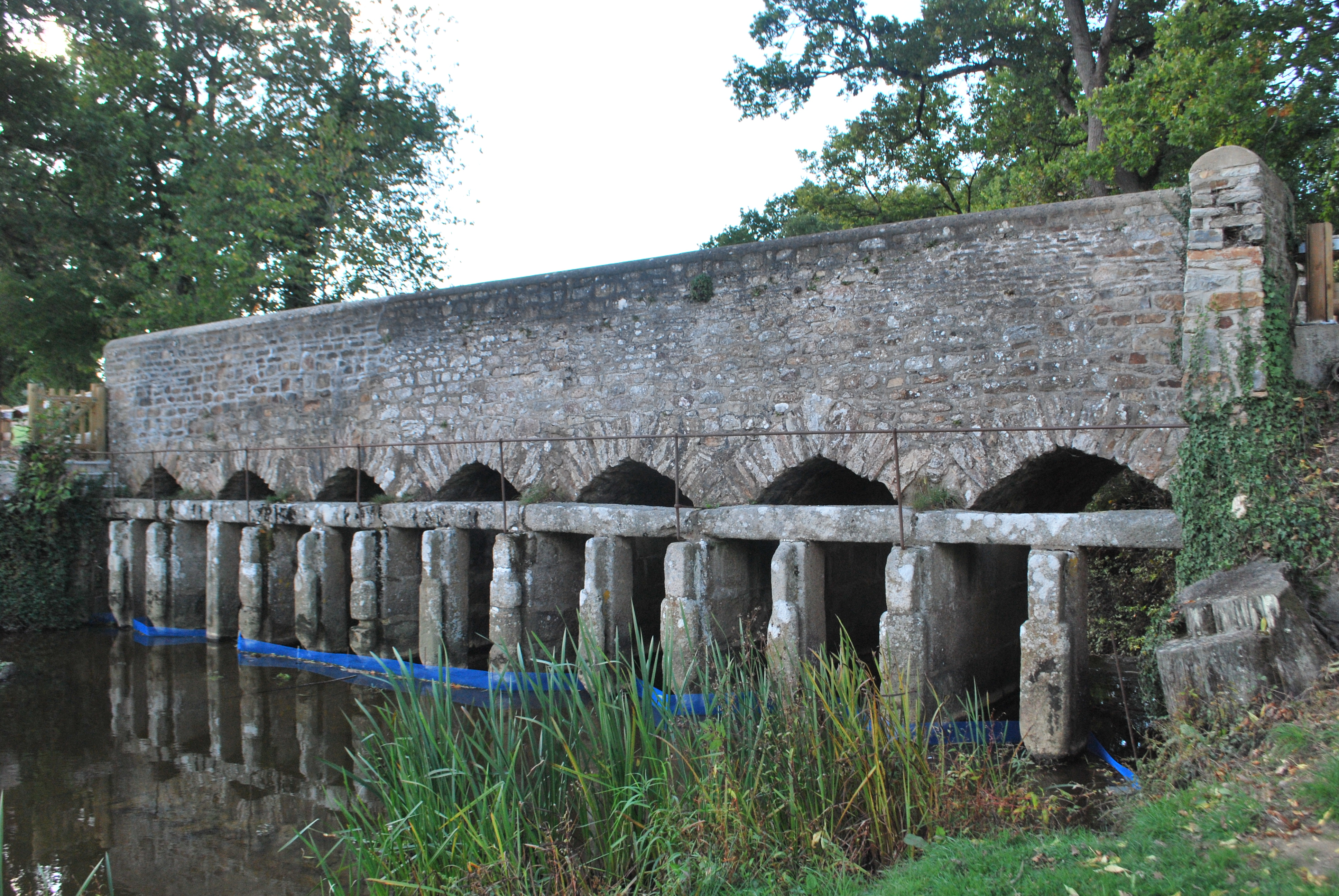
Face est du pont de Chevré.
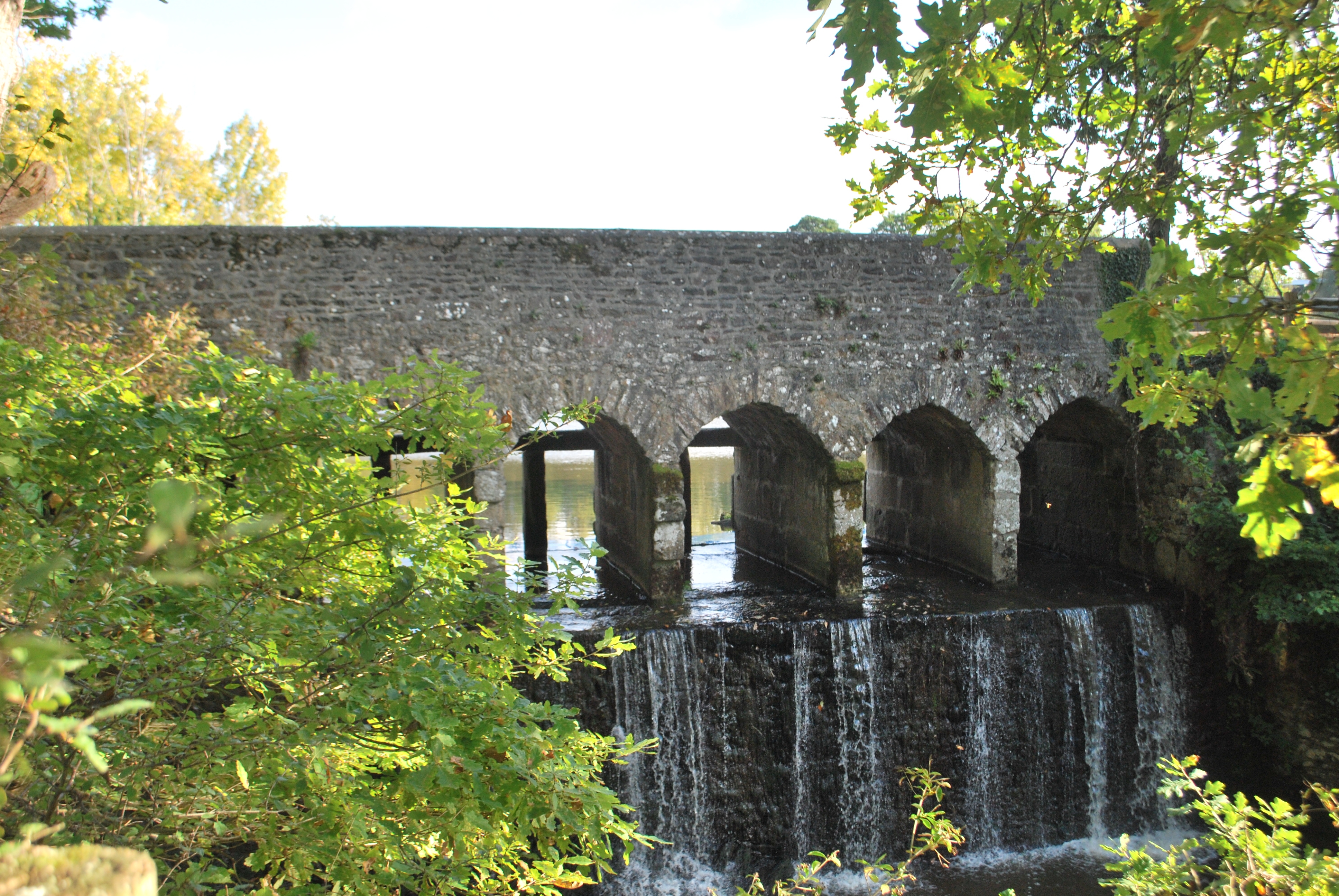
Face ouest du pont de Chevré.

La Bouëxière possède cependant un important patrimoine, notamment de nombreux châteaux et manoirs inventoriés :

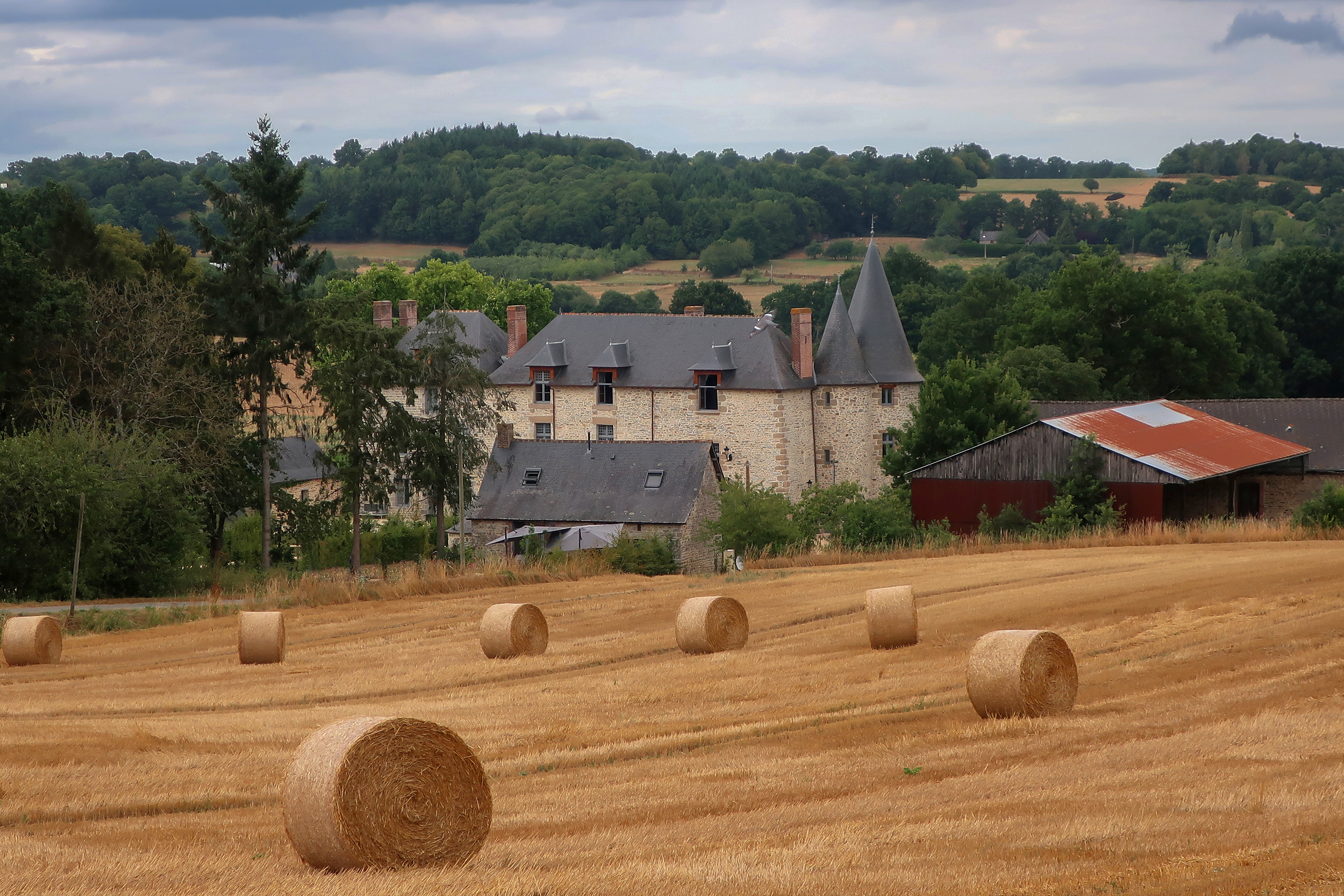
Le château du Bertry.

- château du Bertry, remontant au XVe siècle[130] ; les seigneurs du Bertry étaient seigneurs fondateurs de l'église paroissiale[131].

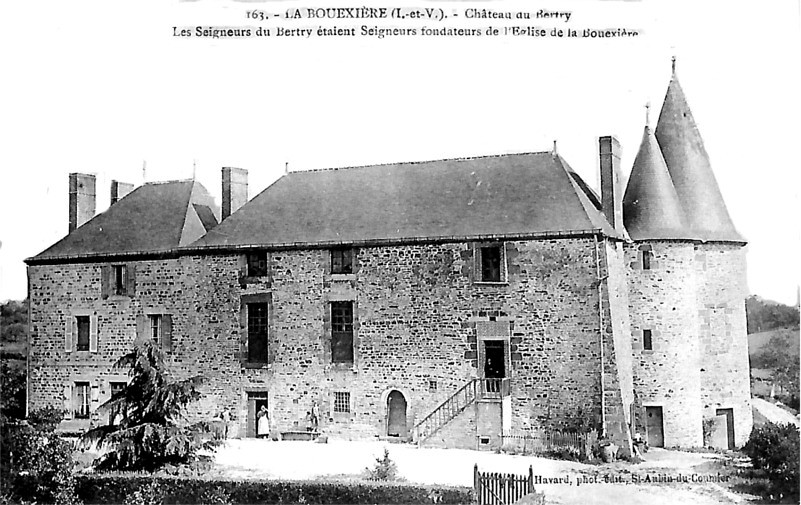
Le château du Bertry au début du XXe siècle (carte postale).
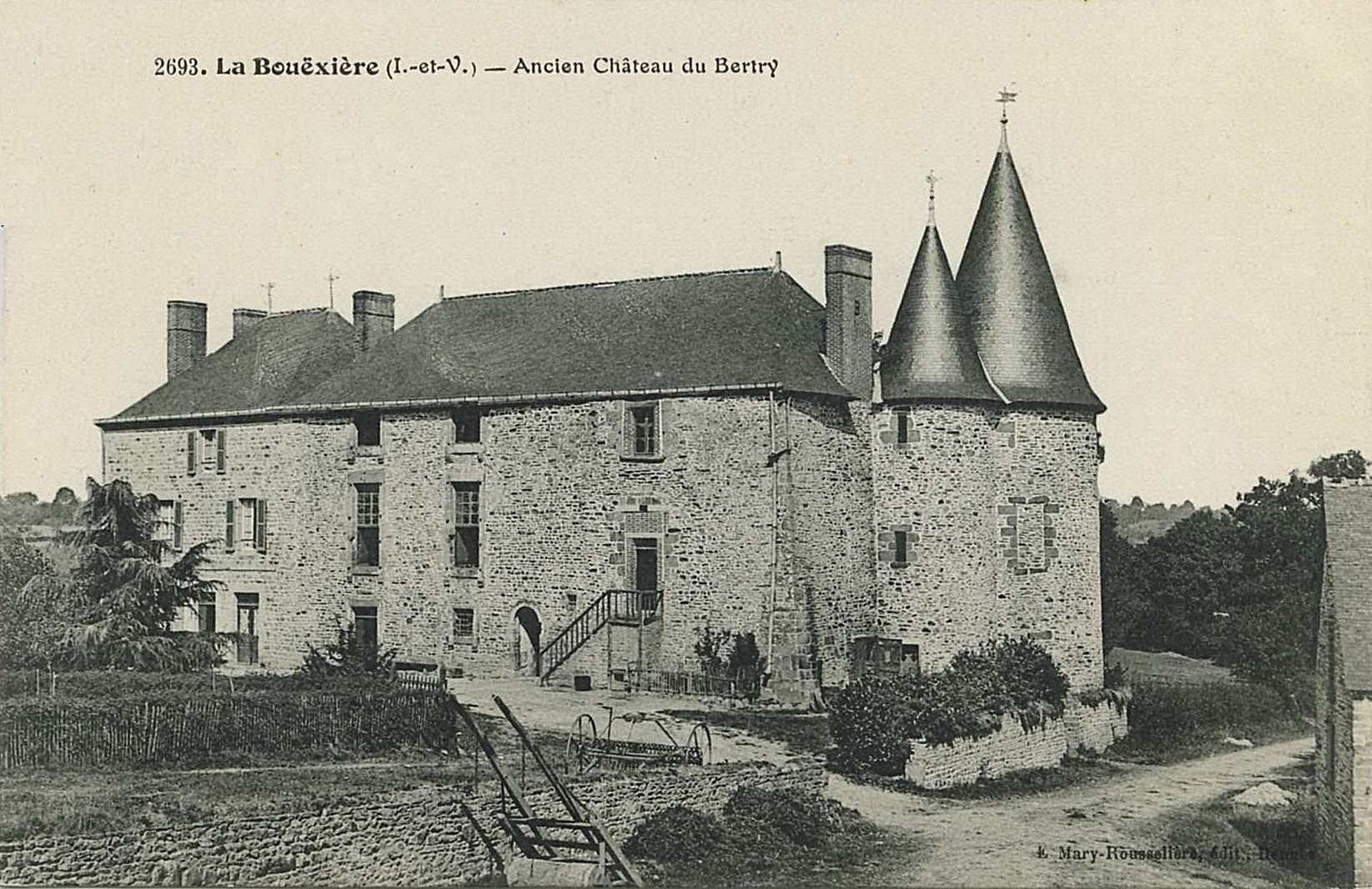
L'ancien château du Bertry au début du XXe siècle (carte postale).

- château du Carrefour, remontant au XVIIe siècle[132] ;

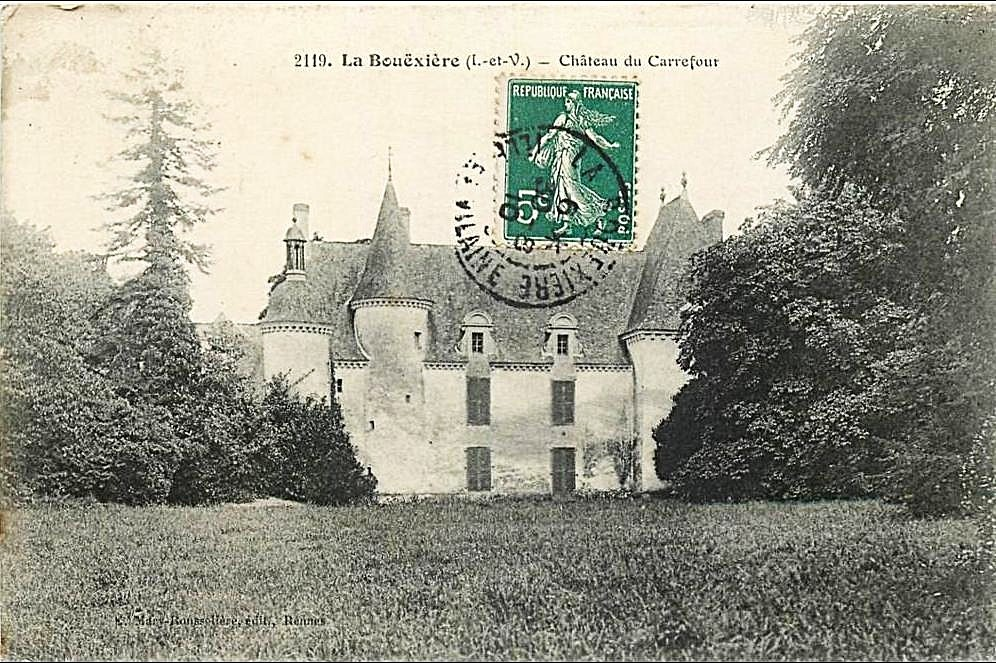
Le château du Carrefour au début du XXe siècle (carte postale).
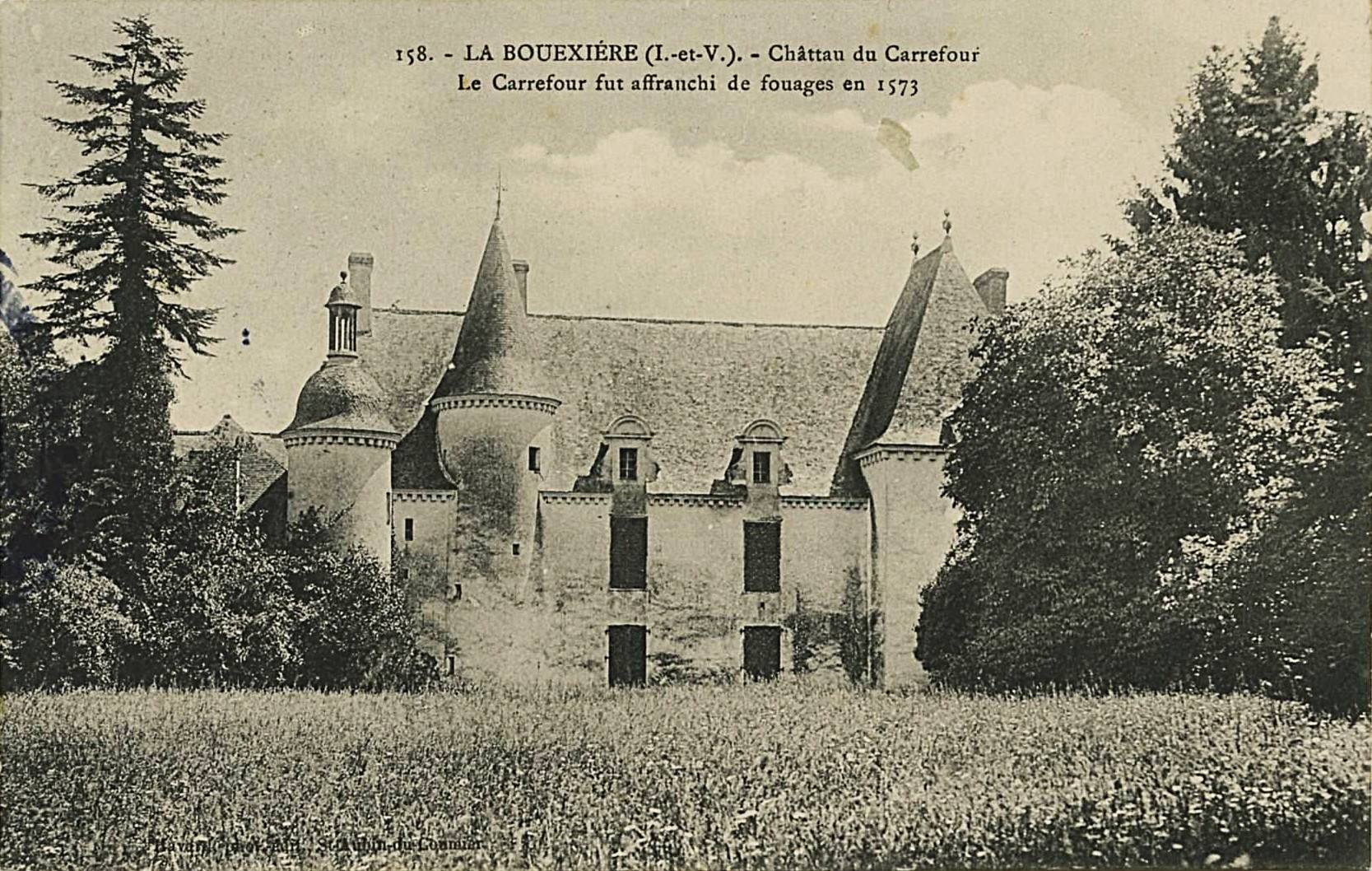
Le château de Carrefour au début du XXe siècle (carte postale).

- manoir de La Bouëxière, il appartenait aux seigneurs de La Bouëxière au XIIe siècle, à la maison de Lancé en 1427 et en 1513 est uni à la seigneurie de la Dobiays ;
- ancien manoir de la Dobiays ;
- manoir du domaine de Sevailles, (XVIe siècle-XVIIe siècle)[Note 32], appartient en 1427 aux Taillis et vers 1490 au sieur Veneur, baron de Tillières, puis aux seigneurs de la Prévalaye et du Bertry en 1506. Sa chapelle est fondée en 1668, les propriétaires successifs furent Ivette, seigneur de Boishamon en 1417, Launay vers 1617, Davy, sieurs de la Pommeraye en 1716, Bürg père aux XIXe et XXe siècles, Bürg fils, les héritiers de ce dernier vendent à leur fermier les Lehuger père, puis fils. La motte féodale rasée, se trouvait sur une parcelle de 300 × 200 m, liée à Hervé de Sevailles, miles vers 1209[133]. ;
- Domaine du Bas-Sevailles : la chapelle appartenait en 1141-1156 à Alain Ier, évêque de Rennes qui la donna pendant son épiscopat aux moines cisterciens de l'abbaye de Savigny. Cette chapelle n'existe plus[134] ;
- Domaine du Haut-Sevailles[135]. ;
- manoir de la Jandinière[136] ;
- manoir de la Houssaye, en 1427, aux Benast ; aux Uguet, seigneurs du Bois-Boterel, en 1681[137].
- manoir de la Haie Noëronde, XVIIe siècle-XVIIIe siècle, transformé en exploitation agricole ;
- manoir de la Havardière, XVe siècle-XVIe siècle, puis reprises au XVIIIe et XIXe siècles ;
- manoir de la Porte (XVIe siècle)[138] ;
- manoir de la Gendrignère (XVIe siècle-XVIIe siècle) ;
- ancien manoir de Ganeschier ou de Goprechier, à la maison de Beaumont en 1427 ;
- manoir de la Teillais ou Teillaye (XVIe siècle-XXe siècle) ; les seigneurs de la Tellaye [Teillais] possédaient le fief du bourg et prétendaient avoir droit de prééminence dans l'église paroissiale[139].

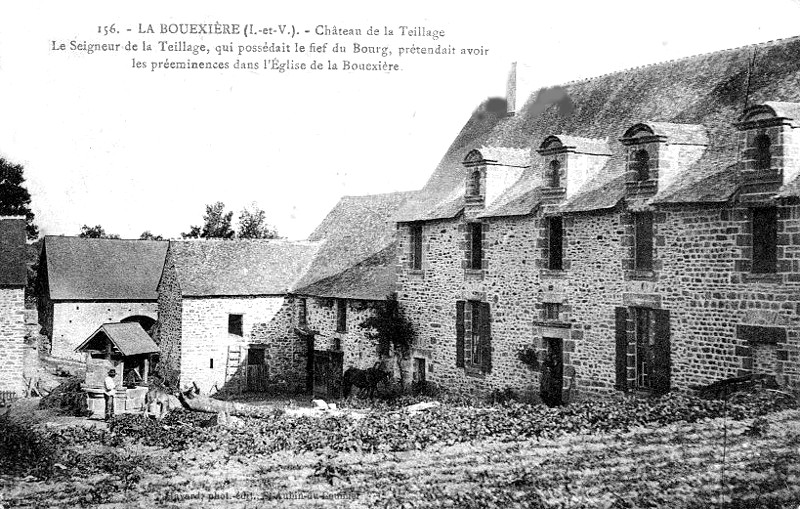
Le château de la Teillaye au début du XXe siècle (carte postale)

- manoir le Dioger, milieu du XIXe siècle[140] ;
- manoir de la Colinière[141] ;
- manoir de la Rosière, pavillon de chasse construit au début du 20e siècle par Emmanuel Le Ray au début du XXe siècle, puis ancien hôpital de Chevré, maison de repos pour soldats blessés durant la Première Guerre mondiale[142].

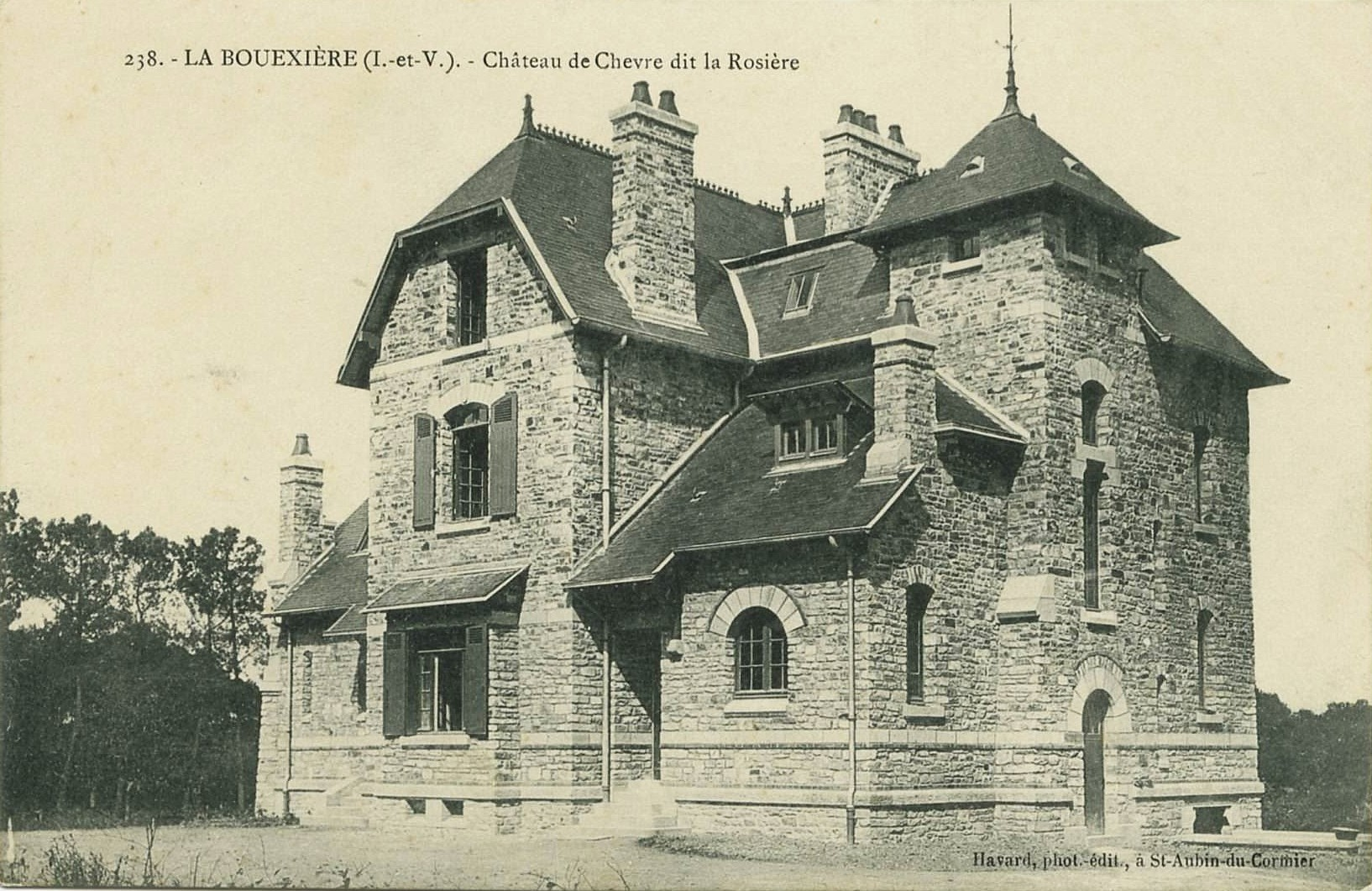
Le château de la Rosière [Chevré] au début du XXe siècle (carte postale).

- manoir de la Bonnerie (XVIIe siècle-XIXe siècle et XXe siècle[143]. ;

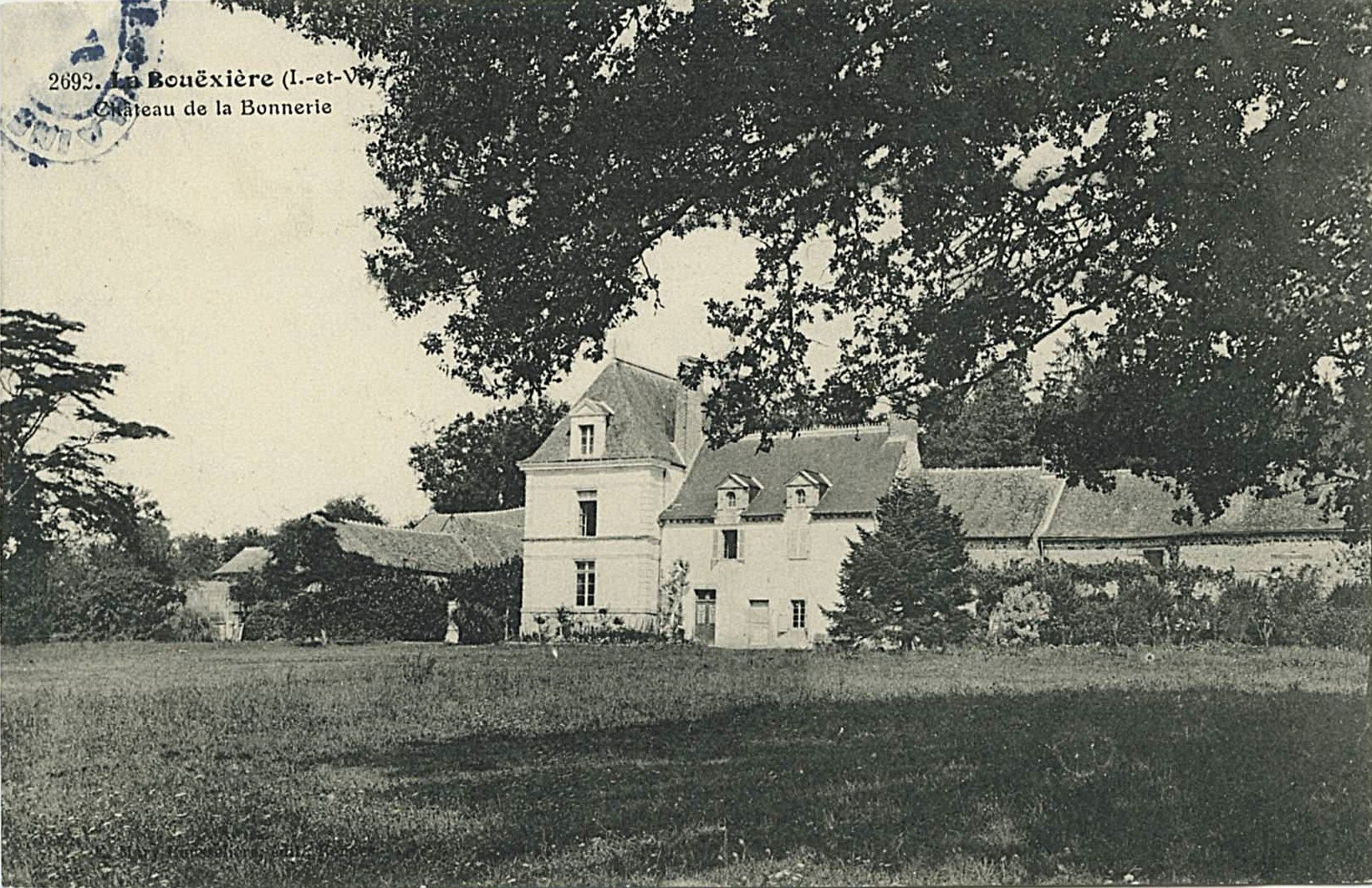
Le château de la Bonnerie au début du XXe siècle (carte postale).

- ancien manoir de la Maison-Neuve (XVIe siècle) ;

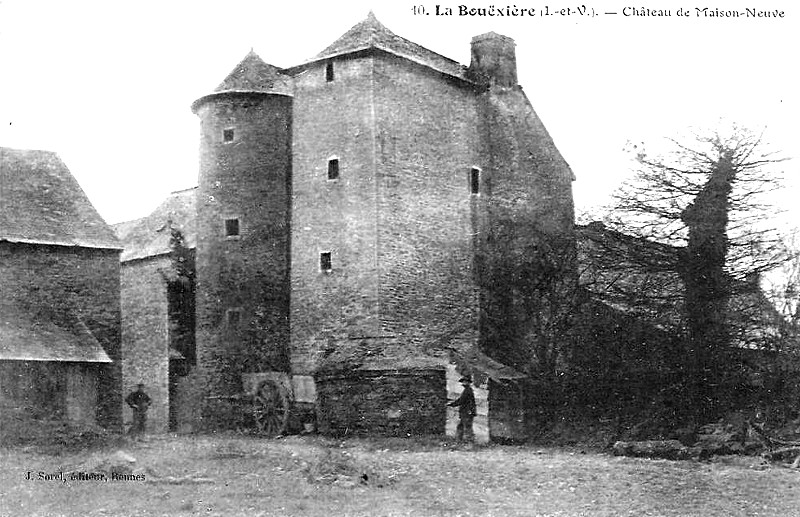
Le château de Maison-Neuve au début du XXe siècle (carte postale).

- manoir de la Vallée, a appartenu successivement aux Le Gac, sieurs de Kerbrezel, Penchoadic, Marbeuf, en 1677 ;

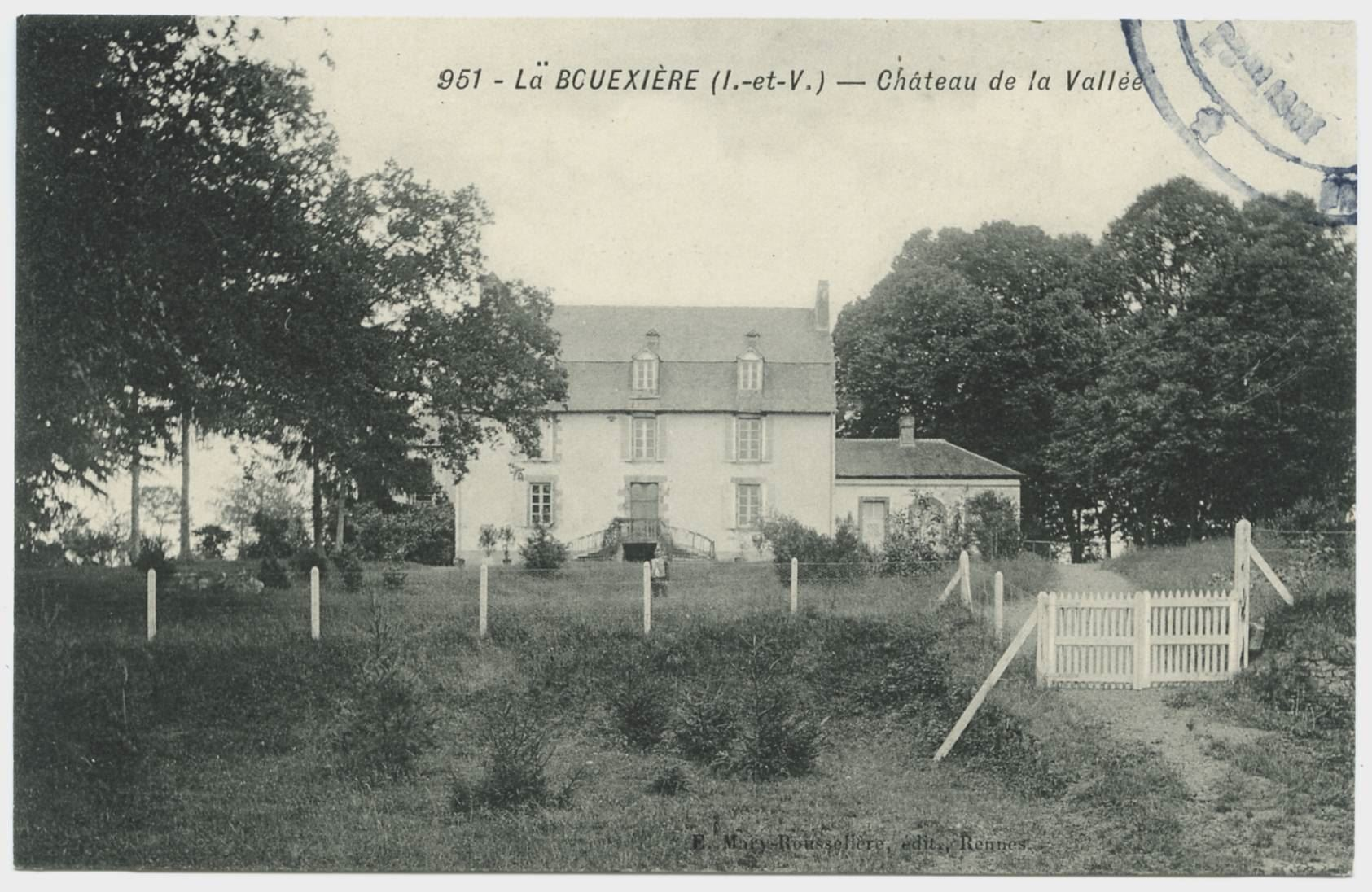
Le château de la Vallée au début du XXe siècle (carte postale).

- manoir de Villeray, 1427 à la maison Laval, puis aux Launay en 1513, Servaude, Satin, en 1627 et à l'époque de la Révolution à la Maison de la Teillaye.
- maison de notable de la  Berthelière (milieu XIXe siècle)[144]. ;

#### Patrimoine industriel
La commune possède plusieurs sites de moulins et forges.
- Les forges de la Vallée[146],[147].
- Les forges de Sérigné[148],[149].
- Sept moulins à eau : Chevré, de Trapeau, de Bertry, de la Teillaye, de Forges[150], des Hauts Fourneaux de Sérigné, de la Vallée.
- Les métairies de Sérigné, XVIe siècle-XVIIIe siècle.

### Lieux et monuments religieux
- Église Saint-Martin-de-Tours de La Bouëxière (XVIe siècle-XIXe siècle)[151],[152].

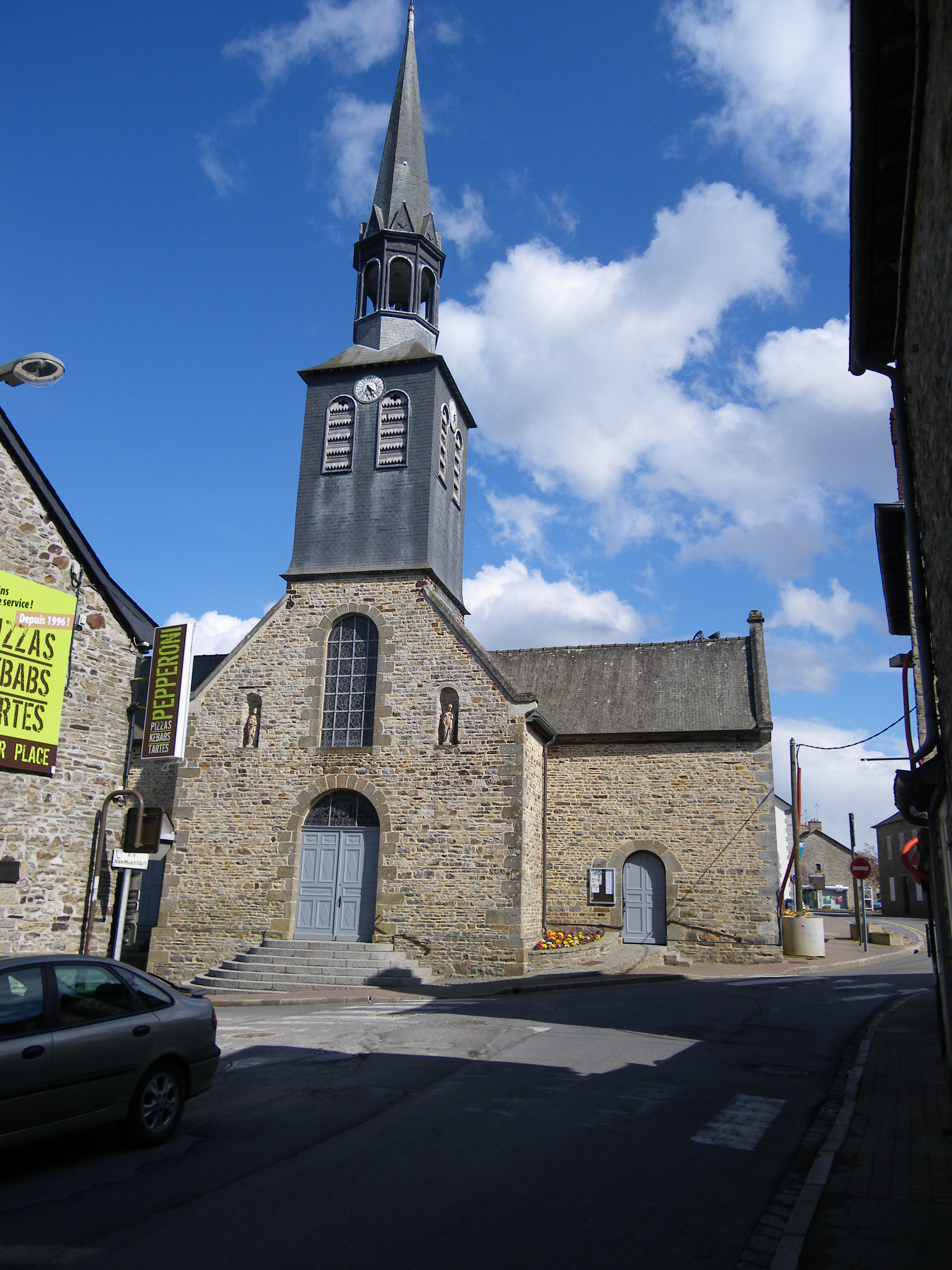
L'église paroissiale Saint-Martin : façade et clocher.
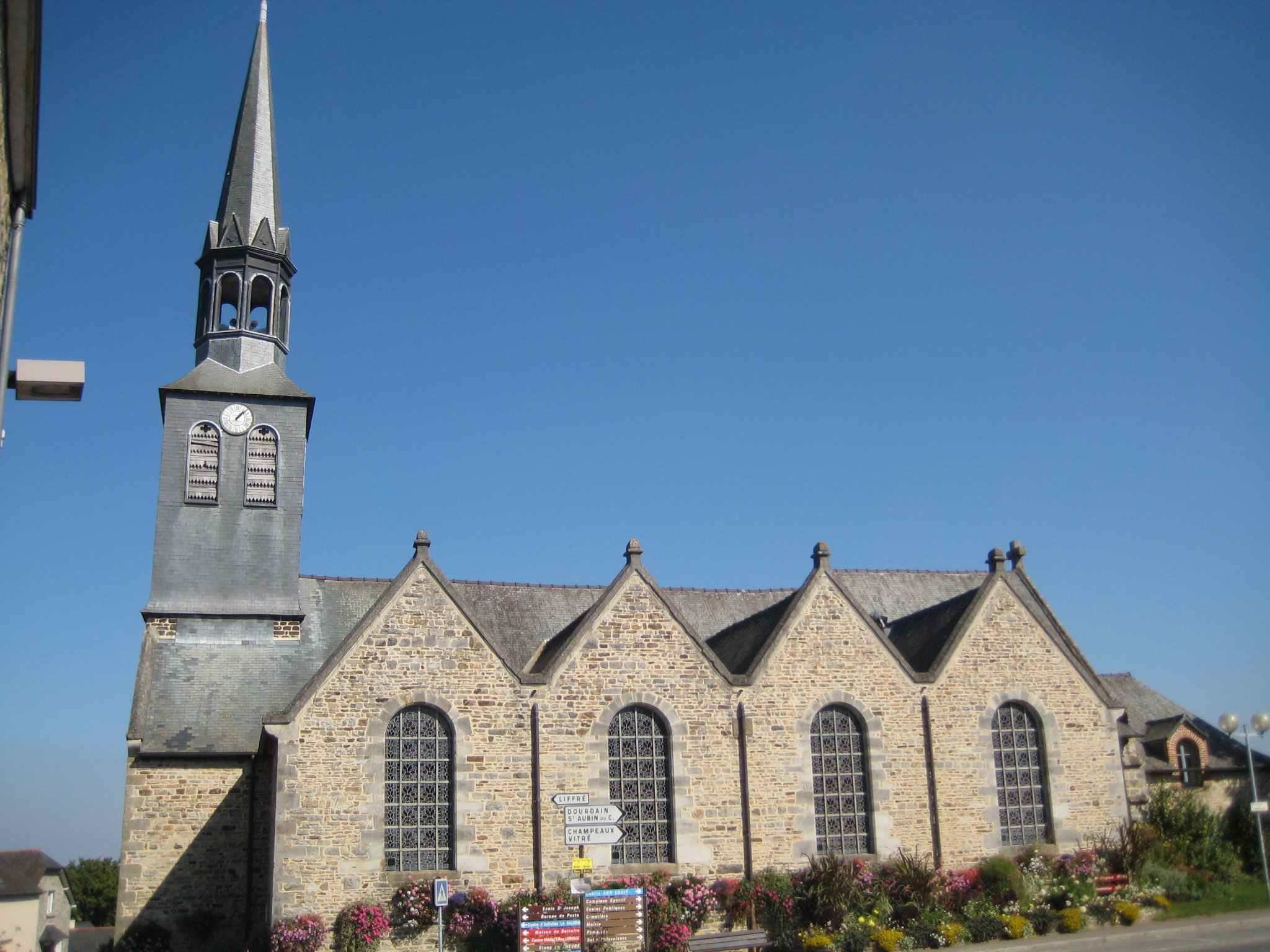
L'église Saint-Martin : flanc sud.

- Chapelle prieurale du Prieuré d'Allion à  Rallion (XVe siècle - XIXe siècle[153].
- Chapelle frairienne[154].
- Chapelle Saint-André de Chevré (XIIe siècle).

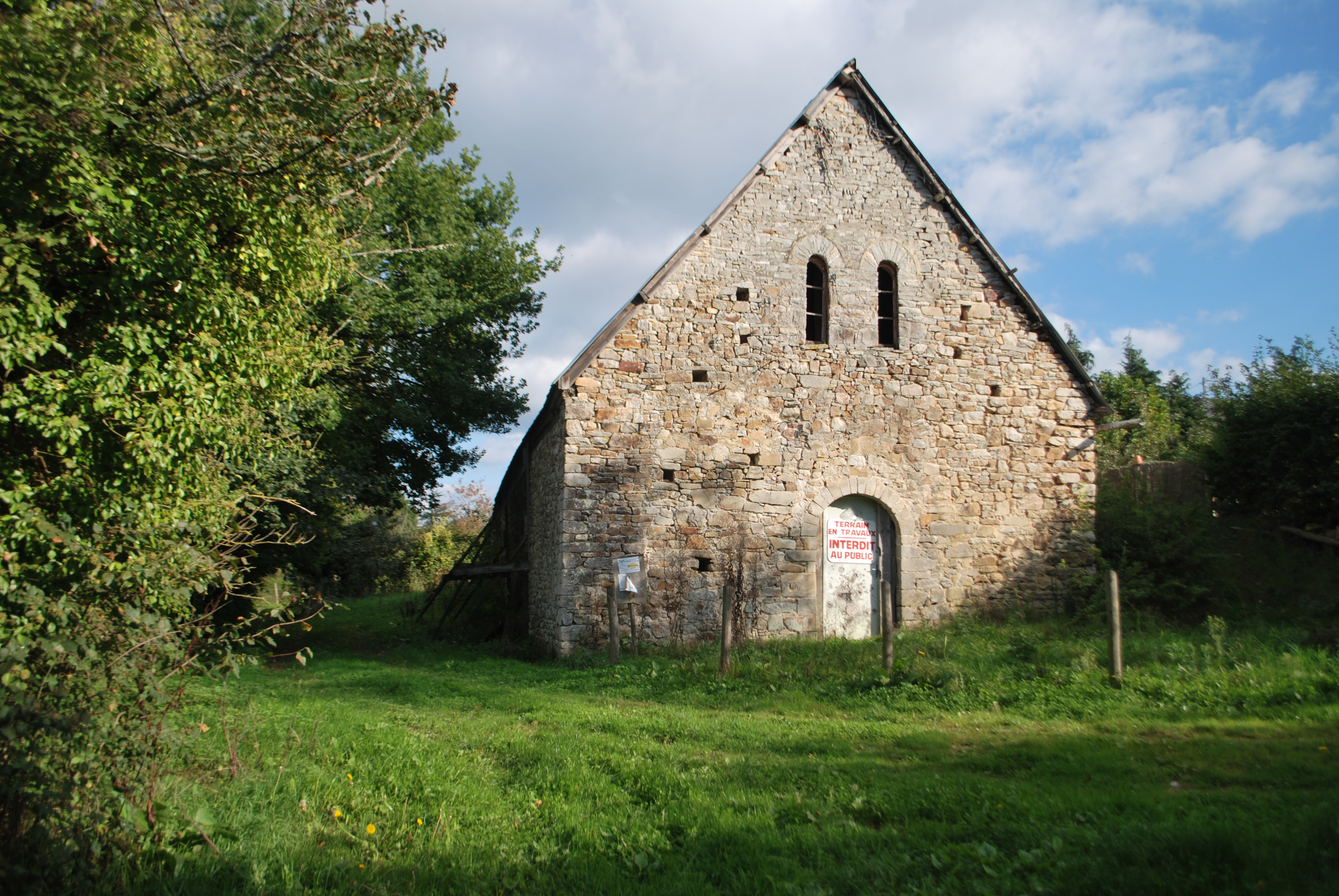
Chapelle de Chevré : vue extérieure d'ensemble.
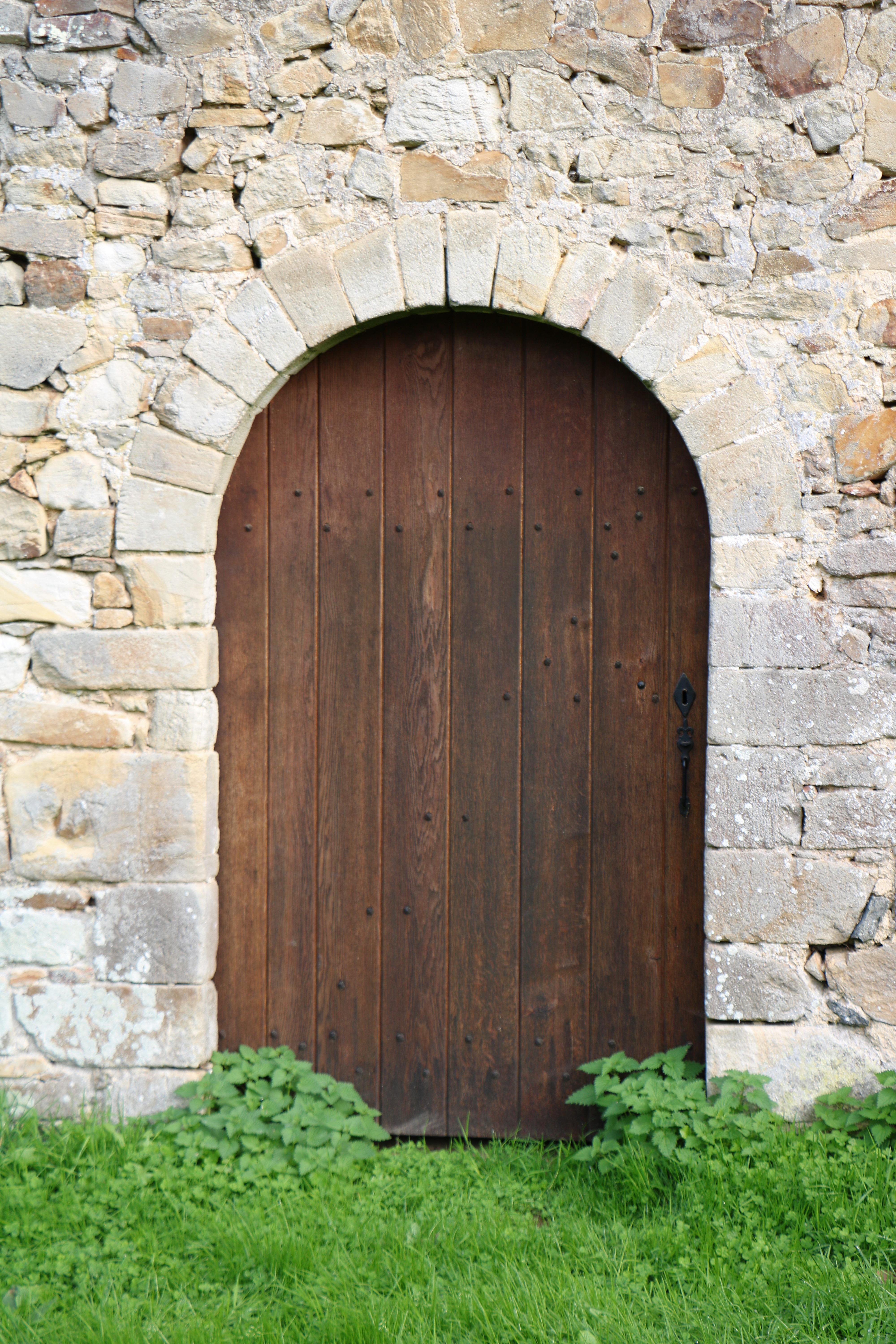
Chapelle de Chevré : porte.
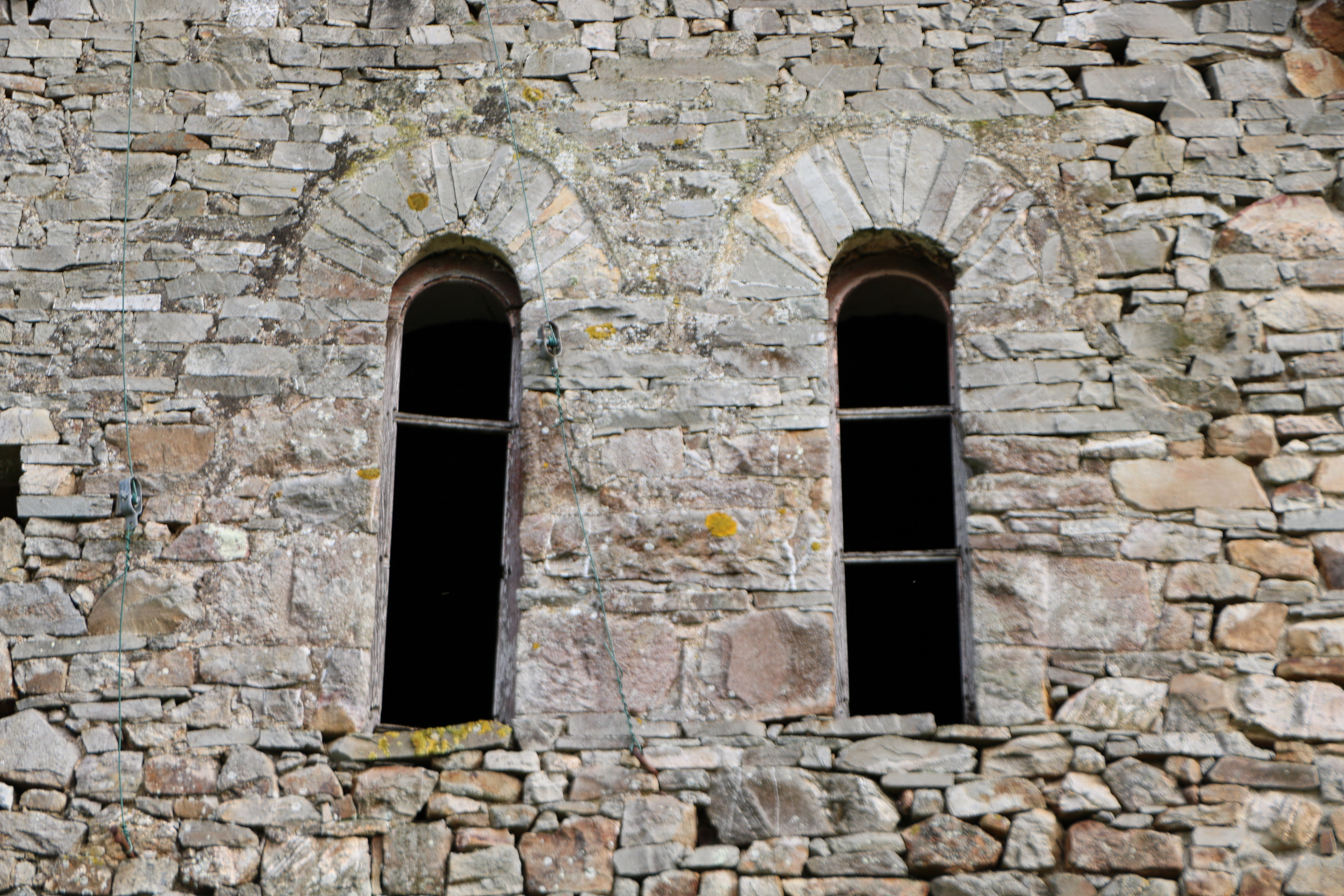
Chapelle de Chevré : deux fenêtres.
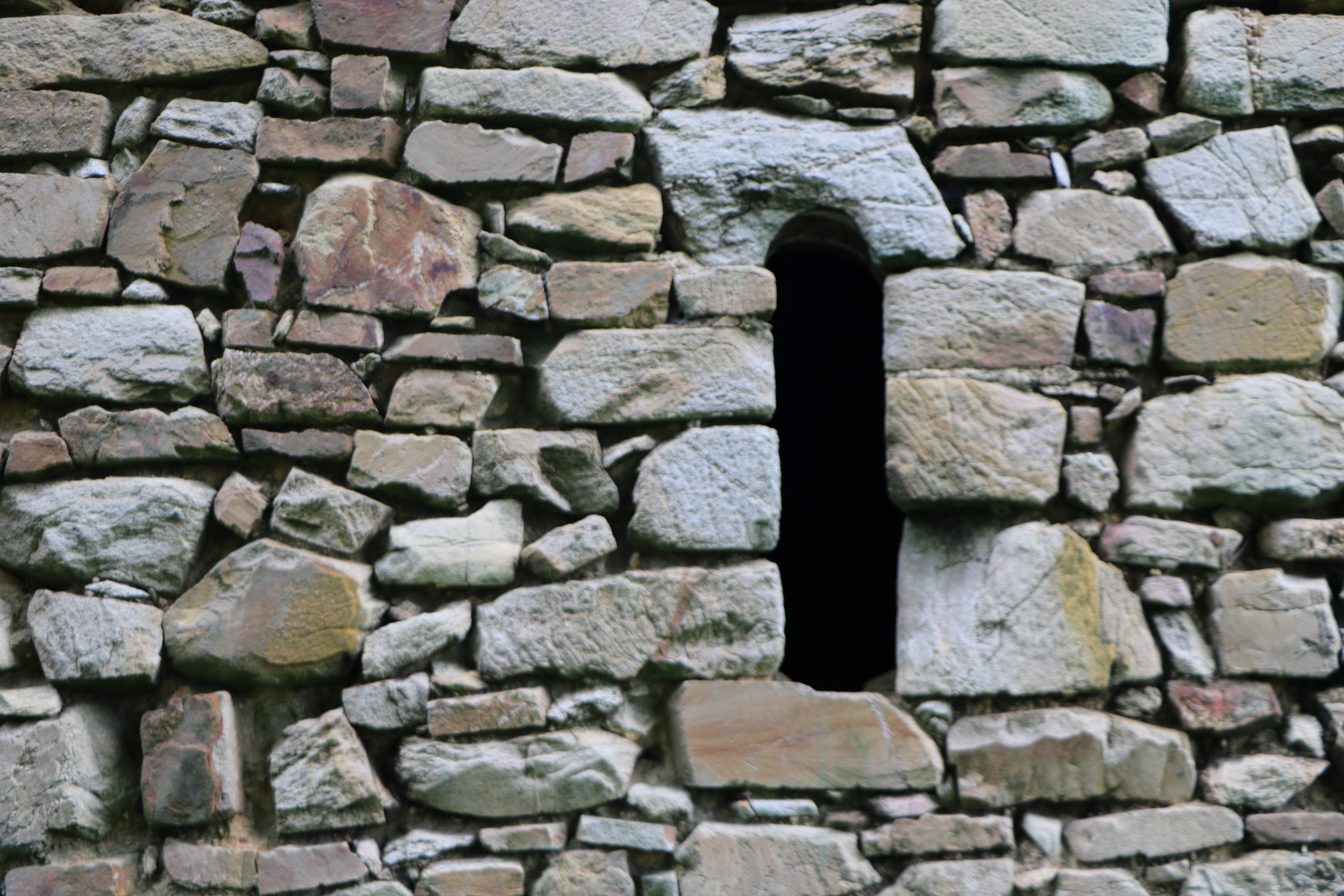
Chapelle de Chevré : fenêtre.

- Chapelle Saint-Père (ou Saint-Pair, initialement Saint-Peer) : la chapelle actuelle date duXXe siècle), et se situe au milieu de la forêt de Chevré, probablement construite par des bûcherons. Mais une chapelle antérieure était un lieu de pèlerinage fréquenté depuis le Moyen-Âge et encore à la fin du XIXe siècle[155] ;
- Chapelle du manoir du domaine de Sevailles (XVIIe siècle)[156] ;
- Presbytère paroissial XVIIe siècle XVIIIe siècle et 4e quart du XIXe siècle.
- Des croix de chemin:
  - Croix de chemin, sur la route de Mi-Forêt, plaque de marbre sur le socle : souvenir d'une mission 1923.
  - Croix de chemin, à le Châtaignier, daté du XIXe siècle, en moellon sans chaîne en pierre de taille, bois, métal et ciment.
  - Croix de chemin, à la Bouessay du XVIIe siècle et XXe siècle, inscription non communiquée.
  - Croix de chemin, à Bellevue, moellon sans chaîne en pierre de taille, bois et grès datée de la seconde moitié du XIXe siècle.
  - Croix de chemin à Beauchêne, du second quart du XXe siècle à la mémoire de l'abbé Chevreul, recteur de la paroisse, 1926-1933.
- Croix du cimetière, dans le bourg, XVIIe siècle, granit et pierre de taille, socle de trois niveaux[157].
- Tombeau du XIXe siècle à Chevré dans un champ, en granit et pierre de taille.

### Milieu naturel

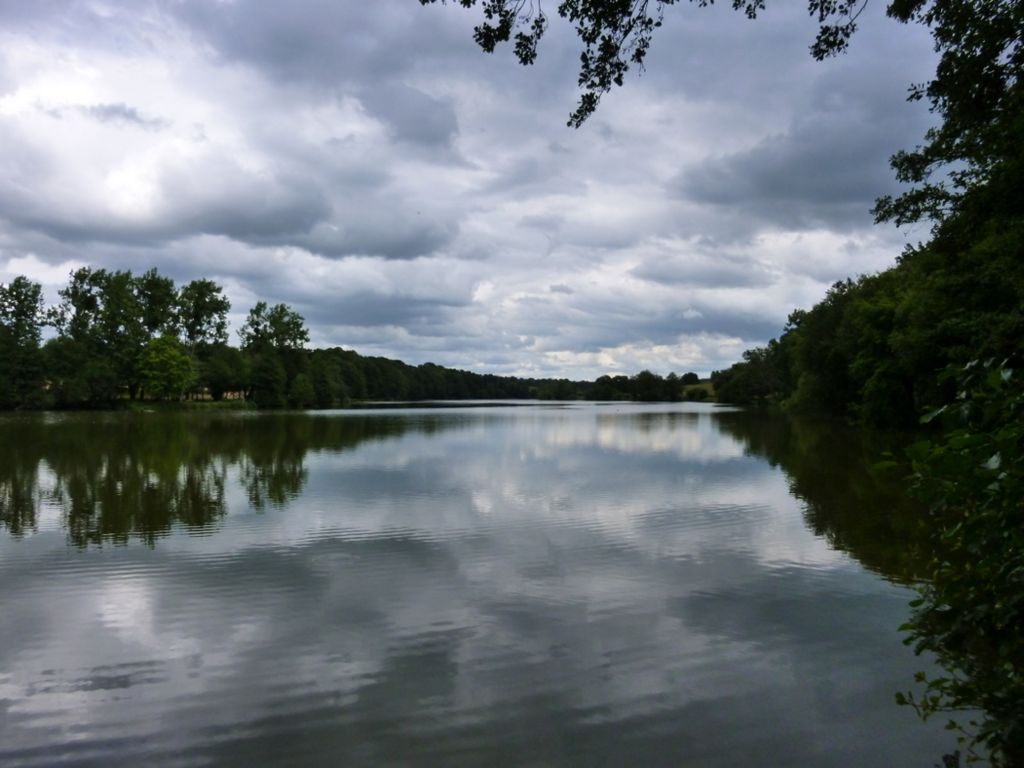
L'étang de Chevré.

Autour de Chevré, on trouve trois zones naturelles d'intérêt écologique, faunistique et floristique (ZNIEFF, pour un total de 1 954 ha) de première génération :
- l'étang de Chevré, lieu de pêche assez important et ZNIEFF  de type 1 de 32 ha où l'on trouve notamment Canard colvert (Anas platyrhynchos), Foulque macroule (Fulica atra) et Grèbe huppé (Podiceps cristatus)[158] ;
- l'étang de la Pagerie, un des principaux étangs oligodystrophes d'Ille-et-Vilaine[159], ZNIEFF de type 1 de 6 ha[160] ;
- la forêt de Chevré, ZNIEFF de type 2 de 1 916 ha[161].

## Personnalités liées à la commune
- Julien Pierre Marie Hévin (1763-XIXe siècle), avocat et entrepreneur, né à la Bouëxière en 1763. Reçu avocat au Parlement de Bretagne en 1787, administrateur du directoire du département d'Ille-et-Vilaine, puis receveur particulier des finances de l'arrondissement de Vitré, il fut maire de La Bouexière. Au début du XIXe siècle, il exploitait les forges de la Vallée et s'occupait d'une fabrique de métiers à tisser. Il est le grand-père maternel de Waldeck et Arthur de la Borderie[162].
- Charles Tillon (1897-1993), mutin de la mer Noire en 1919, ancien député de la Seine. Résistant et communiste, il fut ministre de l'Air, de l'Armement puis de la Reconstruction (1944-1947) ; il a vécu la majeure partie de la fin de sa vie à La Bouëxière à partir de 1975.
- Raymonde Tillon (1915-2016), sa femme, ancienne députée des Bouches-du-Rhône. Résistante, déportée, syndicaliste et communiste, elle fut l'une des trente-trois femmes élues à la première Assemblée constituante de la IVe République, dès que les femmes eurent le droit de vote en France.

Charles Tillon habita La Bouëxière dans les dernières années de sa vie, avec sa femme Raymonde.
- Les frères Patrick et Laurent Delamontagne, footballeurs professionnels, sont originaires de la commune.
- Laetitia Meignan (1960-), championne d'Europe, médaillée mondiale et olympique de Judo, habita La Bouëxière de 1996 à 1998[164].

## Romans
- Paul Féval a décrit les forêts et l'habitat de la Bouëxière dans son roman Fontaine aux perles publié en 1844[165]. Ce roman a été publié en feuilleton dans le journal La Petite Presse à partir du 1er février 1883[166]. Le château de La Fontaine-aux-Perles décrit dans ce roman par Paul Féval est le château du Carrefour.

## Sources
- Société des colonies de vacances des écoles publiques de Rennes et du préventorium Rey., Quelques notes sur l'histoire de La Bouëxière, du village de Chevré, du château du Carrefour & de ses environs, Rennes, 1936
- Site de la mairie de La Bouëxière : www.mairie-labouexiere.fr[167]